# Титанік
41°43′57″ пн. ш. 49°56′49″ зх. д. / 41.73250° пн. ш. 49.94694° зх. д.
«Тита́нік» (англ. RMS Titanic) — британський трансатлантичний пароплав, другий лайнер класу «Олімпік» компанії White Star Line. Найбільше пасажирське судно світу на час своєї побудови. Під час першого рейсу у ніч із 14 на 15 квітня 1912 року лайнер зіткнувся з айсбергом в Атлантичному океані та затонув.
Будувався в Белфасті на корабельні «Harland & Wolff» з 1909 по 1912 рік. «Титанік» був обладнаний двома чотирициліндровими паровими машинами та паровою турбіною. Вся силова установка мала потужність 55 000 к. с. Лайнер міг розвивати швидкість до 23 вузлів (42 км/год). Його водотоннажність, що перевищувала пароплав-близнюк «Олімпік» на 243 т, становила 52 310 т. Корпус судна був виготовлений зі сталі. Трюм та нижні палуби поділялися на 16 водонепроникних відсіків перегородками з герметичними дверима. При пошкодженні днища потраплянню води у відсіки перешкоджало подвійне дно. Журнал «Shipbuilder» назвав «Титанік» практично непотоплюваним, цей вислів набув широкого поширення в пресі та серед громадськості. Відповідно до застарілих правил, «Титанік» був оснащений 20 рятувальними шлюпками, сумарною місткістю 1178 осіб, що становило лише третину від максимального завантаження пароплава.
Каюти та громадські приміщення «Титаніка» поділялися на три класи. До послуг пасажирів першого класу були представлені плавальний басейн, корт для гри в сквош, ресторан À La Carte, два кафе, гімнастичний зал. У всіх класах були обідні та курильні салони, відкриті та закриті променади. Найрозкішнішими та найвишуканішими були інтер'єри першого класу, виконані у різних художніх стилях із використанням дорогих матеріалів, таких як червоне дерево, позолота, вітражне скло, шовк та інші. Каюти та салони третього класу оформляли максимально просто: сталеві стіни забарвлювали в білий колір або обшивали дерев'яними панелями..
10 квітня 1912 року «Титанік» вирушив із Саутгемптона до Нью-Йорку, у свій перший та єдиний рейс. Здійснивши зупинки у французькому Шербурі та ірландському Квінстауні, лайнер вийшов в Атлантичний океан з 1317 пасажирами та 908 членами екіпажу  на борту. Планувалося прибути до Нью-Йорку 17 квітня. Командував судном капітан Едвард Джон Сміт. 14 квітня радіостанція «Титаніка» прийняла сім льодових попереджень, проте лайнер продовжував рухатися майже на граничній швидкості. Щоб уникнути зустрічі з айсбергами, капітан наказав йти трохи на південь від звичного маршруту.
14 квітня о 23:39 матрос Фредерік Фліт доповів на капітанський місток про айсберг прямо по курсу. Менше ніж за хвилину сталося зіткнення. Отримавши кілька пробоїн, пароплав почав тонути. У шлюпки садили насамперед жінок та дітей. О 2:20 15 квітня, розламавшись на дві частини, «Титанік» затонув, забравши життя 1496 осіб. 712 людей, що врятувалися, підібрав пароплав «Карпатія».
Уламки «Титаніка» лежать на глибині 3750 м. Вперше їх виявила експедиція Роберта Балларда в 1985 році. Наступні експедиції підійняли з дна тисячі артефактів. Носова та кормова частини глибоко пішли в донний мул, їхній підйом на поверхню в цілості неможливий..
Історія «Титаніка» стала легендарною завдяки, зокрема, кільком художнім фільмам, знятим за мотивами цієї трагедії. Зокрема фільм 1997 року отримав премії «Оскар» і мав феноменальний успіх у прокаті.

## Проєкт

### Ідея

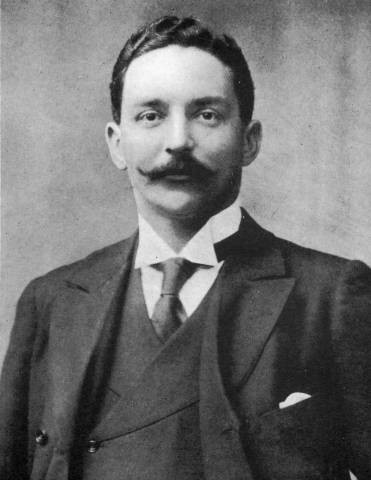
Ініціатор будівництва лайнерів класу «Олімпік» Джозеф Брюс Ісмей

На початку ХХ століття на ринку трансатлантичних перевезень склалась гостра конкурентна боротьба між основними транспортними судноплавними компаніями того часу — компаніями «Cunard Line» та «White Star Line». Обидві вони були британськими, однак 1902 року компанію «White Star Line» викупив американський фінансовий магнат, власник тресту «International Mercantile Marine Company» («IMM») Джон Пірпонт Морган із наміром монополізувати трансатлантичні транспортні шляхи, позбутися конкуренції та досягти загальних стандартів щодо вартості пасажирських та вантажних перевезень. Джозеф Брюс Ісмей — фінансист та син засновника компанії брав участь у продажі компанії «Уайт Стар Лайн» Дж. П. Моргану і залишився з новим власником як генеральний менеджер і виконавчий директор компанії. «Cunard Line» же знаходилась під впливом британського Адміралтейства. у 1907 році «Кунард Лайн» вводить в експлуатацію паротурбоходи «Лузітанія» та «Мавританія» — найбільші судна в світі на той час. Окрім того, вони були здатні розвинути швидкість до 25 вузлів (46 км/год), що дозволяло їм перетинати Атлантичний океан всього за 5 днів.
Поява великих, швидкохідних та надійних лайнерів у основного конкурента негативно позначилася на прибутку «Уайт Стар Лайн». Джозеф Брюс Ісмей, проконсультувавшись з президентом ірландської корабельні «Harland & Wolff» Вільямом Піррі, ухвалив рішення щодо будівництва двох суперлайнерів, не таких швидкохідних, як «Лузітанія» та «Мавританія», але таких, щоб перевершували їх по водотоннажності, пасажировмісткості та рівню сервісу. Відповідно до замислу керівників судноплавної компанії, першим стати до ладу мав пароплав «Олімпік», а через 10 місяців — «Титанік», названий на честь героїв давньогрецької міфології — титанів, які мали намір скинути богів-олімпійців, за що були скинуті ними до Тартару.

### Проєктування
Проєктуванням суден класу «Олімпік» зайнялася конструкторська рада корабельні «Гарленд енд Вульф». До неї входили президент Вільям Піррі, директор-розпорядник Александр Карлайл, директор конструкторського бюро Томас Ендрюс та його заступник Едвард Вайлдінг. Карлайл розробив проєкт корпусу, уклав плани установки машин та механізмів, Ендрюс повністю відповідав за розробку проєктної документації. Конструкторські креслення зайняли 411 окремих документів. Ознайомившись з основними із них, керівництво «Уайт Стар Лайн» уклало контракт на будівництво двох гігантських лайнерів з корабельнею «Гарленд енд Вульф», з якою давно мала тісні економічні взаємовідносини.

## Будівництво

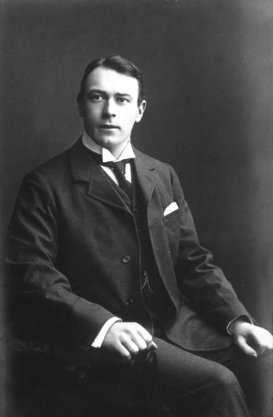
Головний конструктор «Титаніка» Томас Ендрюс

### Підготовка
Аби зберегти конкурентоспроможність серед центрів суднобудівництва, корабельня «Harland & Wolff» у Белфасті ще в 1903 році почала зведення найбільшого сухого доку в світі на той час. Вільям Піррі передбачив збільшення розмірів суден в короткостроковій перспективі. Нова споруда отримала назву «Сухий док Томпсона», контракти на його будівництво були укладені 1903 року зі строком виконання у 3,5 роки. Головним підрядником стала лондонська фірма «Scout & Middleton», однак місцеві компанії також долучались до робіт вартістю 350 000 фунтів стерлінгів. Довжина доку складала 259 м, ширина — 39 м, товщина основи — 6 м. Перед початком будівництва в гирлі річки Лаган були проведені дороговартісні роботи із поглиблення дна. Док призначався для будівництва та ремонту великих суден, таких, як лайнери класу «Олімпік».
Для будівництва «Олімпіка» та «Титаніка» — перших пароплавів класу «Олімпік», три старих будівельних майданчики корабельні довелось перебудувати у два нових. В ході підготовки до будівництва лайнерів над двома новими стапелями мостобудівельною компанією «Sir William Arrol & Co.» було споруджено козлові рами заввишки 69,5 м, завширшки 83 м та масою у понад 6000 тонн, а над ними зведено 200-тонний з 60-метровою стрілою рамно-баштовий портальний кран — найбільший у світі на той час. Для виконання різноманітних вантажнопідйомних робіт було встановлено іще 12 допоміжних мобільних кранів та 6 рухомих ферм (по 3 над кожним стапелем).

### Стапельний період

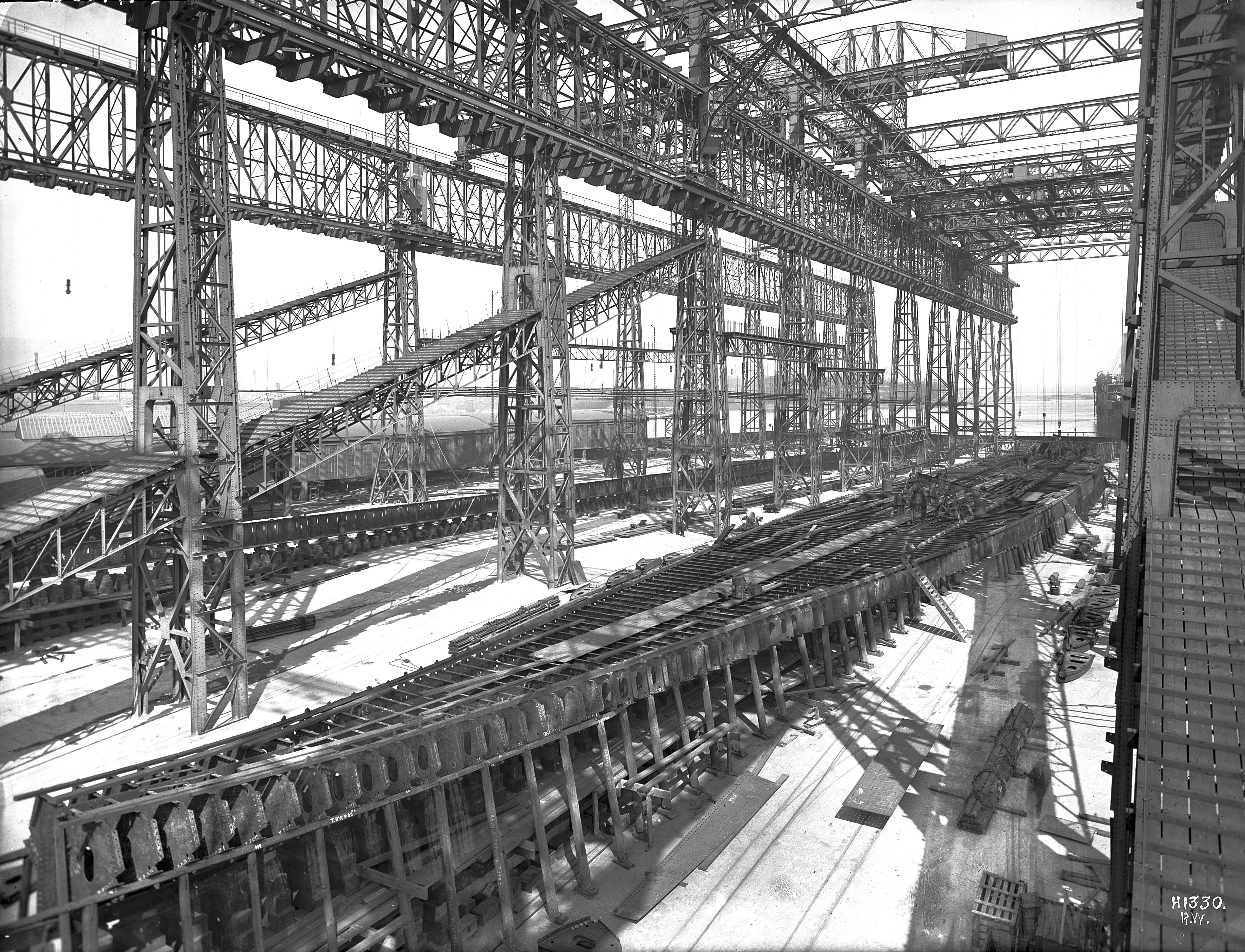
Початкова стадія будівництва. На передньому плані кіль «Олімпіка», на задньому — «Титаніка», 1909 рік

Креслення майбутнього гіганта були схвалені 29 липня 1908 року. «Титаніку» було присвоєно серійний номер 401. 31 березня 1909 року було закладено кіль лайнера. Судно будували поряд з іншим лайнером «Олімпіком», будівництво якого розпочалося раніше. Будівництво «Титаніка» велось за класичною схемою: на горизонтальний кіль — монолітний сталевий брус завтовшки 7,62 см, установлювався вертикальний. До нього кріпились балки, з'єднані між собою сталевими клепаними листами, які утворювали настил подвійного дна. По бокам від кільового брусу встановлювались стрингери, що забезпечували повздовжню міцність корпусу. На суднах класу «Олімпік» встановлювали по 4 стрингери днища на кожній стороні між центральною балкою та крайнім листом. Окрім них, під майбутнім машинним відділенням для посилення міцності установлювались додаткові стрингери. Після спорудження настилу подвійного дна перпендикулярно кілю з обох бортів встановлювались сталеві шпангоути, що являли собою профільні балки. Шпангоути правого та лівого бортів з'єднувались поперечними сталевими балками — бімсами, до яких згодом кріпились палубні настили. До 20 листопада 1909 року був готовий основний металевий кістяк — каркас із перегородок та 300 поперечних сталевих шпангоутів. Шпангоути висотою по 20 метрів досягали настилу шостої палуби (палуби B) і знаходились на відстані один від одного в 91 см, однак у носовій частині ця відстань скорочувалась до 60 см, а в кормовій — до 69 см. В області розташування важких агрегатів міцність посилили шляхом встановлення через невеликі відстані рамних шпангоутів.
Каркас корабля обшивався сталевими листами 9 × 1,87 м завтовшки від 2,5 до 3,8 см, масою в залежності від товщини від 2,5 до 4,5 т. Листи зовнішньої обшивки мали однаковий розмір з листами палубного настилу. габарити були стандартними для сталеварного виробництва того часу. При будівництві «Титаніка» використовувалась сталь найвищого сорту, яка ще довгі роки після його будівництва залишалась промисловим стандартом. Однак, сталеві листи іще до кріплення мали невеликий дефект. Річ у тім, що на корабельні «Гарленд енд Вульф» перфорацію отворів для заклепок здійснювали «холодним способом» за допомогою пробійника та кувалди, в результаті по периферії отворів утворювались мікротріщини. Листи скріплювались трьома рядами сталевих та залізних заклепок. Метал для заклепок був не найвищої якості. Замовляючи матеріал для заклепок, «Гарленд енд Вульф» зупинила свій вибір на бруску № 3 стандарту «Best», у той час, як більшість суднобудівників уже тоді віддавали перевагу зразку № 4 («Best-best»), що традиційно використовувався для виготовлення якорів, ланцюгів та заклепок. Межа міцності на розрив у зразка № 4 наближалась до 80 % від аналогічної характеристики сталі, тоді як у № 3 цей показник становив лише 73 %. Всього на будівництво «Титаніка» було використано понад три мільйони заклепок, 75 % з них забивались вручну, решта — за допомогою гідравлічної клепальної гармати.
Будівництво «Титаніка» здійснювали близько 1500 робітників. Наймолодшим із них було по 12—13 років: це були хлопчики, які працювали із заклепками, розігріваючи їх на портативних коксових печах до температури 815—990 °С та швидко підносячи їх до вказаного місця. У ті час дотриманню правил техніки безпеки практично не приділялось уваги. Цим пояснюється велика кількість нещасних випадків, зафіксованих під час будівництва лайнера. За час робіт на стапелі загинуло 6 робітників, більшість з них від падіння зі значної висоти, двоє загинуло в цехах та підсобних приміщеннях корабельні. Отримало травми 246 людей, із них 28 — важкі (ампутації кінцівок, роздроблення кісток тощо).

### Спуск на воду

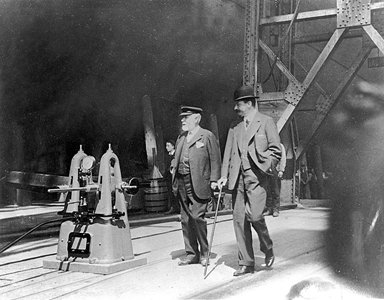
Вільям Піррі (зліва) та Брюс Ісмей (праворуч) інспектують «Титанік» перед спуском

Спуску лайнера на воду передувала тривала підготовка. Спочатку розбирались риштування. Потім маса ще не повністю збудованого судна з підкільових дубових колодок переносилась на гідравлічні курки, після чого з-під днища прибирались опори та стійки, які підтримували корпус у необхідному положенні, кріпились дерев'яні салазки. Після закінчення цієї операції ретельно змащувались спускові доріжки. Для спуску настільки великого судна йшло цілих 23 тонни паровозного мастила, мастила із риб'ячого жиру та рідкого мила.
З1 травня 1911 року з нагоди спуску «Титаніка» на воду на набережній Белфасту та на піщаних обмілинах ріки Лаган зібралось близько 100 000 чоловік. Великий резонанс був також викликаний ще і тим, що на цей же день «White Star Line» запланувала вихід із Белфасту однотипного «Олімпіка», що напередодні успішно пройшов ходові випробування. На спеціальній трибуні біля корпусу лайнера знаходились почесні гості: власник тресту «IMM» Джон Пірпонт Морган, Джозеф Брюс Ісмей з донькою Марґарет, лорд та леді Піррі, мер Белфасту та інші сановники. Неподалік від носової частини були установлені іще три трибуни: дві для запрошених гостей, одна для преси. Як і всі судна компанії «White Star Line», «Титанік» не проходив традиційного обряду «хрещення», об його борт не розбивали пляшку з шампанським.
Близько полудня президент корабельні Вільям Піррі здійснив завершальний обхід, наостанок іще раз проінструктувавши робітників. У цей час в повітря злетіла сигнальна ракета, що закликала всі малі судна залишити затоку, оскільки наближався час спуску. О 12:13 за допомогою гідравлічного пускового механізму було віддано курки, і корпус судна почав рух по похилій площині стапеля. О 12:14 «Титанік» за 62 секунди благополучно зійшов кормою вперед зі стапеля в річку Лаган. Для гальмування використовувались шість якорів та два прикріплених до судна якірних ланцюги по 80 тонн кожен, які волочились по дну, зупиняючи гігантський корпус «Титаніка», що розвинув швидкість у 12 вузлів. До повної зупинки лайнер пройшов половину своєї довжини.

### Завершення будівництва
Після спуску на воду «Титанік» відбуксирували до добудовного причалу, де відбувались подальші роботи над судном. В ході добудови на плаву треба було установити все великовагове обладнання (котли, парові машини, турбіну, румпельну машину, генератори та інші вузли) поставити димові труби та щогли, підвести комунікації, оздобити та меблювати приміщення. На момент початку робіт із добудови судна його маса (по суті, лише каркасу, обшитого листами) складала 26 000 тонн. Спочатку «Титанік» нічим не відрізнявся від свого «близнюка» «Олімпіка». В першому рейсі «Олімпіка» взяв участь Брюс Ісмей: в ході подорожі він відмітив ряд недоліків, які були виправлені на «Титаніку». Зокрема, Ісмей звернув увагу на занадто просторі прогулянкові палуби. На «Титаніку» зайві площі були зайняті додатковими каютами. Також на «Титаніку» була збільшена зала для прийомів першого класу, яка здалась Ісмею на «Олімпіку» занадто тісною. Третя зміна торкнулась променаду (прогулянкової палуби) першого класу на палубі А. Глава компанії вирішив, що на «Титаніку» носову частину палуби необхідно засклити, аби уберегти пасажирів від дощу та вітру.
Великовагове обладнання встановлювали на місця за допомогою німецького плавучого крану вантажністю 250 тонн. Котли були опущені в котельні відділення через шахти димових труб. Відливкою деталей і виготовленням механізмів займались ливарні та збірні цехи переважно «Гарленд енд Вульф». До початку робіт із оздоблення були змонтовані електрообладнання, водопровід та система вентиляції.
18 вересня 1911 року «Уайт Стар Лайн» оголосила попередню дату першого рейсу «Титаніка» — 20 березня 1912 року. Однак 20 серпня відбувся інцидент із зіткненням «Олімпіка» з крейсером «Хоук», лайнеру був необхідний терміновий ремонт в сухому доці «Гарленд енд Вульф». Аби завершити всі ремонтні роботи в максимально короткий термін, на «Олімпік» із «Титаніка» було відкликано близько 1000 робітників. Затримка вимусила перенести дату відправлення на 10 квітня.
В грудні було встановлено чотири димові труби. В січні 1912 року на верхній палубі «Титаніка» було поставлено 20 рятівних шлюпок, зведено капітанський місток. На початку лютого в сухому доці на «Титанік» установили три гребних гвинти, остаточно пофарбували корпус, в тому числі нижче ватерлінії, налагодили систему бездротового зв'язку. До кінця березня основна частина робіт над лайнером була завершена.
30 березня новий пароплав було застраховано строком на один рік в компанії «Атлантик», що входила в страхову корпорацію «Lloyds of London», на суму в 5 млн доларів США, при тому, що його будівництво обійшлось «Уайт Стар Лайн» в 7,5 млн $. Страховка покривала як повну втрату судна, так і його вихід із ладу.
|                                                        |                              |                                                    |                                        |
| «Титанік» на стапелі перед спуском на воду в 1911 році | «Титанік» сходить зі стапеля | Фінальна стадія будівництва в сухому доці Томпсона | Установка валу правого гребного гвинта |

## Конструкція

### Палуби

Порівняння розмірів «Титаніка» з лайнером «Queen Mary 2», літаком Airbus A380, автобусом, легковим автомобілем та людиною

«Титанік» мав вісім палуб: верхню — шлюпкову, і під нею сім палуб, позначених зверху донизу літерами від A до G. Відстань між палубами різнилась від 250 до 320 сантиметрів. Шлюпкова палуба та палуба A займали лише центральну надбудову, а палуба G охоплювала лише носову — від котельних відділень до носа, та кормову — від машинного відділення до зрізу корми, частини лайнера. Носова ділянка палуби G завдовжки 58 м за рахунок сідлуватості судна була на 2 м вище ватерлінії біля форпіку, а до міделя поступово знижувалась. Тут знаходилось 26 кают для 106 пасажирів третього класу, решту площі займали багажне та поштове відділення, а також корт для гри у сквош. Носову та кормову частини палуби розділяло вісім відсіків, у яких знаходилось шість котельних відділень з вугільними бункерами, машинне та турбінне відділення. У кормовій частині палуби завдовжки 64 метри знаходились склади із продовольством, комори та 60 двох-, чотирьох- та шестимісних кают для 186 пасажирів третього класу. Палуби C, D, E та F простягались по всій довжині судна.
На відкритій шлюпковій палубі розташовувались 20 рятувальних шлюпок, уздовж бортів проходили променади (прогулянкові палуби). Палуба A завдовжки 167 метрів цілком була зайнята каютами, салонами та променадами для пасажирів першого класу. Палуба B довжиною у надбудові в 170 метрів переривалась в носовій частині, утворюючи відкритий простір над палубою C, а потім продовжувалась у вигляді 38-метрової бакової надбудови з обладнанням для обслуговуванням якорів та швартувальними пристроями. За баковою надбудовою розташовувалась прогулянкова (так звана міжнадбудовна) палуба для пасажирів третього класу завдовжки 15 м.

### Перебірки
Корпус «Титаніка» було розділено на 16 водонепроникних відсіків п'ятнадцятьма перебірками, збудованими поперек судна. Перегородки позначались від носа до корми латинськими літерами від A до P (за виключенням I). Вони піднімались від подвійного дна і проходили через дві або три палуби (перебірки A, B, K, L, M, N, O та P сягали висоти палуби D, решта — палуби E, тобто вище ватерлінії на 3,4 м). Перебірки надавали корпусу поперечної жорсткості. Вони були зібрані зі сталевих листів, з'єднаних внапуск заклепками. Для досягнення абсолютної герметичності шви замащувались смолою. Товщина листів у нижній частині перебірок становила 142 мм, у верхній — 76 мм. Перші дві перебірки в носовій і остання в кормовій частині судна були суцільними. Решта перебірок мали герметичні двері, що дозволяли команді та пасажирам пересуватися між відсіками.
Для вільного та безпечного пересування трюмної команди між відсіками було встановлено 12 вертикальних ковзних чавунних дверей заввишки 4,8 м, з 8 ребрами жорсткості. Двері утримувались у відкритому стані за допомогою горизонтального підтримуючого вала з вальницями на кінцях і дверною шестірнею у центрі, яка входила у зчеплення із зубчастою рейкою на самих дверях. Один кінець вала за допомогою фрикційної муфти вставлявся у привод з електромагнітом, яким можна було керувати зі стернової рубки капітанського містка або вручну. Вал утримувався в нерухомому стані за допомогою засувок, не даючи дверям опускатись. У разі виникнення небезпеки вахтовий помічник шляхом повороту важеля в стерновій рубці вмикав електромагніти, що відкривали засувки всіх дверей, після чого, під дією власної ваги, двері самовільно закривались. Повне закриття займало 30 секунд. Якщо двері закривались по електросигналу з містка, відкрити їх можна було лише після зняття напруги з електропривода. В цьому випадку кожні двері відкривались окремо, вручну. Також була передбачена автоматична система закриття гермодверей: при потраплянні води у відсік піднімався поплавок, з'єднаний важелем з електромагнітом, що відкривав засувки. Для тих, хто не встигав покинути приміщення до закриття дверей, були в наявності аварійні трапи, що вели на палуби. На палубах F та E установлювались клінкетні двері, що зачинялись вручну за допомогою особливого важеля. На палубі G проходи в перебірках були відсутні.
Конструкторами «Титаніка» було розраховано, що судно може залишатись на плаву при затопленні будь-яких двох відсіків, або чотирьох носових чи кормових суміжних відсіків. Відсіки не були перекриті зверху, тому при затопленні більшого числа відсіків осадка та диферент виростали настільки, що вода піднімалась над кілем вище верхнього рівня перебірок та переливалась поверх них в наступні відсіки.

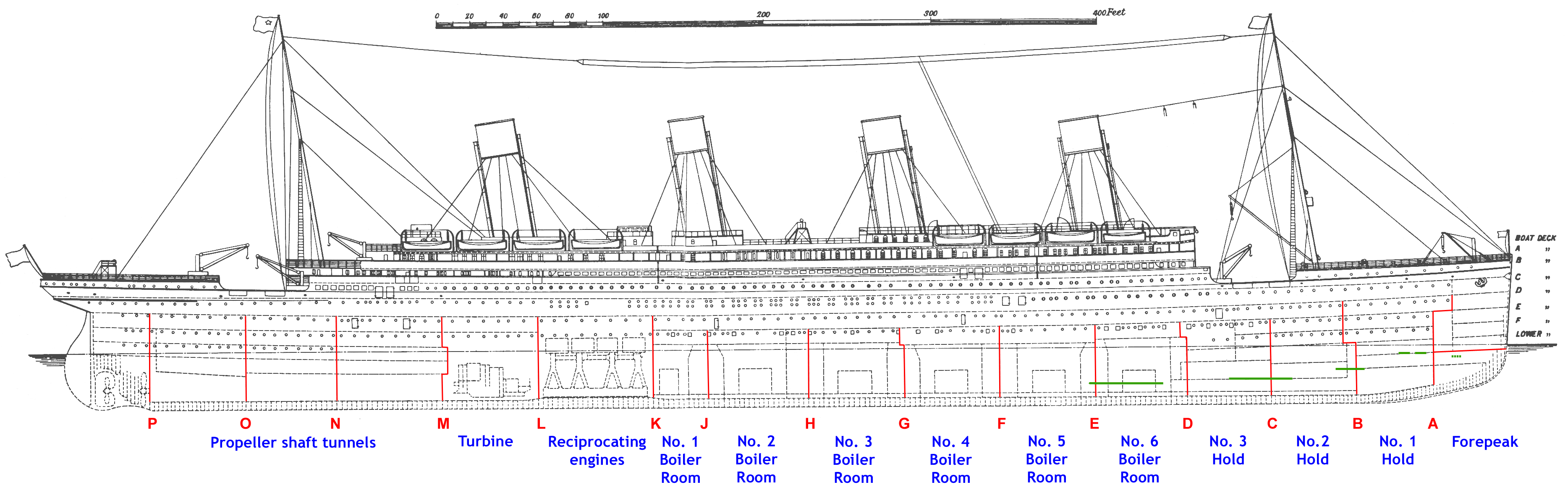
Поздовжній розріз «Титаніка». Червоним відмічено водонепроникні перебірки, зеленим — приблизне розташування пошкоджень від айсберга.

### Подвійне дно
Горизонтальне подвійне дно розташовувалось в 160 см над кілем та займало 9/10 довжини судна, не доходячи лише до невеликих ділянок у носовій частині та кормі. Простір між зовнішнім днищем та другим дном було розділено поперечними та поздовжніми перебірками на 46 відсіків, що виконували функцію контейнерів баластної та питної води. Для вільного перетікання баластної води частина поперечних перебірок містила кільцеві канали. Суцільними перебірками міжднищевий простір поділявся на чотири герметичні камери. Комірчаста водонепроникна структура подвійного дна запобігала проникненню забортної води до основних відсіків при пошкодженні зовнішнього днища. Розташування поперечних перебірок у цілому збігалося з розташуванням перебірок у трюмі. Лише під машинним відділенням була додаткова перебірка. В цьому місці подвійне дно піднімалось на 1,98 м над кілем. На настилі подвійного дна були встановлені котли, поршневі парові машини, парова турбіна та електрогенератори, все це було міцно закріплено на сталевих плитах.

### Службові приміщення

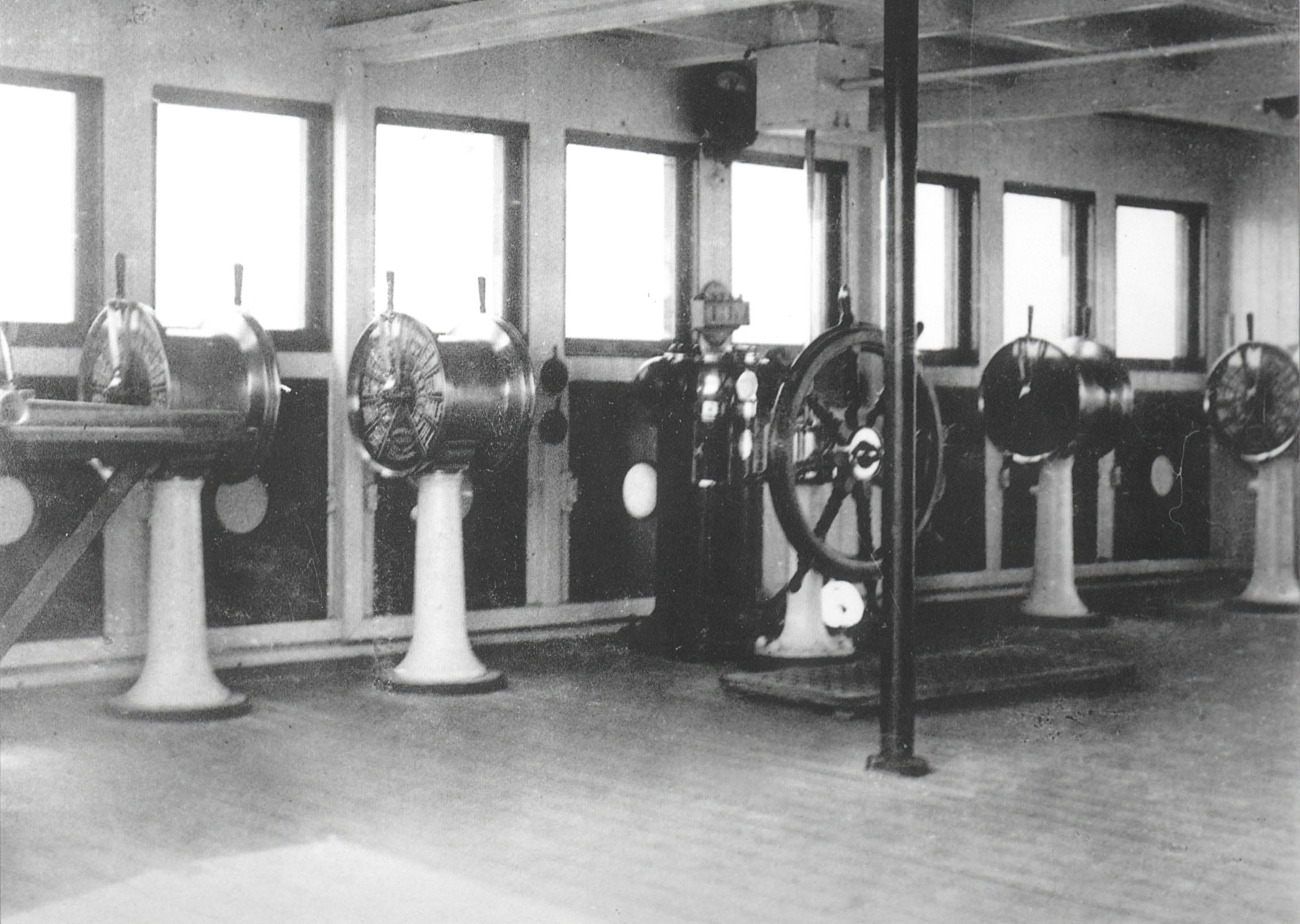
Ходовий місток «Олімпіка», ідентичний містку «Титаніка»

У носовій частині шлюпкової палуби на відстані 57,92 м від форштевня знаходився відкритий з обох бортів капітанський місток. у ньому було встановлено п'ять механічних телеграфів: два машинних, швартувальний, маневровий та аварійний. За їх допомогою з капітанського містка передавались команди до машинного відділення та на кормовий місток. Механічні телеграфи на «Титанік» поставила компанія «Дж. В. Рей і Ко.». Посередині стояв нактоуз та резервний штурвал, який використовувався поблизу берега, при проходженні небезпечних місцин чи у негоду. На 45 см за фальшборти палуби А по обидві сторони виступали оглядові кабіни. Всередині них для подачі сигналів були в наявності кнопки управління паровими свистками. На дахах обох кабін установлювались лампи Морзе, до їхніх бортів прикріплювались бортові вогні: з правого борту — зелений, з лівого — червоний. За ходовим містком знаходилась стернова рубка, де розташовувався основний штурвал, нактоуз, креномір, щиток керування закриттям водонепроникних дверей, стерновий вказівник, головний тактовий годинник, телефони суднового зв'язку. Зліва за рубкою знаходилась штурманська рубка, праворуч — приміщення для зберігання навігаційних карт, за ним — апартаменти капітана, які включали в себе вітальню, спальню та ванну. З обох бортів носової частини шлюпкової палуби розташовувались каюти офіцерів, які мали вихід на виділену лише для офіцерів частину відкритого променаду. З правого борту знаходився невеликий офіцерський курильний салон.
Між першою та другою димовими трубами знаходилась радіорубка та каюта радистів. Обладнання радіостанції знаходилось у двох суміжних приміщеннях: в звукоізольованій «тихій» кімнаті, у якій був розташований передавач, та в радіорубці — приміщенні з робочими місцями радистів, різноманітними панелями керування та приймачем. Між другою та третьою трубами, на висоті 3,6 м над шлюпковою палубою розташовувалась платформа з еталонним компасом. По ньому коригувались всі компаси на судні. Покази еталонного компасу перевірялись по астрономічним спостереженням. Всі елементи конструкції платформи були виготовлені з дерева та латуні, сама платформа освітлювалась олійними лампами. Робилось це для того, аби магнітні та електричні поля здійснювали мінімальний вплив на компас та не приводили до магнітної девіації. Коли платформа не використовувалась, її закривали брезентовим тентом. Між третьою та четвертою трубами знаходився невеликий променад для механіків, з правого борту, навпроти резервуарів з питною водою, розташовувався їхній курильний салон.
На півбаці розташовувались швартувальні пристрої, запасний якір та кран для нього, клюзи та канали якірних ланцюгів, вантажний люк № 1. Для безпеки пасажири до цієї частини судна не допускались. На кормовій надбудові на високій платформі розташовувався кормовий місток, з нього здійснювався контроль за швартуванням та велося спостереження за обстановкою позаду пароплава. Кормовий місток був обладнаний штурвалом, двома механічними телеграфами, нактоузом, лагом та телефоном. На леєрній огорожі містка кріпилось чотири рятувальних круги.

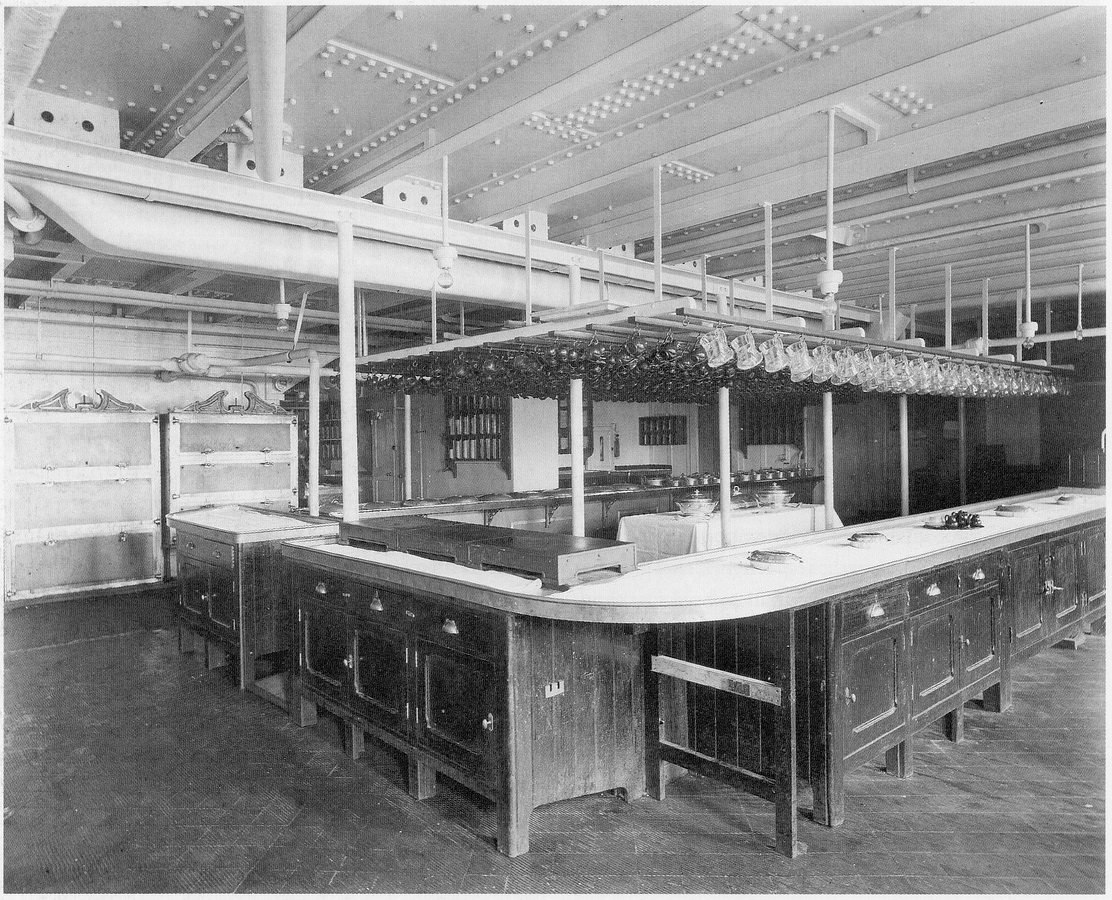
Комора на палубі D «Олімпіка»

В носовій частині палуби C знаходились пристрої для підйому бортових якорів. У півбаці також розміщувались лазарет для екіпажу, майстерня суднового теслі, камбуз та їдальні для кочегарів та матросів. У кормовій частині пів'юту знаходився стерновий механізм. Кубрики для 108 кочегарів займали носову частину палуби D. Звідти гвинтовий трап вів прямо до котелень, і кочегари потрапляли до своїх робочих місць, минуючи пасажирські приміщення. В центральній частині палуби розташовувалась кухня, де готувалась їжа для першого та другого класів, старшого офіцерського складу, радистів, поштовиків, а також для відвідувачів ресторану «А-ля Карт» (англ. À La Carte) Кухня була обладнана двома великими електричними плитами з 19 духовками кожна, електромеханічними картоплечистками, тістомісильними машинами, м'ясорубками, міксерами, чотирма грилями, електричною хлібопічкою, холодильниками та паровим міні-котлом. Пара циркулювала по теплообмінниках, на яких варились бульйони, супи і нагрівалась вода для приготування чаю, кави та шоколаду, частина йшла на нагрів тарілок та на приготування їжі на пару. Поруч знаходились пекарня, м'ясний цех, приміщення для миття посуду, комори для овочів, м'яса, риби та столових приборів. Готові страви для пасажирів відправляли на сервірування до сусіднього приміщення — буфетної, а страви для екіпажу за допомогою підйомників розподілялись по відповідних їдальнях.
Основна частина приміщень для екіпажу розташовувалась на палубі E — вони займали її носову частину та весь лівий борт. Тут знаходились кубрики, кают-компанії та вбиральні молодших членів екіпажу — штивщиків, кочегарів, теслярів, музикантів, стюардів, офіціантів, кухарів, пекарів, матросів, прибиральників та вантажників. Вони займали ліжка в кубриках вміщуваністю від 24 до 44 чоловік. В центральній частині з лівого борту судна знаходилась їдальня для механіків. З лівого борту палуби майже через увесь лайнер простягався довгий коридор «Скотленд Роуд» завдовжки 137 м та завширшки 2,5 м, названий на честь однієї із жвавих вулиць Ліверпуля. Користуючись численними сходами, що вели до нього, члени екіпажу могли вільно потрапити до своїх робочих місць у будь-якій частині судна. Загальна же протяжність усіх коридорів «Титаніка» досягала 7 км.
На палубі F розташовувались два великих кубрики, один — для 53 кочегарів, інший — для 40 стюардів. Тут же знаходились місця чотирьох мастильників та п'яти поштових клерків. У кормовій частині палуби знаходилась кухня обіднього салону третього класу, каюти головного механіка та його помічників. У носовій частині палуби G розташовувались кубрики для 15 кочегарів та 30 мастильників. За ними з правого борту розташовувалось поштове відділення, у якому сортувались поштові відправлення. Простір між перебірками M та N займали комори із м'ясом, рибою, молоком, фруктами, овочами, яйцями, маслом, морозивом та камера розморозки. Для швидкої доставки продовольства до кухонь використовувались конвеєрні ліфти. Основна частина продуктів зберігалась у великих морозильних камерах. В ролі холодоагенту в них виступав вуглекислий газ. Кожна рефрижераторна установка складалась із двох спарених компресорів. До конденсаторів закачувалась морська вода із танку на нижній палубі, охолоджуючи газ, скраплений під високим тиском. Потім холодоагент подавався до контурів охолодження різноманітних відсіків і повертався до компресорів для повторного охолодження.

### Труби

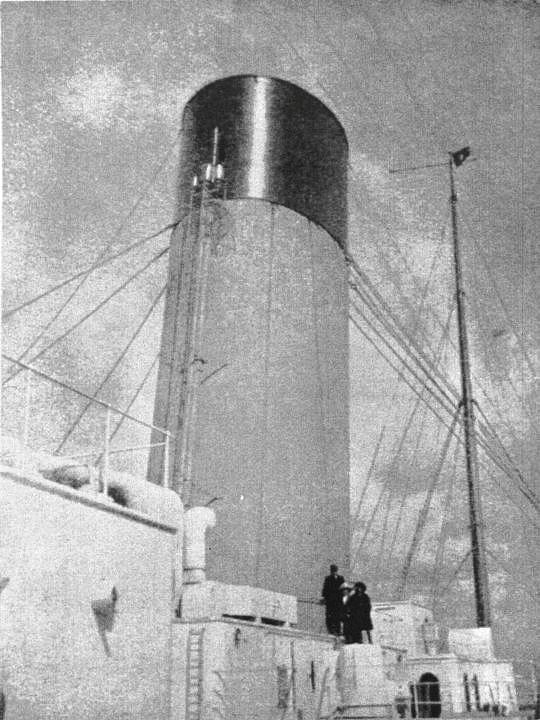
Четверта труба «Титаніка»

«Титанік» мав чотири еліпсоїдних труби діаметром 7,4 × 5,7 м, злегка нахилених у бік корми. Кут відхилення труб від вертикалі становив 9,46°. Висота труб різнилась на декілька сантиметрів і в середньому становила 22 м, завдяки чому дим не потрапляв ні на відкриті прогулянкові палуби, ні в салони лайнера. В рівновазі кожну трубу утримували 12 відтяжок. Дим із котлів відводився через перших три труби, четверта виконувала функцію витяжного вентилятора. До неї були підведені вентиляційні комунікації з машинного відділення, суднових кухонь та ресторанів, через неї відводився дим з каміну курильного салону першого класу. Вентиляційна шахта під четвертою трубою слугувала аварійним виходом з машинного відділення на шлюпкову палубу. На випадок евакуації машинної команди на стінках шахти були передбачені вертикальні драбини. До труб кріпились трьохтональні парові свистки, але на третій та четвертій трубі вони були бутафорськими. Свистки приводились до дії з ходового містка натиском кнопки. Коли було необхідно регулярно подавати сигнали, наприклад, за туманної погоди, використовувалась електрична система контролю, що вмикала свистки автоматично — на 8—10 секунд кожної хвилини.
Верхня частина труб завширшки 5,5 м фарбувалась у чорний колір, решта — у так званий «White Star Line Buff» — тілесно-жовтий відтінок, що був характерною ознакою суден, які належали «Уайт Стар Лайн». Іншою деталлю корпоративної схеми забарвлення компанії була золотисто-жовта смуга завширшки 26 см, що простягалась вздовж усього корпусу судна між палубами C та D.

### Щогли
«Титанік» мав дві щогли. Перша розташовувалась на півбаці, друга височіла над кормовою частиною відкритого променаду палуби А, відстань між щоглами становила 180 м. Обидві щогли були сталевими з верхніми частинами із тикового дерева. На передній щоглі, на висоті 29 м над ватерлінією розташовувався марсовий майданчик («вороняче гніздо»), дістатися до якого можна було по трапу всередині щогли. Щогли використовувались в якості опор для антени суднової радіостанції. На топ (вершину) кормової щогли піднімався червоний трикутний вимпел компанії «Уайт Стар Лайн» із зображенням білої п'ятикутної зірки.

## Обладнання

### Енергетична установка

#### Силова установка

Принцип дії парової машини потрійного розширення, аналогічної за будовою тим, якими був обладнаний «Титанік»

Силова установка «Титаніка» складалась із двох 4-циліндрових парових машин потрійного розширення, що розташовувались в одинадцятому відсіку трюму, та парової турбіни низького тиску, що знаходилась у дванадцятому відсіку. Парові машини, висота яких складала 12 м, а хід поршнів — 1,9 м, обертали два крайніх гвинти, а турбіна — центральний. Використання одночасно парових машин та турбіни забезпечувало відсутність сильних вібрацій при відносно високій швидкості. Вперше «Уайт Стар Лайн» випробувала таку систему на пароплаві «Лаурентік» у 1908 році. Всі елементи силової установки «Титаніка» через їхню велику масу (наприклад, маса однієї парової машини складала 720 т) були міцно закріплені на сталевих плитах.
Водяна пара із котлів по двох головних парових магістралях діаметром 53 см надходила до паросепараторів, де від неї відділялись тверді частки і крапельна волога. Потім пара при температурі 201 °C надходила під тиском 14,6 атм надходила до другого циліндра парової машини діаметром 1,37 м. Після розширення пари в циліндрі відбувалась її декомпресія. Маючи на виході тиск 5,3 атм і температуру 161 °C, пара надходила до третього циліндра середнього тиску діаметром 2,13 м. Тут процес повторювався, і пара під тиском у 1,6 атм подавалась до двох (першого й четвертого) циліндрів низького тиску діаметрами по 2,46 м. При частоті 75 обертів за хвилину одна машина споживала до 2,8 т пари за той же проміжок часу. На виході з парових машин пара мала тиск 0,61 атм і температуру 87 °C.

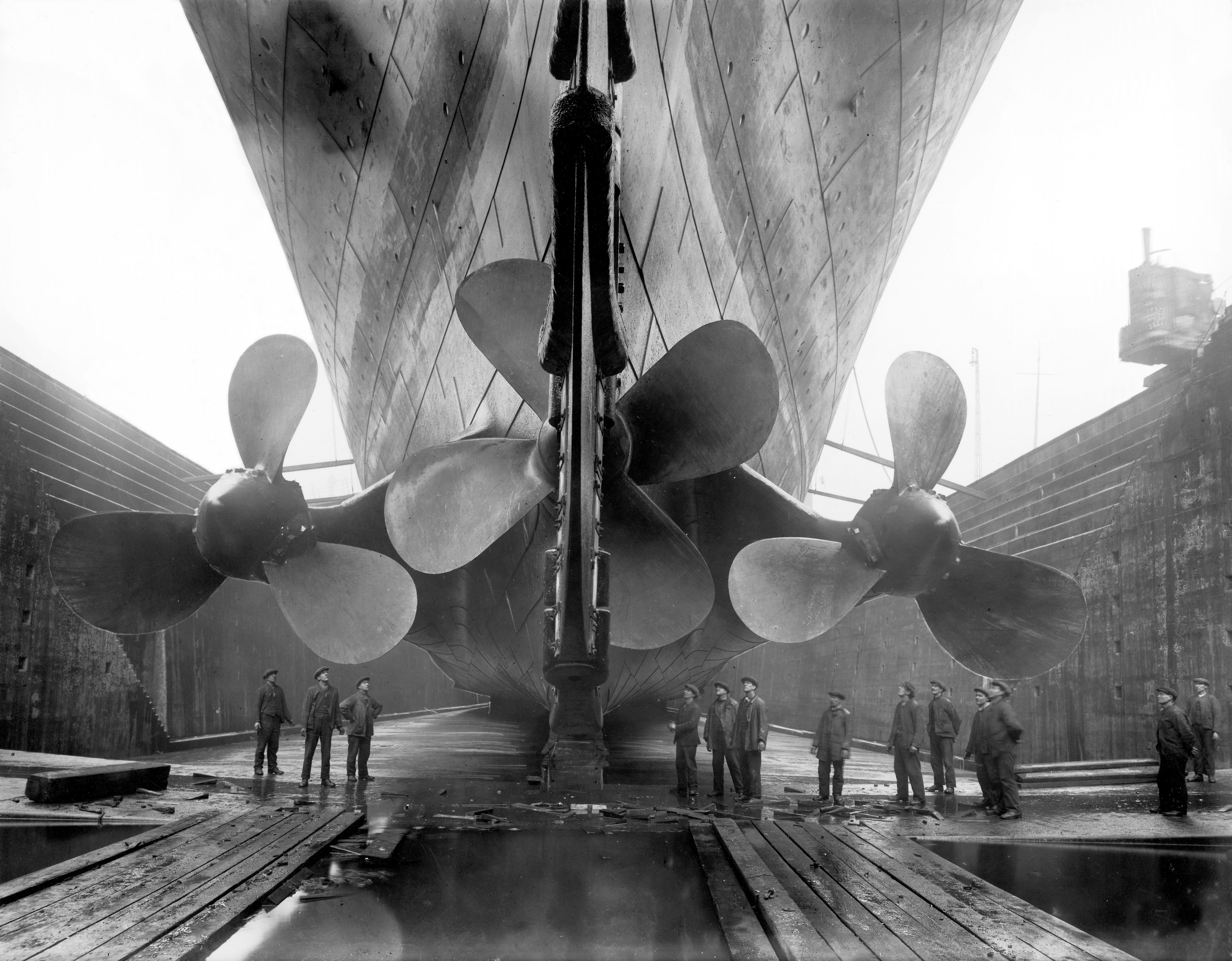
Гребні гвинти «Олімпіка», ідентичні рушіям «Титаніка», за виключенням центрального гвинта — у «Титаніка», відповідно до технічної документації, він був трилопатевим

В такому стані вона потрапляла до парової турбіни низького тиску, діаметр циліндричного ротора якої складав 3,7 м, а його маса — близько 131 т. Парова турбіна «Титаніка» мала потужність 16 тисяч к. с. і на ходу здійснювала в середньому 165—190 об/хв. Якщо швидкість ротора турбіни перевищувала допустимий максимум на 10 %, клапани відводили надлишок пари напряму до конденсаторів, доки швидкість турбіни не впаде нижче установленої межі. Із турбіни відпрацьована пара, що мала тиск 0,07 атм, потрапляла до двох конденсаторів з кожного борту судна. Там пара проходила повз трубки, якими циркулювала морська вода, охолоджуючись таким чином на поверхні холодних трубок, вона конденсувалась, і прісна вода стікала на дно конденсатора, звідки за допомогою насосів по системі трубопроводів, водозбірних танків (ємностей) та фільтрів, що очищували її від мастила, окалини та твердих часток, надходила назад до котлів. Однак, перед тим як потрапити до котла, вода нагрівалась у поверхневому нагрівачі від трубок, що пропускали відпрацьовану пару з електрогенераторів, а також у нагрівачі прямого нагріву, всередині якого краплі води проходили безпосередньо через відпрацьовану пару від допоміжного обладнання. В системі створювався надлишковий тиск, завдяки чому температура води піднімалась до 110 °C. Насоси подавали котельну воду до системи живильних магістралей. Із магістралей вода вже під ручним контролем подавалась у котли до рівня, щоб покривати димогарні труби.
Кожен двигун з'єднувався із валом одного гребного гвинта. Колінчасті вали парових машин важили по 118 т. Діаметр центрального трилопатевого гвинта складав 5,2 м, а двох крайніх трилопатевих — 7,2 м. На повнім ходу центральний гвинт обертався з частотою 180 об/хв, а зовнішні — з частотою 80 об/хв. Лопаті гвинтів були виготовлені зі сплаву міді та марганцю. Вся силова установка судна мала потужність 55 тисяч к. с.

#### Парові котли
Пару для турбіни, парових машин, генераторів, та допоміжних механізмів виробляли 29 жаротрубних котлів — 24 двопроточних та 5 однопроточних. Двопроточні котли мали по 3 грубки із кожного торця. Грубки являли собою гофровані труби, розділені колосниковими решітками, на яких згорало вугілля. Розпечений газ піднімався у розташовані в середній частині котла вогняні коробки, звідки надходив до димогарних труб, що виходили в торцях котла вище грубок. До цієї частини підходили виводи димоходів, через які продукти згоряння вугілля потрапляли до димової труби. Утворена в результаті кипіння пара піднімалась до верхньої частини котла і по паропроводам надходила до головних, допоміжних чи аварійної парових магістралей. Ємність двопроточнного котла становила 48,5 тонн. У котельній № 1 розташовувались однопроточні котли, що мали лише 3 грубки. Пара із цих котлів йшла на підтримання роботи електрогенераторів.
Діаметр кожного котла складав 4,79 м, довжина двопроточних котлів дорівнювала 6,08 м, однопроточних — 3,57 м. Вони використовували природну тягу, а вентилятори, що подавали повітря під колосники, підсилювали її інтенсивність. Котельні відділення займали з п'ятого по десятий відсіки трюму. Котли розташовувались по п'ять в ряд (у котельній № 6 — по чотири) паралельно перебіркам.
На розведення холодних котлів йшло до 8 годин. Для підтримання роботи усієї силової установки було необхідно близько 610 тонн вугілля на добу. Вугілля зберігалось в бункерах, розташованих між котельнями. В котельних відділеннях «Титаніка» позмінно працювали понад 100 кочегарів, вони займались ручною подачею вугілля та обслуговуванням 159 грубок. Режим виробітку пари, інтенсивність подачі палива регулювалась вахтовим механіком з контрольного містка машинного відділення за допомогою котельного телеграфу.

#### Румпельна машина

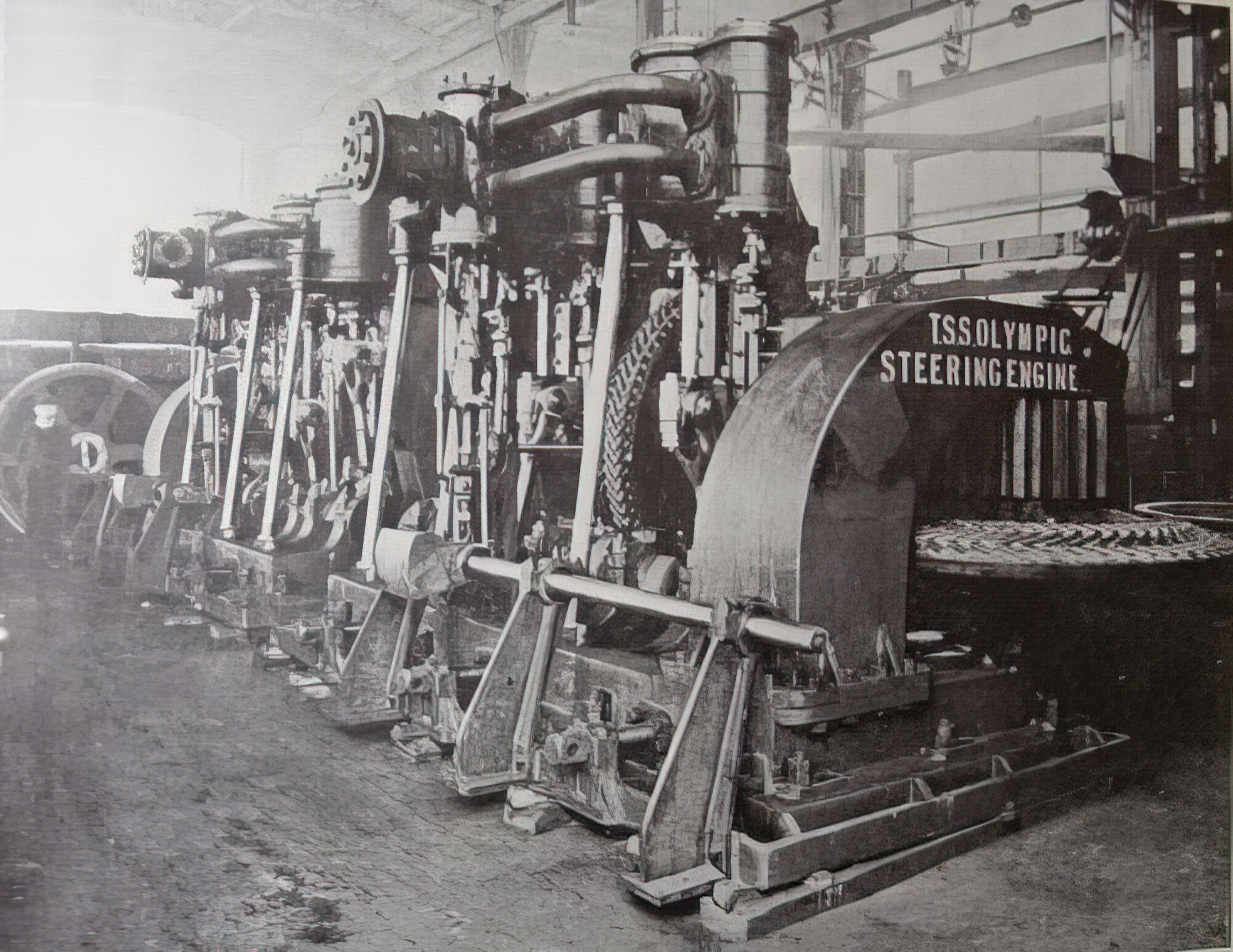
Румпельна машина перед установкою на «Олімпік»

Перо стерна вагою 101 т й заввишки 24 м, насаджене на петлі, поверталось паровою машиною. В кормовій частині палуби C, за салонами третього класу, по обидва боки від центральної лінії були установлені два румпельних трициліндрових двигуни. Використовувався лише один із них, другий слугував резервним на випадок поламки першого. До голови (верхньої частини) осі стернового пера — балера діаметром 60 см, був прикріплений румпельний механізм, що являв собою зубчастий круговий сектор. Зубці, розташовані по дузі сектору, входили у зчеплення із зубчастою шестернею, яка через редуктор оберталась від румпельної машини. Аби румпель залишався нерухомим під час шторму, його положення фіксувалось жорсткими пружинами. Команди до приводу надходили за допомогою гідравлічної передачі під час обертання штурвала на капітанському чи кормовому містках. Усі штурвали з'єднувались із гідравлічними телемоторами, що складались із передавального та приймального циліндрів, з'єднаних між собою посередництвом трубок. На випадок відмови обох стернових двигунів для обертання румпеля на «Титаніку» була передбачена система тросів та блоків, приєднаних до двох парових кабестанів.

#### Електрогенератори

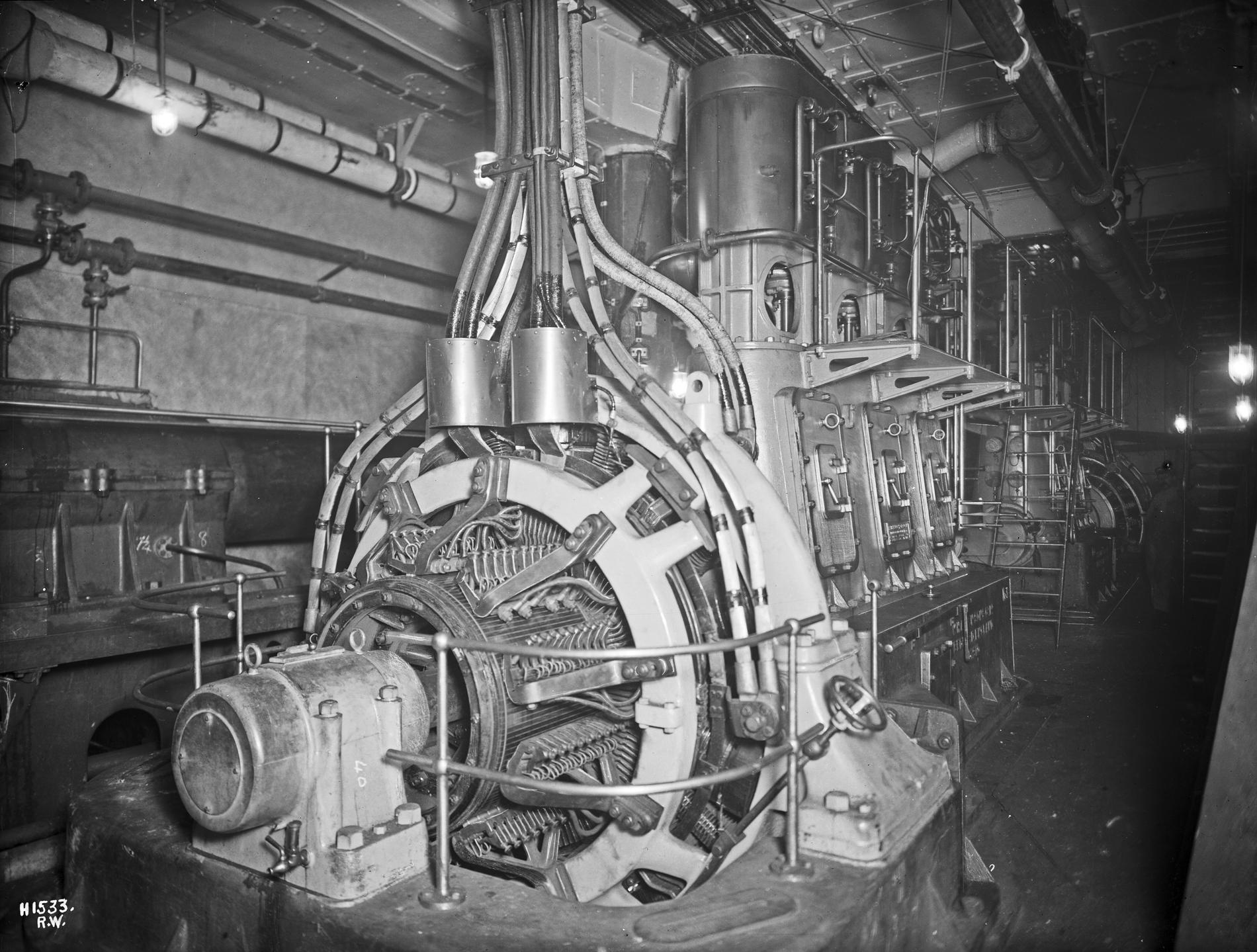
Один із чотирьох головних електрогенераторів

Тринадцятий відсік «Титаніка» займали головні електрогенератори. До генераторної установки підходили допоміжні парові магістралі, які живились від однопроточних котлів в котельні № 1, двох котлів з лівого борту котельні № 2 та двох котлів з правого борту котельні № 4.
Лайнер було обладнано чотирма головними електрогенераторами, кожен потужністю 400 кіловат, які виробляли постійний струм напругою 100 вольт. Ці динамо-машини були найбільшими із призначених для морського застосування. Кожен із генераторів приводився до дії трициліндровою паровою компаунд-машиною потужністю 580 к. с. Двигуни мали один циліндр високого тиску діаметром 43 см, до якого пара надходила під тиском 13 атм, і два низького тиску діаметром 50 см. Частота обертання складала 325 об/хв.
На палубі D між обідніми салонами першого та другого класів знаходились два аварійних генератори потужністю по 30 кВт. Вони працювали у парі з двоциліндровими паровими машинами що обертались з частотою 380 об/хв. Система аварійних паропроводів, що живила їх, була сконструйована таким чином, щоб у залежності від обставин двигуни генераторів можна було під'єднати до будь-яких із 15 котлів, розташованих в котельнях № 2, 3 та 5. У випадку пошкодження головних парових магістралей до аварійного паропроводу також могли під'єднуватись насоси та головні двигуни.

### Електроприлади
Від головних генераторів струм по кабелях площею поперечного перетину 3,81 см² передавався на розподільчий щит генераторного відсіку. З нього можна було керувати роботою кожного генератора окремо. Від фідерного щита відходили 48 кабелів, які піднімались вертикально по двох магістральних шахтах лівого і правого бортів, а потім розходились до головних запобіжникових коробок на кожній палубі, від яких вже розходились гілки окремих ланцюгів. Ланцюги живлення прокладались вздовж основних коридорів до розподільних коробок. Від них кабелі йшли до конкретних споживачів струму. В машинних відділеннях застосовувались армовані кабелі, переплетені та обгорнуті свинцевою оболонкою. В котельних приміщеннях для захисту від вологи та механічного впливу кабелі були прокладені по сталевим трубам. Всього по судну було прокладено понад 300 км кабелю.
До розподільчої мережі було під'єднано близько 10 тисяч освітлювальних ламп, 562 електрообігрівачі, встановлених переважно в каютах першого класу, холодильна установка, 153 електродвигуни, в тому числі електроприводи для 8 кранів вантажністю від 3 до 5 тонн, 4 вантажних лебідки вантажністю 3 тонни і 4 шлюпкових лебідки вантажністю по 750 кг, 4 ліфти, кожен на 12 чоловік. Окрім цього, електроенергію споживали електроплити, праски, десятки інших машин та приладів на кухнях, електрованна (прототип солярію), радіоустановка, суднові телефони, тренажери в гімнастичному залі, вентилятори в котельному та машинному відділеннях та десятки контрольних ламп.

#### Зв'язок
Внутрішньосудновий зв'язок забезпечувався посередництвом телефонів. Телефонні лінії з'єднували капітанський місток з півбаком, кормовим містком, марсовим майданчиком, контрольним містком машинного відділення; машинне відділення з каютою головного механіка та котельними відділеннями; комори з пекарнею та камбузом. Застосовувались морські телефонні апарати гучного зв'язку новітньої на той час конструкції, виготовлені фірмою «Альфред Грем & К°». Виключенням була каюта головного механіка, у якій було встановлено універсальний апарат із дзвінковим та голосовим викликом. В стерновій рубці було встановлено 4 телефони, кожен з яких був обладнаний індикатором, на якому під час надходження виклику на додачу до зведення прапорця загорялась сигнальна лампа. Три аналогічних апарати використовувались у машинному відділенні. В кожній котельні й на марсовому майданчику телефон ставився під металевий козирок.
На палубі C біля парадних сходів знаходився ручний телефонний комутатор на 50 ліній, через який забезпечувався зв'язок між деякими приміщеннями (наприклад, радіорубкою), каютами старших членів екіпажу та пасажирів першого класу. Каюти були обладнані гучномовними апаратами «Ґрем». Абонент у призначену для передачі мовлення трубку повідомляв оператору станції, кому саме необхідно подзвонити, і телефоніст з'єднував його із потрібним апаратом.
Радіообладнання на «Титанік» поставила компанія «Марконі К°». До нього входили один із найпотужніших на той час головний радіопередавач з електронною лампою, магнітним детектором, дисковим розрядником потужністю 5 кВт та аварійний передавач. Радіоустановка лайнера дозволяла за допомогою азбуки Морзе виходити на зв'язок із суднами та береговими станціями в радіусі 630 км вдень та до 1600 км вночі. Прийом та надсилання радіограм здійснювали на робочих частотах в діапазоні від 500 до 1000 кГц. Радіопристрої живились від бортової електромережі, на випадок повного відключення електроенергії в радіорубці були передбачені аварійні акумуляторні батареї. Передавала та приймала радіохвилі повітряна Т-подібна антена, її горизонтальне полотно, що складалось із двох дротів, було натягнуте між щоглами, на висоті 15 м над верхівками труб, до нього від розташованої на шлюпковій палубі радіорубки підходили два дроти, що утворювали вертикальне полотно антени.

### Водопостачання та водовідведення
Система водопостачання на «Титаніку» виконувала цілу низку важливих функцій. Технічна прісна вода подавалася в котли, її пара слугувала робочим тілом для енергетичної установки; питною водою постачалися кухні, каюти та громадські вбиральні; морська вода використовувалася як баласт, циркулювала по трубках конденсаторів, подавалася в плавальний басейн, ванні та туалети, підводилася до пожежних гідрантів. Питна вода була закачана в шість розташованих по обидва борти тринадцятого відсіку танків загальною ємністю 792 тонни, в танк біля перебірки С в четвертому відсіку ємністю 170 т, а також у три танки міжднищевого простору ємністю 1002 тонни. Інші танки подвійного дна займала баластна вода. За час плавання на борту спалювалися сотні тонн палива, витрачалася величезна кількість води та провізії. Для збереження морехідних якостей лайнера ця вага компенсувалась за допомогою водяного баласту, який закачувався в танки за необхідності. Забір баластної води здійснювався електронасосами через вхідні отвори в днищі судна діаметрами 13, 15, 20 та 25 см. Конструкція подвійного дна дозволяла закачувати до 3790 т баласту.
Забір морської води для конденсаторів також здійснювався через днищеві отвори, діаметр яких становив 74 см. Використана в конденсаторах вода та надлишок баласту скидалися через здвоєні вихідні отвори зливних танків, розташованих уздовж обох бортів. Призначена для побутового застосування морська та питна вода піднімалася та закачувалась у резервуари на шлюпковій палубі, звідки самопливом розподілялася між споживачами. Постійність рівня води у цих ємностях забезпечувалося за допомогою U- та Р-подібних труб, прикріплених до задньої частини третьої димової труби. Вони утворювали з цистернами сполучені посудини, виконуючи функцію зрівняльних резервуарів. Коли рівень падав, насоси заповнювали петлеподібні контури, і оскільки вони перебували вище цистерн, рівень води останніх завжди залишався максимальним. Нагрів здійснювався в теплообміннику на шлюпковій палубі. Для поповнення запасів прісної води на борту знаходилась опріснювальна установка, що складалась з трьох випарників фірми «Liverpool Engineering & Condenser C°» продуктивністю по 60 т прісної води на добу.
Призначена безпосередньо для вживання та приготування їжі вода проходила через фільтри на шляху до кухонь лайнера. Стюарди розносили її у графинах по каютах та громадських приміщеннях. Умивальники були встановлені в більшості кают, але їх основна частина не підключалася до водопроводу. Над раковиною ставилася ємність із чистою водою, використана вода стікала в рівний за обсягом резервуар під раковиною. Такі умивальники обслуговувалися стюардами, які заливали як холодну, так і гарячу воду. Умивальники з проточною водою стояли лише у каютах першого класу на палубі Е, офіцерських каютах та громадських туалетах. Умивальники на «Титаніку» не мали змішувачів, натомість використовувалися роздільні крани для холодної та гарячої води. Ванни були переважно громадськими, причому на весь третій клас припадало лише дві ванни. Окремими ваннами були обладнані лише апартаменти капітана, люкс-апартаменти та 22 каюти першого класу на палубах В та С. Усі ванни наповнювалися морською водою. Душами з прісною водою були обладнані лише приватні ванни. Щоденні відвідування душу належали членам трюмної команди. Їхні душові розміщувалися на палубі F. Унітази були лише в обладнаних ваннами каютах. Постояльцям інших кают доводилося задовольнятися громадськими туалетами. На палубі G, де розміщувалася частина кают третього класу, туалети були відсутні, і пасажирам доводилося підніматися на палубу вище. Така особливість стала причиною низки неприємних інцидентів. Так, стюарди «Олімпіка» нарікали на те, що деякі пасажири, які не звикли до сучасних санвузлів, не обтяжували себе, особливо в нічний час, тривалими походами коридорами і трапами і полегшувалися в найближчому затишному кутку. На «Титаніку» було встановлено керамічні унітази з індивідуальним зливним бачком, у які подавалася морська вода, громадські чоловічі туалети обладналися пісуарами. Всі каналізаційні стоки лайнера скидалися за борт через розташовані трохи вище ватерлінії отвори.

### Шлюпки

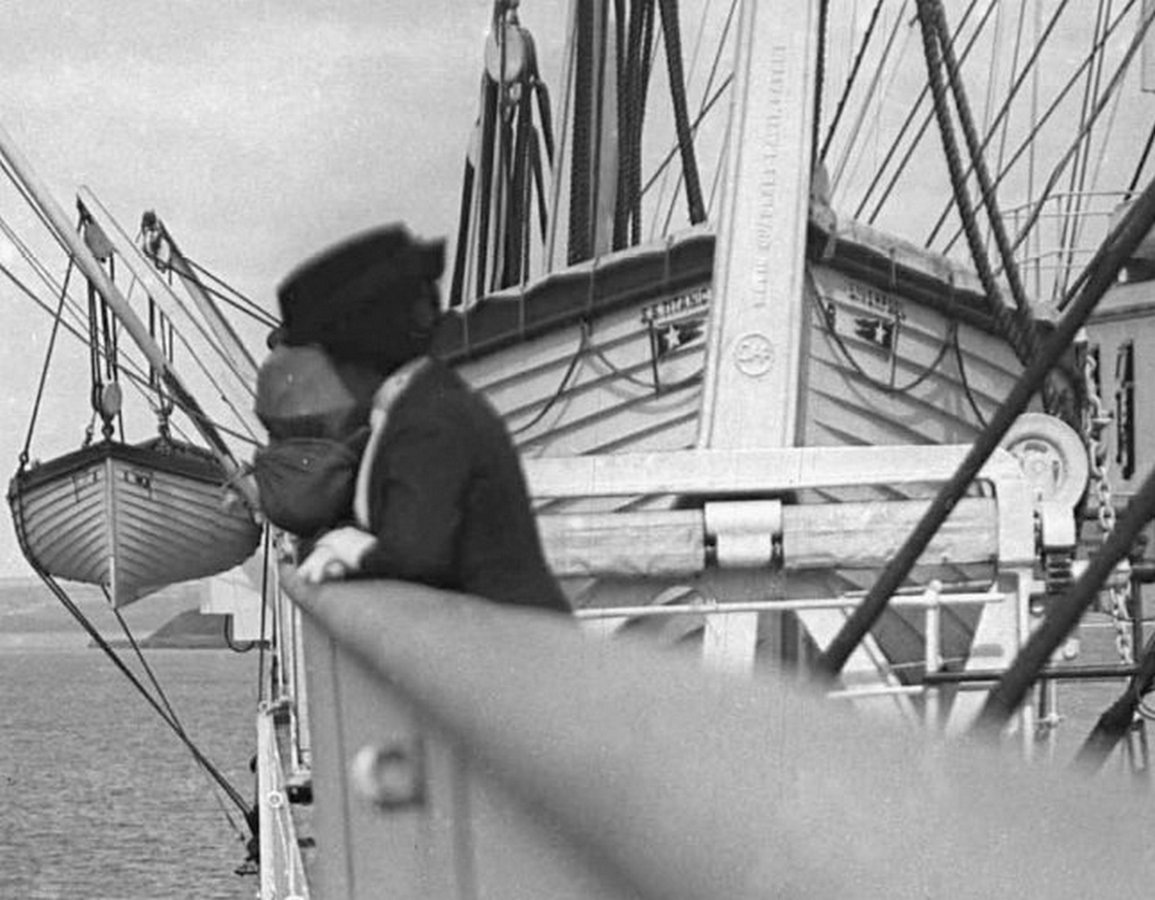
Ряд шлюпок в носовій частині шлюпкової палуби «Титаніка». На передньому плані шлюпка № 8, на задньому — вивалена за борт шлюпка № 2

На борту «Титаніка» знаходилось 20 рятувальних шлюпок: 16 шестивеслових дерев'яних шлюпок, підвішених на шлюпбалках, і 4 чотиривеслові складні шлюпки з дерев'яним днищем та парусиновими бортами. 14 із 16 дерев'яних шлюпок могли взяти на борт по 65 людей. На перших від капітанського містка шлюпбалках кріпилися вивалені за борт «чергові» шлюпки місткістю 40 осіб. Вони призначалися для екстреного спуску у разі надзвичайної ситуації (наприклад, виявлення людини за бортом). Складні шлюпки було розраховані на 47 чоловік кожна. Загальна місткість шлюпок становила 1178 чоловік, тоді як пароплав був розрахований на 2556 пасажирів та 908 членів екіпажу. Відповідно до чинного тоді британського кодексу торгового мореплавання, число шлюпок на кораблі розраховувалося не за кількістю людей на борту, а за тоннажем судна. Цей кодекс був складений у 1894 році і наказував усім суднам водотоннажністю понад 10 тисяч тонн (а це найбільші на той час) мати на борту не менше 16 рятувальних шлюпок, підвішених на шлюпбалках. Згодом з'явилися судна, водотоннажність яких у кілька разів перевищувала 10 тисяч тонн, проте вимоги Міністерства торгівлі щодо оснащення шлюпками залишилися колишніми. Окрім весел шлюпки були укомплектовані 46-метровим буксирувальним тросом, щоглою, вітрилом, якорем, ковдрами, двома баграми, компасом, ліхтарем, герметичними жерстяними коробками з галетами та двома 45-літровими баками з водою. Проте, побоюючись крадіжок устаткування, екіпаж зберігав їх у підсобному приміщенні на шлюпковій палубі.
Рятувальні шлюпки були виготовлені там саме, де будувався «Титанік» — на корабельні «Гарленд енд Вульф», під час будівництва лайнера. Корпус дерев'яних шлюпок був виготовлений із соснових дошок, штевні — з дуба, а кіль та перо стерна — із в'язу. Довжина 65-місних шлюпок становила 9,5 м, ширина — 2,7 м. «Чергові» шлюпки мали довжину 7,5 м. Складні шлюпки складались із цільного днища з дерев'яних дошок та парусинових бортів, які у разі потреби розкладались.
Стаціонарні складні шлюпки розташовувались на верхній (шлюпковій) палубі групами по чотири в носовій та кормовій її частинах. Вони нумерувались від носа до корми, по лівому борту — парні, по правому — непарні номери. Всі стаціонарні шлюпки були прикріплені талями до шлюпбалок і, за виключенням «чергових» шлюпок, зберігались на дерев'яних кільблоках, накриті брезентом. Складні шлюпки позначались латинськими літерами A, B, C та D. Дві складних шлюпки зберігались біля перших від містка шлюпбалок поруч з «черговими» шлюпками, дві інших — на даху офіцерських кают. Останні було вкрай важко діставати та готувати до спуску, оскільки вони мали велику масу та переносились вручну.
Шлюпбалки на «Титанік» поставила шведська компанія «The Welin Davit and Engineering», на той момент це були передові пристрої для спуску шлюпок. Після спуску перших шлюпок вони могли повертатися в бік шлюпкової палуби й забирати з неї інші шлюпки. Керівництво «White Star Line» та інженери «Harland and Wolff» обговорювали можливість комплектування судна 48 шлюпками, однак в підсумку було ухвалено рішення про установку 20 шлюпок — кількості, що перевищувала мінімальні вимоги Міністерства торгівлі.

## Внутрішнє оздоблення

### Перший клас

#### Каюти
Каюти першого класу розміщувалися на палубах від A до Е в центральній частині судна, що дозволяло звести до мінімуму вплив на пасажирів гойдань судна на хвилях, а також позбавити від шуму й вібрацій, створених двигунами й гребними гвинтами. На «Титаніку» налічувалося 370 кают для 739 пасажирів першого класу. Їхня місткість не перевищувала чотирьох осіб.
Найдешевші й найпростіше обставлені каюти 1-го класу розташовувалися на палубі Е. У них встановлювалися латунні ліжка з огородженнями, що запобігали падінню при хитавиці. На стінах кают, обшитих фарбованими дерев'яними панелями, знаходились репродукції картин, була клавіша виклику стюарда. Найрозкішніші каюти знаходилися на палубах В і С. Їхні інтер'єри були оформлені в 19 різних стилях, включаючи стиль італійського відродження, королеви Анни, Людовіка XV, георгіанський, старо- та новоголландський та інші. Залежно від стилю оформлення каюти обшивались полірованими панелями з червоного дерева, горіха, платана, дуба чи лимона, в каютах стояли латунні, мідні або дубові ліжка, застелені шовковою білизною, замість радіаторів парового опалення було встановлено електричні каміни. До кают були підведені розетки для підключення настільних ламп і вентиляторів, були спеціальні двониткові лампи для нічників з регульованою яскравістю світла.
Два найдорожчих люкс-апартаменти розташовувалися на палубі B. Вони включали вітальню, дві спальні, гардеробну, ванну, туалет, персональну прогулянкову палубу завдовжки 15 м, обставлену канапами, плетеними кріслами і горщиками з рослинами. Один із цих люксів займав виконавчий директор «Уайт Стар Лайн» Джозеф Брюс Ісмей, у другому подорожувала американська мільйонерка Шарлотта Кардеза із сином Томасом.
|            |            |            |            |
| Каюта В-21 | Каюта В-51 | Каюта В-58 | Каюта В-59 |

#### Громадські приміщення

##### Палуби G— D
Громадські приміщення першого класу «Титаніка» були оформлені у стилі ренесанс та у вікторіанському стилі. Дизайн інтер'єрів нагадував англійський заміський будинок або англійську садибу. Один із пасажирів зазначав: «у салонах корабля зовсім забуваєш, що перебуваєш на борту судна, скоріше здається, ніби входиш до зали якогось чудового будинку на узбережжі».

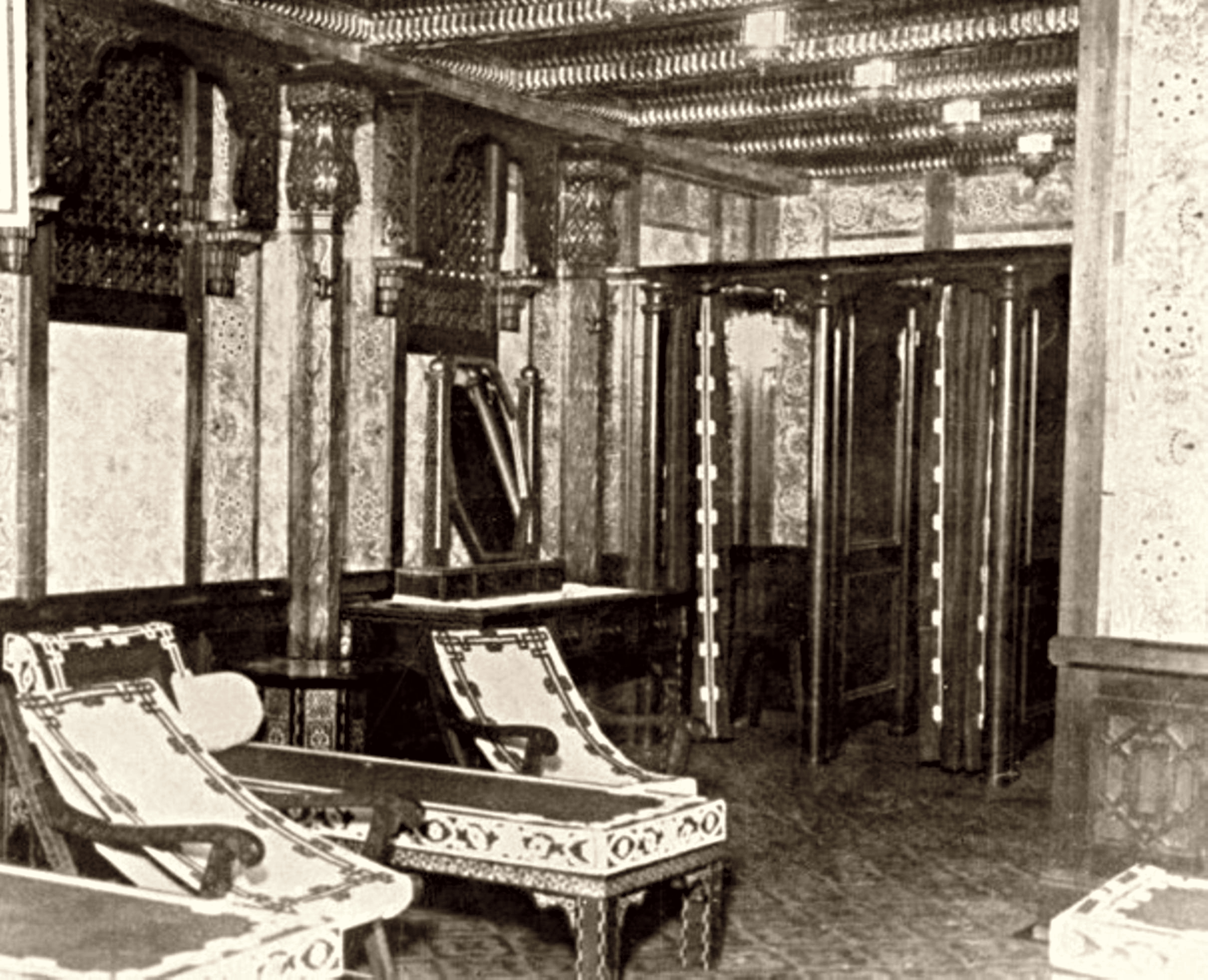
Турецькі лазні «Титаніка»

На палубі G розміщувався корт 9 × 6 м для гри у сквош, тут же, поставивши сітку, люди могли пограти в теніс. У задній частині корту знаходилась галерея для глядачів, новачків навчав інструктор. На палубі F розташовувався плавальний басейн 10 × 4 м та комплекс турецьких лазень. Басейн завглибшки 1,8 м наповнювався підігрітою солоною водою, збоку були душові кабінки та роздягальні.
Для відвідувачів турецьких лазень працювала масажистка. Самі лазні були виконані у неомавританському стилі. У відпочинковій кімнаті між низькими кушетками розташовувалися столики в дамаському стилі зі «східними» лампами. На стіні було встановлено мармуровий фонтанчик питної води з краником у вигляді левової голови. Стелю підтримували колони, оброблені тиком, зі складним різьбленим мавританським орнаментом. Стельові карнизи та бімси були позолоченими, у нішах встановлені червоні панелі з оригінальними латунними плафонами. Над вхідними дверима кріпився напівкруглий позолочений купол. Стіни обшиті розписними світло-блакитними та зеленими плитками, оточеними широкими темно-блакитними панелями. На підлозі — лінолеум із візерунком із синіх та білих візерунчастих плиток. Перед входом у лазню пасажирам пропонувалося відвідати «теплу» кімнату, температура в якій не перевищувала 65 °C, з неї можна було пройти до сауни та парової лазні. Між масажними кабінетами та кімнатою відпочинку знаходилася електрованна (прототип сучасного солярію), що являла зелену металеву скриню з кришкою на дерев'яній опорі, всередині якої кріпилося кілька ультрафіолетових ламп. Один сеанс засмаги зазвичай тривав близько 30 хвилин.

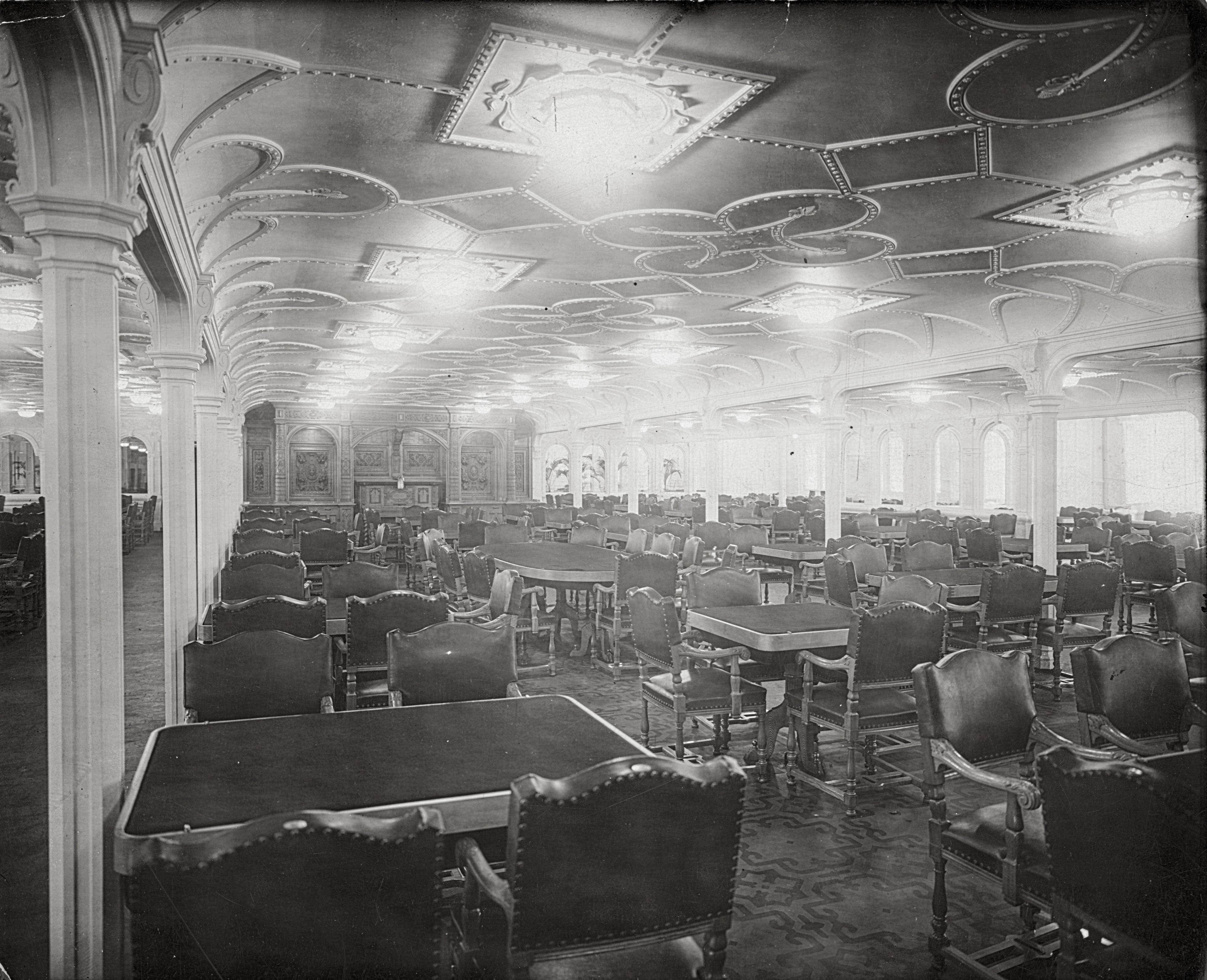
Обідній салон першого класу на «Олімпіку», аналогічний «Титаніку»

На палубі D розташовувався обідній салон першого класу на 550 персон. Центральну частину зали можна було перетворити на танцювальний майданчик, тому тут знаходилось піаніно. Підлогу прикрашали лінолеумні плитки, що утворювали разом золотаво-червоний візерунок. Відвідувачам салону пропонувалися вишукані страви (в меню були устриці по-російськи, відварена сьомга під збитими вершками, ягня під м'ятним соусом, паштет з гусячої печінки, еклери з шоколадною глазур'ю та багато іншого). Біля парадних сходів на палубі D розташовувався хол для прийомів, обставлений диванами з оксамитовою оббивкою, столиками, плетеними кріслами, підлога тут була встелена темно-червоним аксмінстерським килимом найвищої якості з блакитним і золотистим малюнком. Стіну навпроти сходів (короб димарів), прикрашав французький гобелен.

##### Палуби C— A

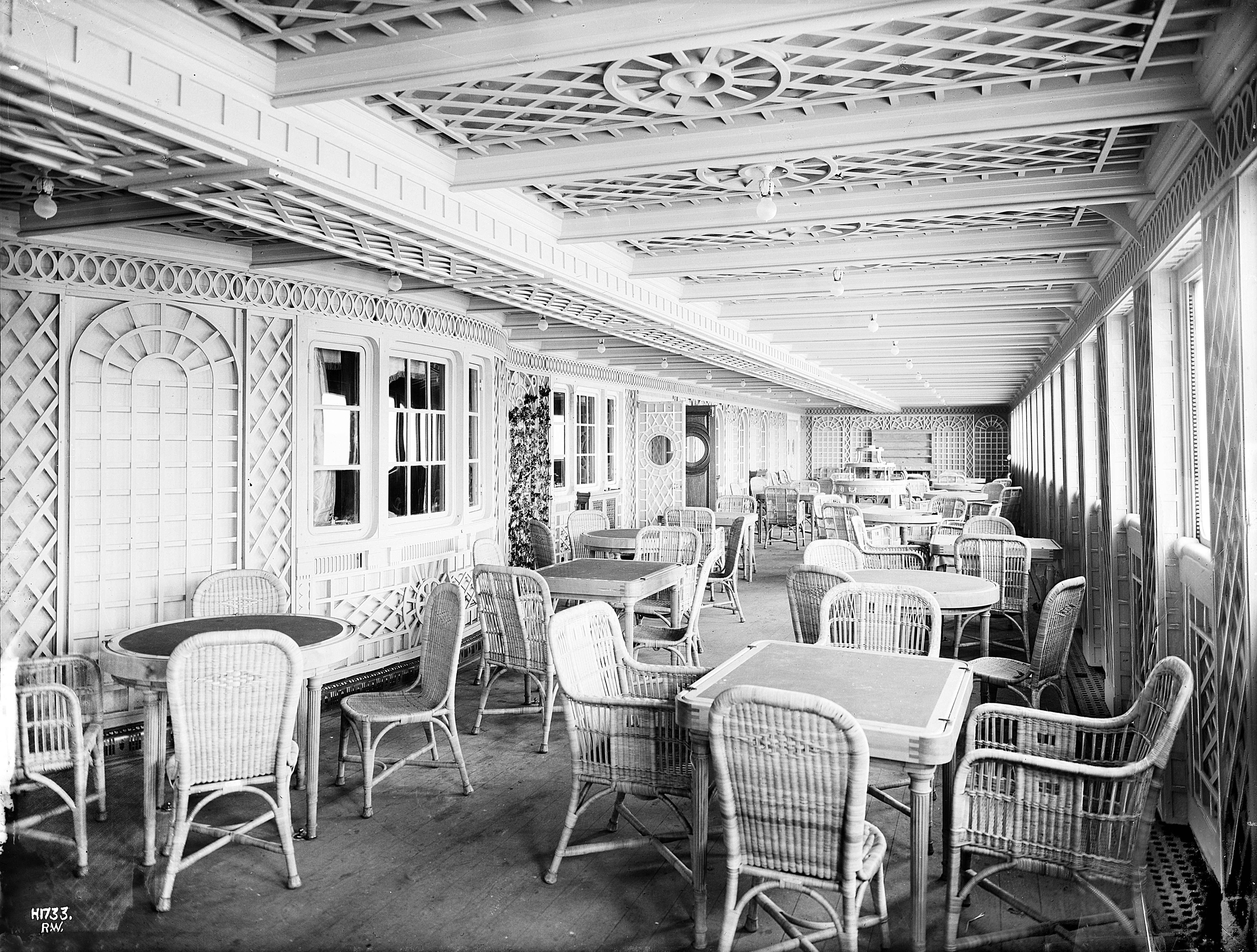
Кафе «Parisien»

На палубі С біля Парадних сходів знаходились довідкова контора та офіс казначея, де можна було, наприклад, обміняти валюту, здати на зберігання цінні речі, написати на особливому бланку текст телеграми, яка потім передавалася радисту для відправлення, взяти напрокат шезлонг, купити квиток у турецьку лазню або басейн (по 3 години окремо для чоловіків та жінок басейн працював безкоштовно). На тій же палубі знаходилися перукарня та загальний для пасажирів першого та другого класів медпункт, у якому був великий набір обладнання та медикаментів. З медпункту сходи вели вниз до ізольованого інфекційного блоку та лазарету на 12 ліжок.

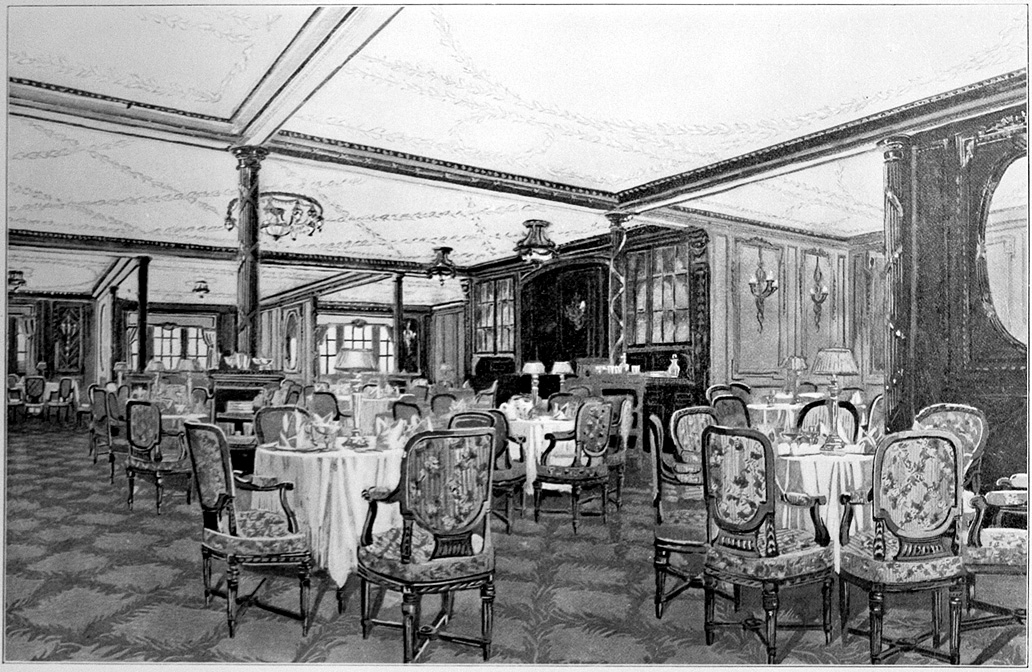
Ресторан «À La Carte»

У кормовій частині надбудови на палубі В розташовувалися ресторан «À La Carte» і кафе «Parisien». Інтер'єр ресторану було оформлено у стилі Людовика XVI. Його стіни були оздоблені під світлий горіх, великі вікна були завішані шовковими шторами. Колони в різьблених футлярах з позолоченими декоративними деталями підтримували ліпну стелю, прикрашену вишуканими квітковими мотивами. У ресторані подавали меню італійського ресторатора Луїджі Ґатті . Кафе «Parisien» було виконано в стилі паризьких вуличних кафе: стіни з орнаментованими гратчастими шпалерами були повиті плющем і лозою, навколо невеликих столиків стояли плетені стільці.

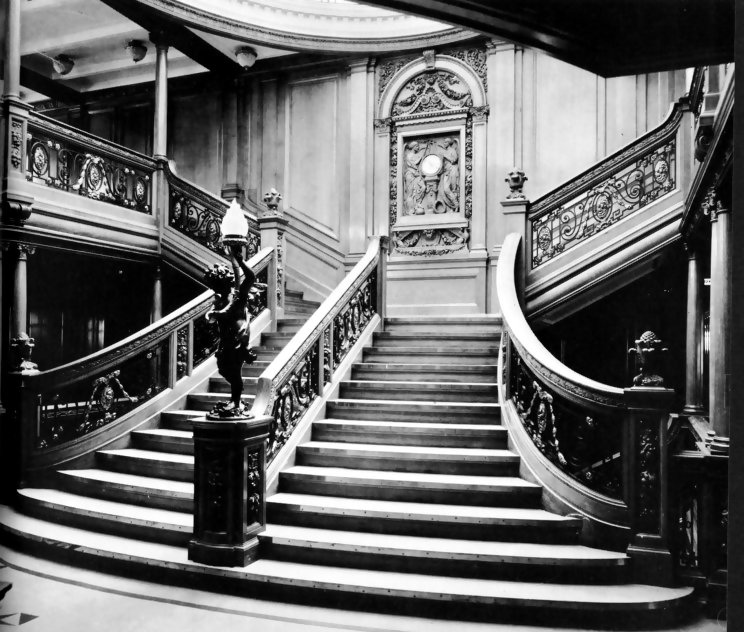
Парадні сходи на «Олімпіку»

Палуба А повністю перебувала у розпорядженні пасажирів першого класу. Уздовж обох бортів на всю довжину палуби простягались широкі променади, засклені в носовій частині, щоб уберегти пасажирів від негоди. У носовій частині палуби розміщувалося 35 кают, за ними останні два прольоти парадних сходів, що ведуть на шлюпочну палубу. Хол біля Парадних сходів на палубі А освітлював великий овальний купол з матового скла, розділений фігурними металевими вставками на симетричні частини. Сходи вінчав розкішний годинник, прикрашений різьбленими фігурами Честі та Слави. Самі Парадні сходи були виконані в стилі епохи Марії II та Вільгельма III другої половини XVII століття. Стіни сходового колодязя були оздоблені дубовими панелями; дугоподібні перила, також виготовлені з дуба, мали вставки із візерунчастих чавунних решіток. У кормовій частині надбудови були ще одні парадні сходи, що майже повністю повторювали образ носових. На кожній палубі (крім D) сходи прикрашала одна або декілька статуй херувимів, що тримають світильники у вигляді смолоскипа. На палубі D замість статуй стояв бронзовий канделябр із 21 ріжком з електричними скляними свічками. За сходами було три 12-місних ліфти, які могли доставляти пасажирів до палуби Е. Стінки кабін були обшиті дубом та доповнені пілястрами. На підлозі стелився м'який килим, а напроти виходу стояв невеликий диван-софа.
Ближче до корми розташовувався читальний зал, оздоблений в георгіанському стилі дерев'яними фасонними панелями, пофарбованими в білий колір. Для читання передбачалися м'які крісла, а для письма — оббиті стільці, розставлені перед письмовими столами. За читальним залом знаходився загальний салон першого класу, в якому пасажири, сидячи в кріслах, обтягнутих зеленим вельветом, відпочивали, читаючи книги, розмовляючи один з одним або граючи в карти, для чого в салоні знаходились ломберні столи. Світло в салон потрапляло через великі вітражні вікна. Посередині салону висіла величезна люстра зі скла та бронзи у формі перевернутого купола з краплевидно стікаючою серцевиною та овальним перетином, що перевищує 180 см. По периметру люстру оточували 16 малих світильників. Ліпнина на стелі, канделябри настінних світильників наслідували якобітський стиль XVII століття. Деякі деталі салону (дверні ручки, настінні світильники, мініатюрна статуетка грецької богині на камінній полиці) копіювали елементи інтер'єрів Версальського палацу. Третім великим приміщенням на палубі А був курильний салон, обшитий темними панелями з червоного дерева, прикрашеними різьбленням та перламутровою мозаїкою. Панелі, що приховували за собою вентиляційні короби, які йшли в турбінне відділення, прикрашали орнаментальні вітражі із зображенням пейзажів, античних кораблів, історичних та міфологічних персонажів. У курильному салоні стояв єдиний на «Титаніку» дров'яний камін. Він був виконаний з італійського скульптурного мармуру з левовими фігурами та дверцятами з боків. Стіну над каміном прикрашала картина 170 × 77 см Нормана Вілкінсона «Наближення до Плімутської гавані».
У кормовій частині палуби розташовувалося кафе «Пальмовий дворик», оформлене у тому ж стилі, що й «Parisien». Приміщення висвітлювалося через чотири великі віконні ніші у формі арок заввишки понад 2 м, в інші ніші були вставлені дзеркала. Літню атмосферу доповнювали декоративні пальми у кашпо. Для прогулянок пасажирів першого класу на свіжому повітрі відводилася середня частина останньої, шлюпкової палуби. За входом на парадні сходи розміщувався гімнастичний зал, обладнаний велотренажером, гребним тренажером, силовою противагою, «електроверблюдом», «електроконем» та боксерською грушею.
Усі громадські приміщення на «Титаніку» поділялися за класами, тому все перераховане вище призначалося тільки для пасажирів першого класу. Вартість квитка першого класу варіювалася від 23 фунтів стерлінгів за каюту на палубі Е без харчування до 870 £ за люкс-апартаменти з особистою прогулянковою палубою (від 1 311 до 49 590 доларів США за цінами 2013 року).
|                                            |               |                 |                  |
| Салон на палубі А судна-близнюка «Олімпік» | Читальний зал | Курильний салон | Гімнастичний зал |

### Другий клас
Каюти другого класу розміщувалися на палубах від D до G. В них, зазвичай, встановлювалися двоярусні ліжка з червоного дерева. Для можливості усамітнитися в ліжку над спальним місцем висіли штори. Крім ліжок у каюті були туалетний столик зі складним умивальником, диван, шафа для одягу. Каюти другого класу були оформлені досить одноманітно: стіни обшиті пофарбованими в білий колір дерев'яними панелями, на підлозі стелився лінолеум. Для оздоблення громадських приміщень другого класу широко застосовувався дуб. Дубовими панелями були облицьовані стіни обіднього та курильного салонів, сходових колодязів.
На палубі Е розташовувалась перукарня, яка не поступалась за набором обладнання та послуг перукарні першого класу. У кормовій частині палуби D розміщався обідній салон другого класу на 394 особи. Пасажири сідали за довгі столи в пригвинчені до підлоги крісла, що крутилися, з червоною оббивкою зі шкіри. Відвідувачам пропонували меню із шести страв, наприклад, 14 квітня, відповідно до одного зі збережених меню з «Титаніка», на обід подавали овочевий суп, смажене курча з рисом, фруктовий десерт, горіхи, сир та каву. На палубі С знаходилась бібліотека. Стіни цього залу були обшиті платановими панелями, які прикрашала захисна рейка із червоного дерева. Меблі також були виконані з червоного дерева і покриті драпуванням. Підлога в бібліотеці була встелена пухнастим килимом коричневого кольору. Вікна бібліотеки виходили на засклений променад, призначений для пасажирів другого класу. На палубі B розташовувався курильний салон, обставлений дубовими столами та кріслами, оббитими темно-зеленою шкірою. Кормова частина шлюпкової палуби відводилася для прогулянок пасажирів другого класу на свіжому повітрі.
Між палубами пасажири другого класу переміщалися двома сходами, розташованими в кормовій частині лайнера. На відміну від сходів першого класу, перила тут були не такі масивні й виготовлялися цілком із дерева. Також пасажири другого класу могли користуватися ліфтом, що з'єднував усі палуби, крім G. Квиток другого класу на «Титанік» коштував від 10 до 40 £ (від 560 до 2240 $ у цінах 2013 року).

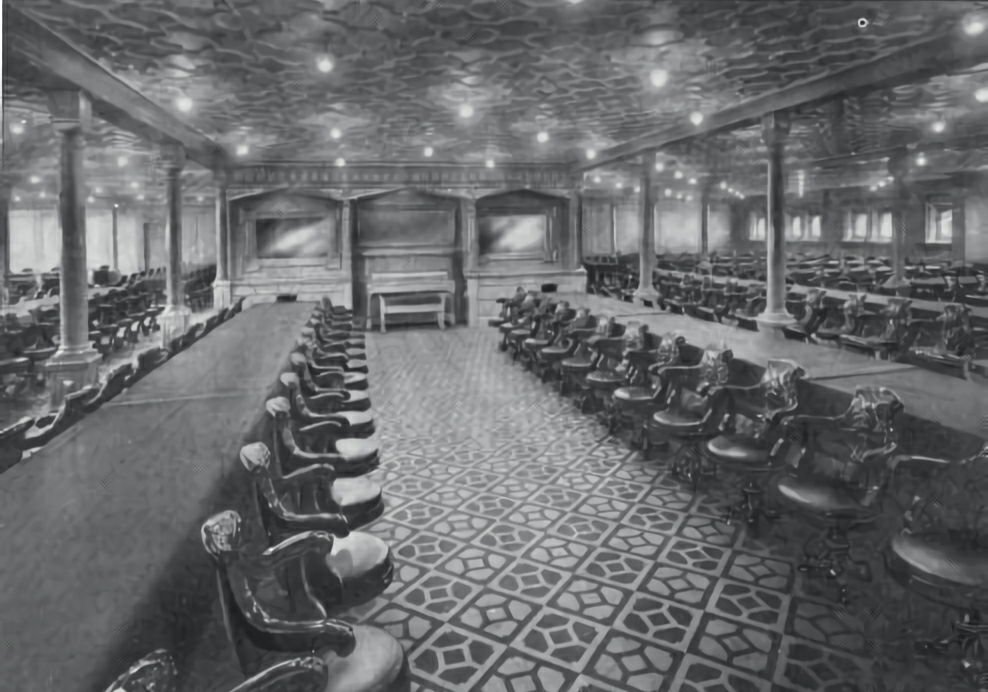
Обідній салон
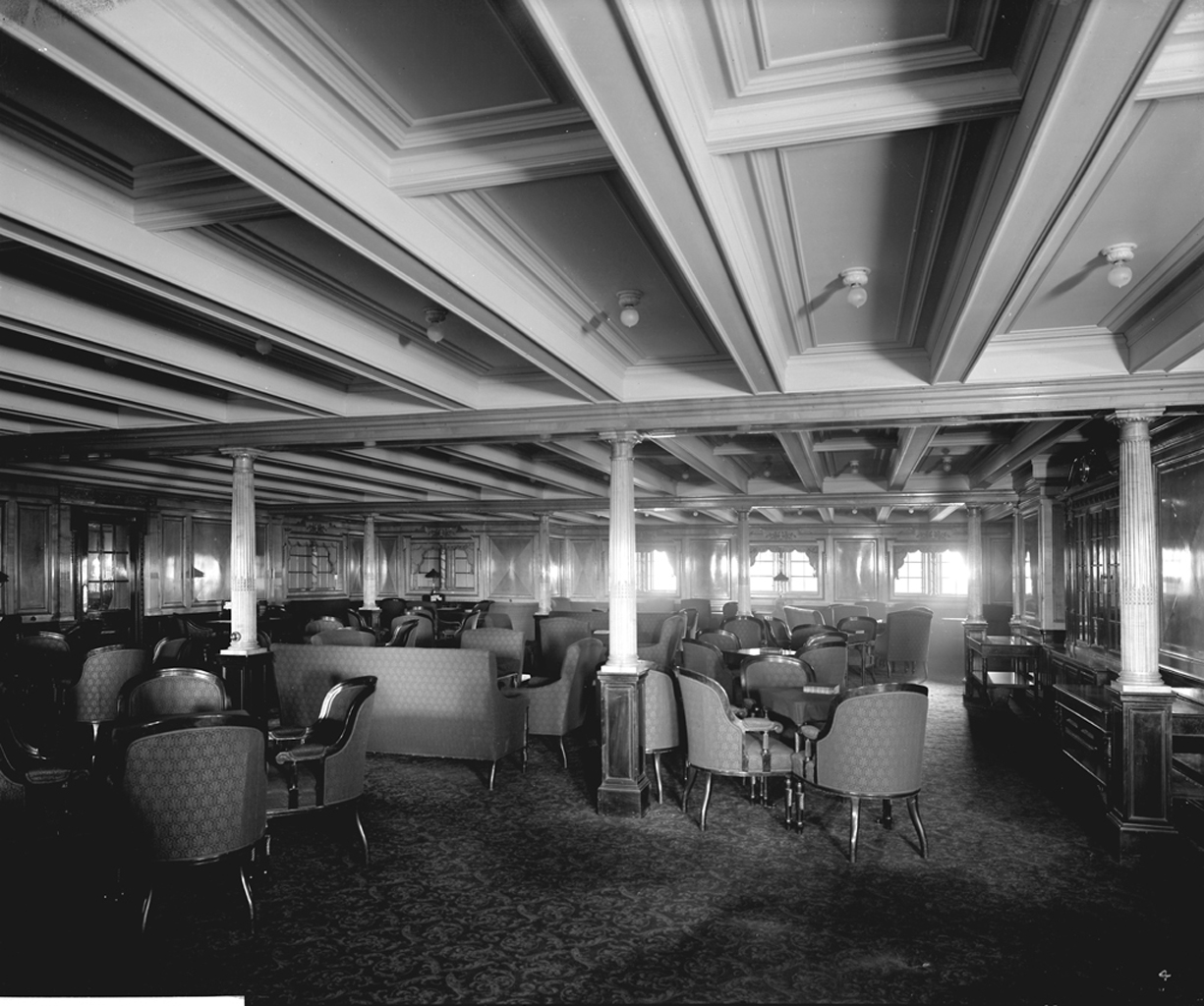
Бібліотека
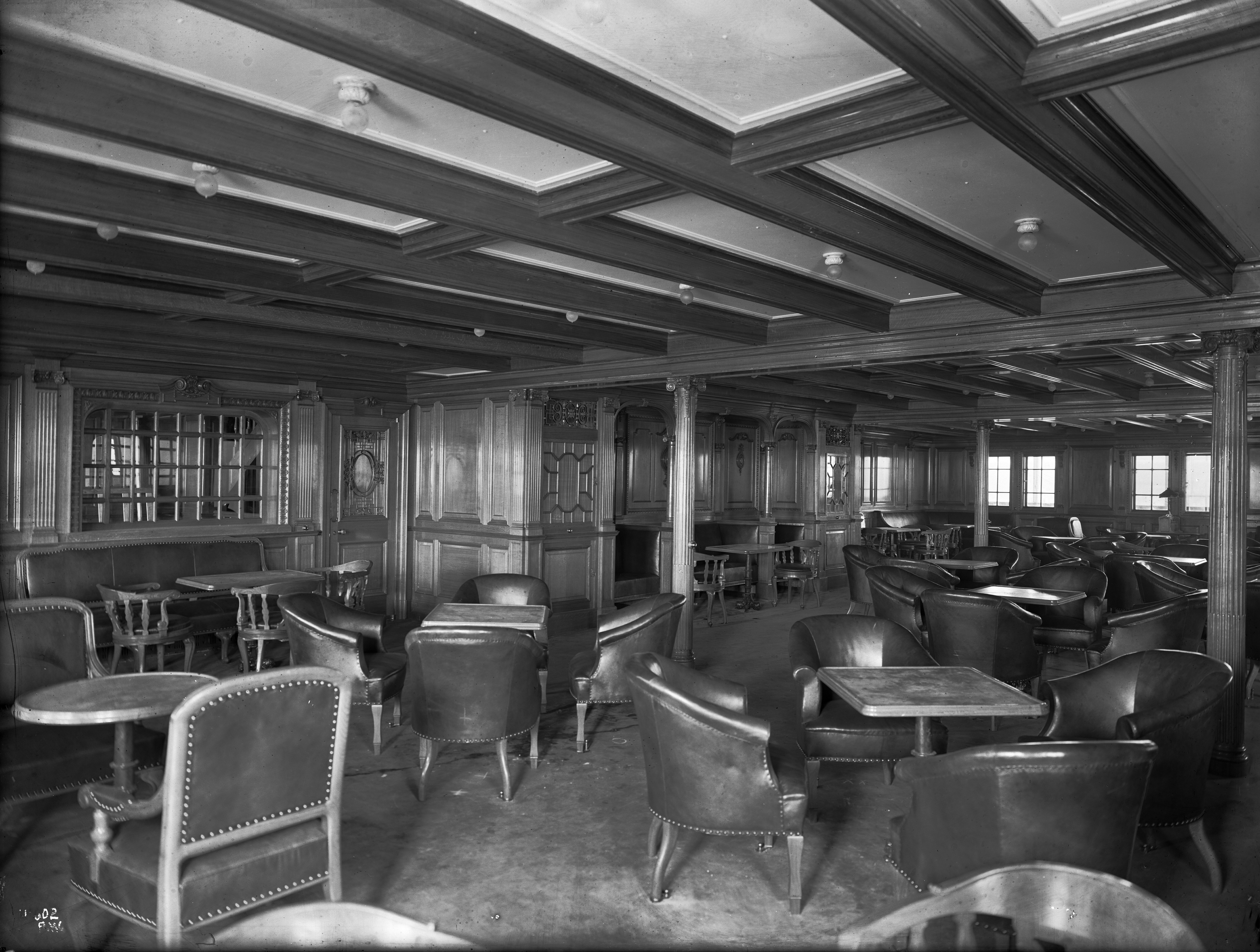
Курильний салон

### Третій клас
Каюти третього класу розміщувалися на палубах від D до G. Кількість місць у них варіювалася від 2 до 10. Оздоблення кают було надзвичайно простим — нічим не облицьовані стіни були пофарбовані білою фарбою, поряд з двоярусними ліжками в більшості кают стояв умивальник. 10 кают третього класу лівого борту на палубі G передбачали транспортабельність: перегородки можна було пересувати, зменшуючи або збільшуючи приміщення на вимогу. Можна було не тільки змінити їхнє планування, а й взагалі прибрати каюти, перетворюючи всю площу, яку вони займали, на вантажну. Це дозволяло зробити зворотний шлях із Нью-Йорка до Саутгемптона більш прибутковим, оскільки у східному напрямку завжди спостерігався недобір пасажирів третього класу. Набагато більше було товарів американського виробництва, які потрібно доставити до Європи, тому каюти третього класу, зручно розташовані над заднім вантажним відсіком, планувалося перетворювати на корисну вантажну площу.
На палубі F знаходився столовий зал на 470 персон. Стіни в ньому були пофарбовані білою емаллю, їх прикрашали плакати із зображенням суден «Уайт Стар Лайн» і картою їх маршрутів. Відвідувачі сиділи на стільцях за довгими (до 10 чоловік із кожного боку) столами. Харчування пасажирів третього класу входило до вартості квитка. На сніданок офіціанти тут подавали вівсяну кашу з молоком, копчений оселедець або біфштекс з цибулею, варену картоплю, свіжий хліб та масло, мармелад, чай чи каву. Обід починався з супу, потім йшли солонина та солянка із капусти з картоплею, після — фруктова запіканка (наприклад, рисова з персиками). До чаю подавали щось гаряче, сир і пікулі, здобні булочки з родзинками або хліб з варенням. Пасажири третього класу харчувалися у дві зміни з інтервалом 45—60 хвилин.
На палубі D був невеликий медпункт та кімната очікування для пацієнтів. У кормовій частині палуби С розміщувалися курильний салон (з лівого борту) та загальна кімната (на правому борту). Ці приміщення розташовувалися дзеркально одне до одного, їхній інтер'єр був майже однаковий. Пасажири сиділи на лавках. Для гри в карти чи доміно між рядами лавок стояли столи зі стільцями. Стіни залів обшивалися сосновими панелями — білими у загальній кімнаті та коричневими у курильному салоні. У загальній кімнаті стояло піаніно. Для прогулянок пасажирів третього класу призначалися обидві міжнадбудовні палуби та палуба кормової надбудови. Вартість квитка третього класу варіювалася від 2 до 8 £ (від 114 до 456 $ у цінах 2013 року).

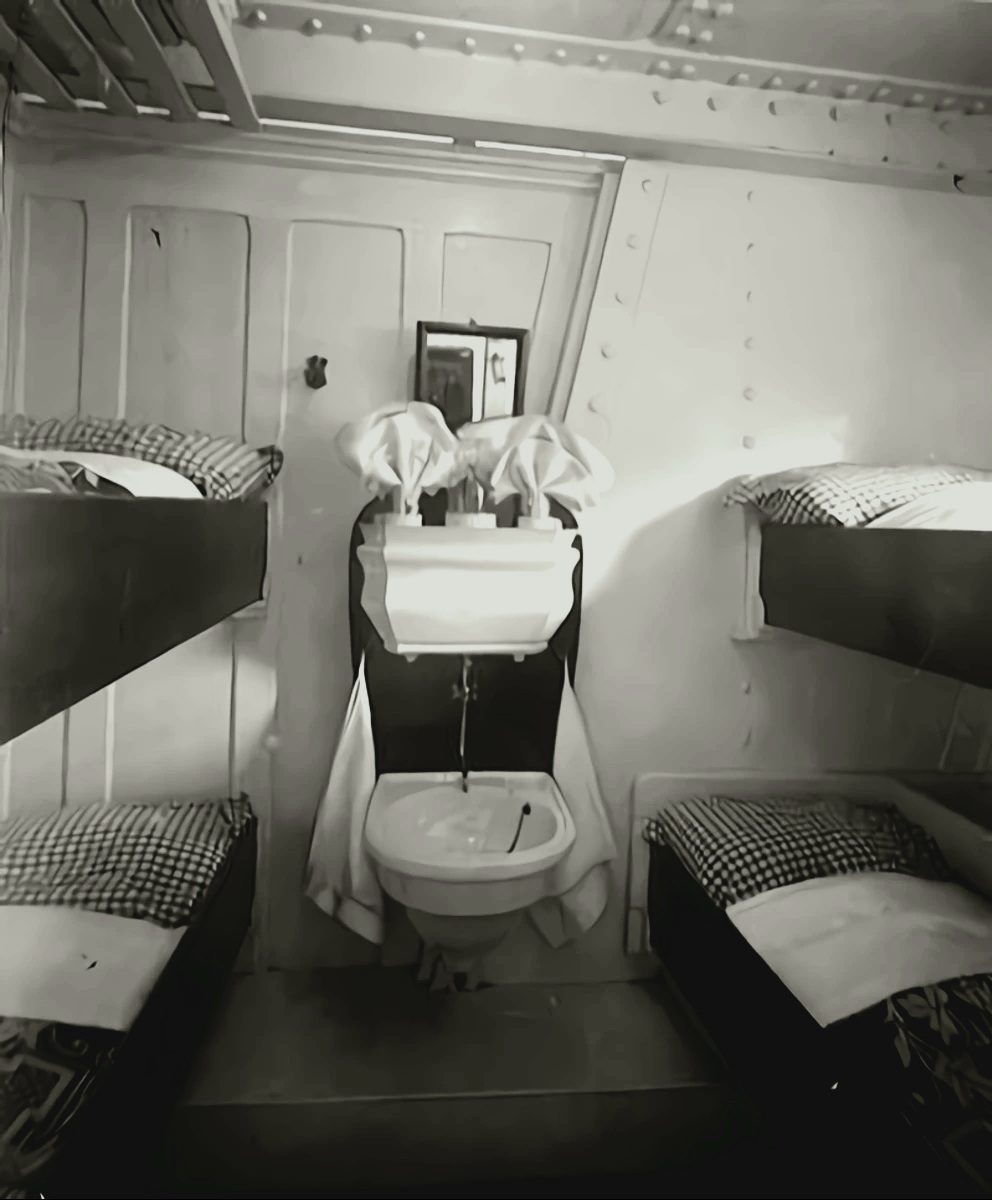
Типова каюта третього класу
Курильний салон
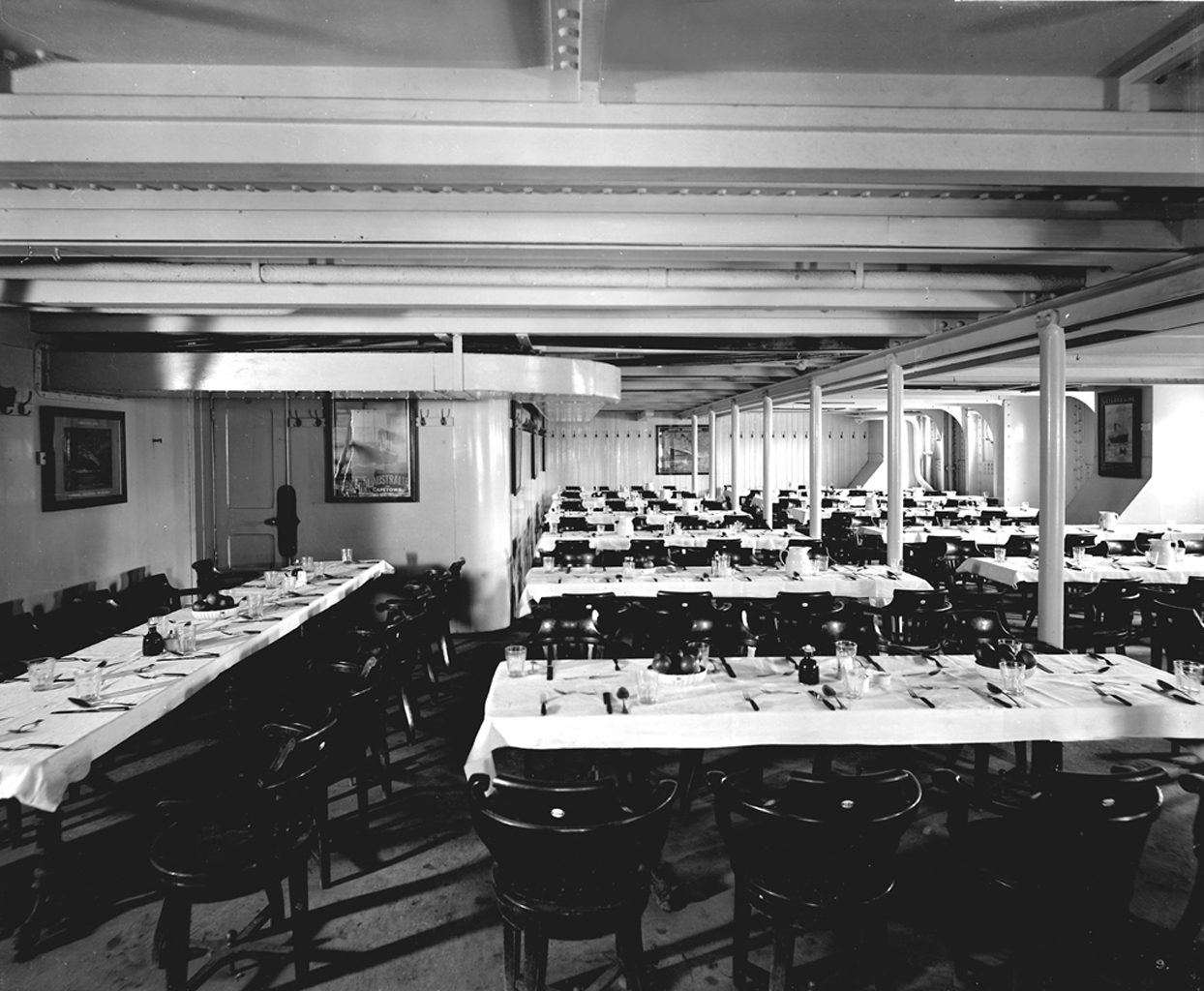
Обідній салон

## Ходові випробування

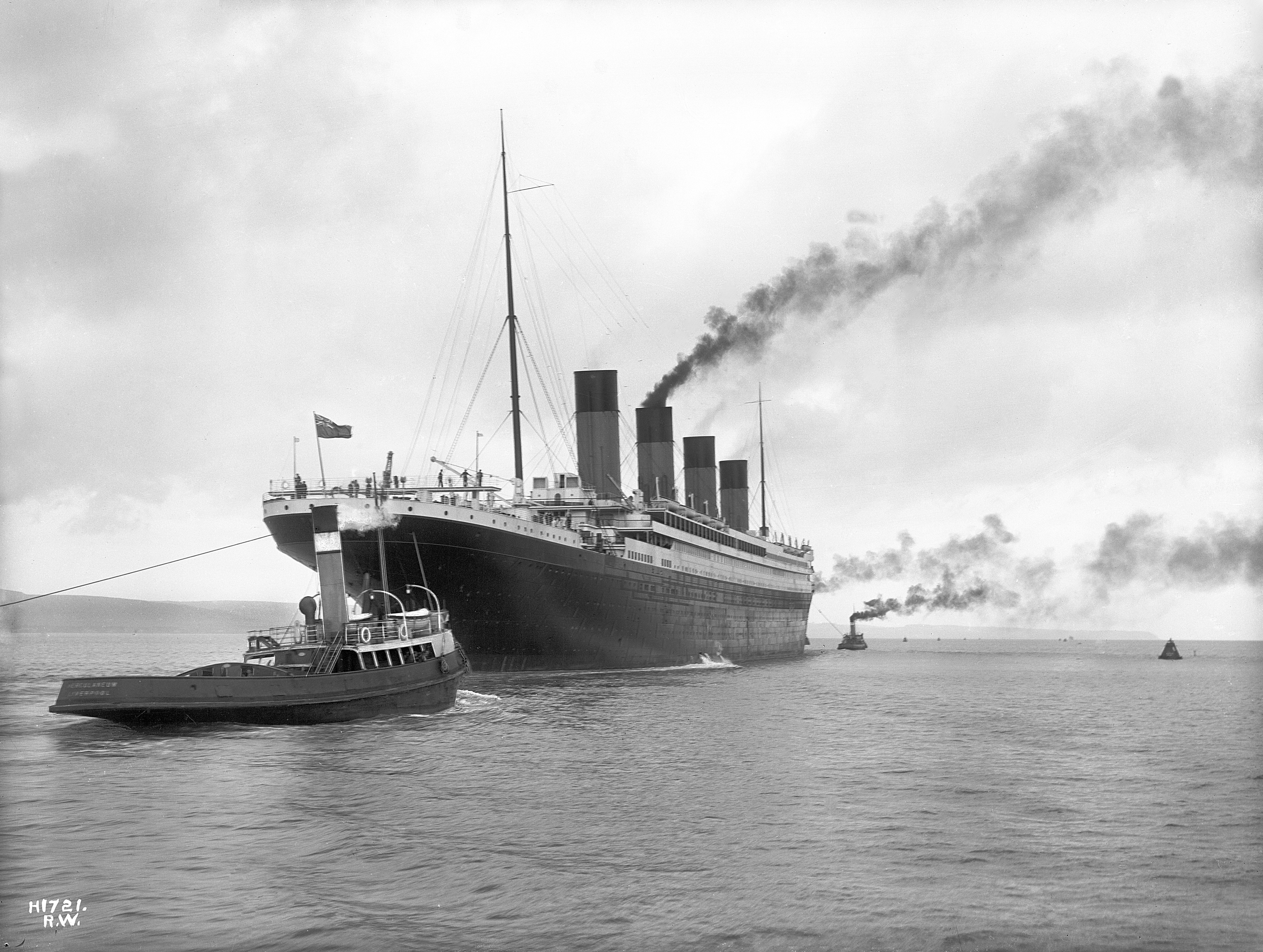
«Титанік» залишає Белфаст для проходження ходових випробувань

Після завершення добудовних робіт «Титаніку» необхідно було пройти ходові випробування, за результатами яких комісія Міністерства торгівлі Великої Британії мала підтвердити відповідність корабля вимогам технічного завдання. Спочатку перше випробування на морі було заплановано на 29 березня, але в той день різко погіршала погода, і через штормовий вітер його довелося відкласти на чотири дні. 2 квітня 1912 року о 6:00 «Титанік» буксирами було виведено з доків Белфаста каналом Вікторія у Белфастську затоку. На борту перебували 119 членів екіпажу, у тому числі 78 членів трюмної команди (кочегари, мастильники, штивники) на чолі з майбутнім капітаном «Олімпіка» Гербертом Хеддоком, також на борту були присутні головний конструктор Томас Ендрюс (як представник корабельні «Гарленд енд Вульф»), компанію «Уайт Стар Лайн» представляв партнер Ісмея Гарольд Сандерсон, до комісії Міністерства торгівлі входили близько 30 чиновників та інспекторів.
В Ірландському морі протягом восьми годин здійснювалася перевірка мореплавних якостей «Титаніка»: лайнер робив повороти на різних швидкостях, описуючи при цьому коло діаметром 1150 м, робив зупинку на задньому ходу, лавірування та проходження дистанції в 2,5 км на швидкості 21 вузол (39 км/год). Перевірялася аварійна зупинка, коли режим роботи парових машин змінювався з «Повний вперед» на «Повний назад» (конструкція турбіни не передбачала реверсивне обертання, тому вона була тільки зупинена). Гальмівний шлях склав 777 м, «Титанік» зупинився через 3 хвилини 15 секунд. У міру виконання ходових завдань чиновники з Міністерства торгівлі ретельно оглядали всі приміщення та перевіряли все обладнання. За день випробувань корабель пройшов відстань близько 150 км із середньою швидкістю 18 вузлів (32,4 км/год).
У ході випробувань жодних порушень стандартів британського пасажирського флоту виявлено не було, і після повернення до Белфасту інспектор Торгової палати Каррутерс підписав пасажирський сертифікат терміном на один рік. За годину після отримання дозволу на перевезення пасажирів «Титанік» взяв курс на Саутгемптон — порт відправлення у перший рейс. Шлях у 1060 км корабель подолав за 28 годин та прибув до Саутгемптона вночі 4 квітня. В ескорті п'яти буксирів лайнер пришвартувався до пірсу № 44.

## Перший рейс і аварія

### Екіпаж
У повний список екіпажу «Encyclopedia Titanica» включає всього 1125 осіб обслуговуючого персоналу, з них лише 23 жінки (переважно стюардеси), у той же час ідентифікуючи як членів екіпажу всього 688 загиблих та 212 людей, що вижили в результаті аварії (у сумі рівно 900 осіб).
Командувати «Титаніком» у першому рейсі було доручено Едварду Джону Сміту — найдосвідченішому капітанові «Уайт Стар Лайн», його капітанський стаж налічував 25 років. Після завершення тріумфального рейсу Сміт мав намір піти на пенсію. В екіпаж «Титаніка» входили 8 офіцерів (капітан і семеро його помічників), 324 члени трюмної команди (механіки, кочегари, мастильники, штивщики), 58 членів палубної команди (кермові, впередглядачі, прибиральники), 335 стюардів, 69 осіб обслуговуючого персоналу обідніх салонів (кухарі, офіціанти), 8 музикантів, 5 співробітників поштового відділення, а також спортивні інструктори, пральники, друкар, який займався виданням суднової газети, та інші. За трансатлантичними суднами не закріплювався єдиний склад екіпажу, він змінювався від рейсу до рейсу. Деяких членів екіпажу на «Титанік» було взято лише за кілька годин до відправлення, і не всі з них встигли ознайомитися з особливостями лайнера. Прийом у команду «Титаніка» розпочався 23 березня, тобто за 2,5 тижні до відправлення із Саутгемптона. Частину екіпажу було взято ще в Белфасті, де пароплав проходив ходові випробування.
Більшість членів екіпажу було найнято в Саутгемптоні 6 квітня. Частина команди набиралась не «Уайт Стар Лайн», а іншими компаніями. Так, радисти «Титаніка» працювали за наймом компанії «Марконі», співробітники поштового відділення приймалися на роботу «Royal Mail», музиканти — «Creating C.W. & F.N. Black», до співробітників «Уайт Стар Лайн» також не належав обслуговуючий персонал ресторану «А-ля Карт» та кафе «Парізьєн».

До переведення на «Титанік» капітан Едвард Сміт 10 місяців командував пароплавом «Олімпік» — близнюком «Титаніка». Зарплатня Сміта становила 105 фунтів стерлінгів на місяць (8802 £ за курсом 2010 року). Незадовго до відправлення капітан ініціював перестановку у старшому офіцерському складі: на «Титанік» з «Олімпіка» було переведено старшого помічника Генрі Вайлда, тому Вільям Мердок змушений був зайняти місце першого помічника, а Чарльз Лайтоллер — другого. Девіду Блеру, місце якого зайняв Лайтоллер, довелося покинути корабель .

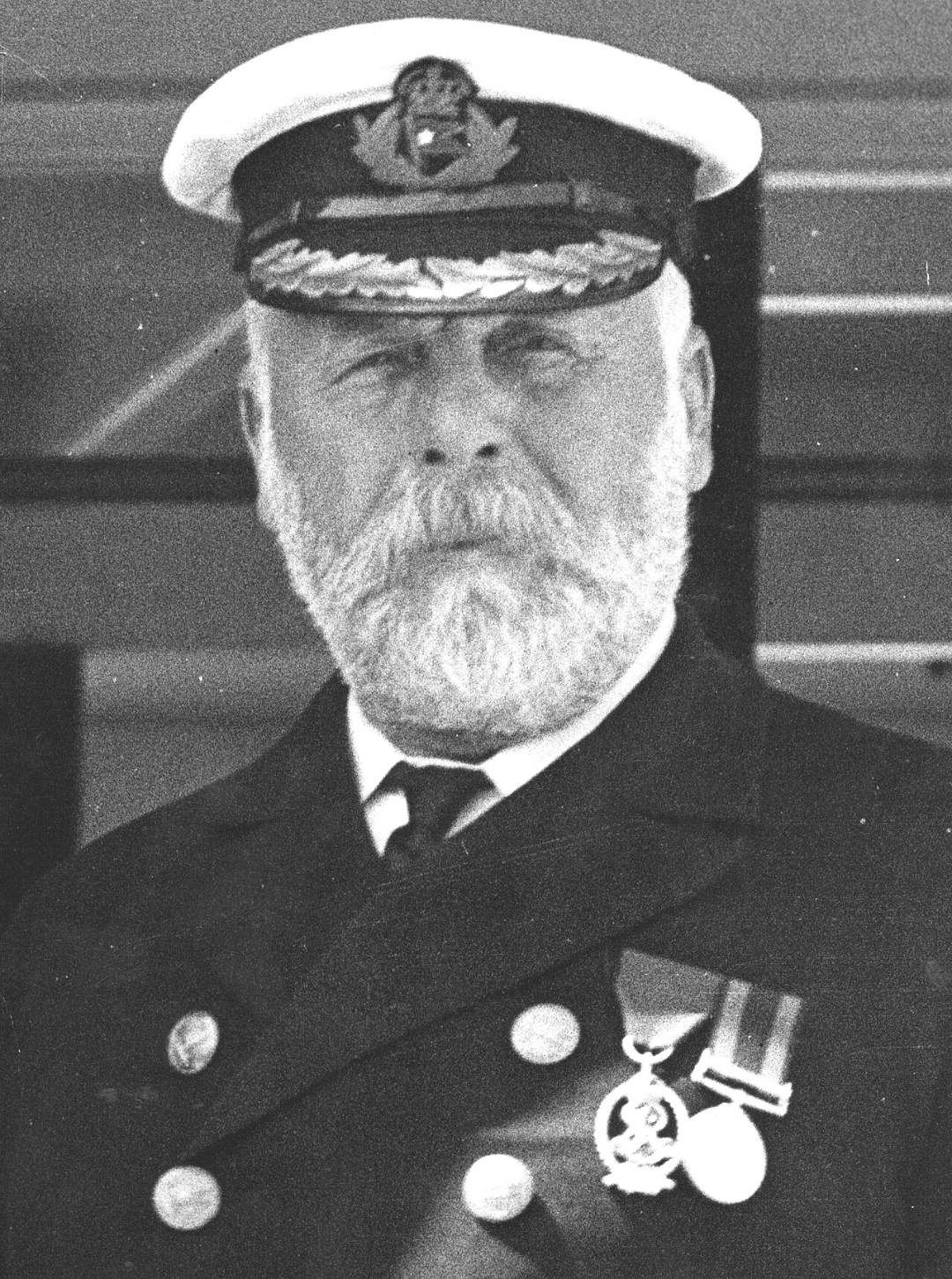
Капітан Едвард Сміт на борту «Олімпіка»
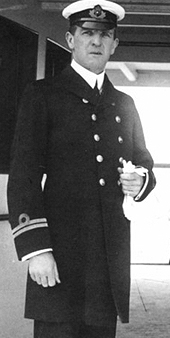
Перший офіцер Вільям Мердок
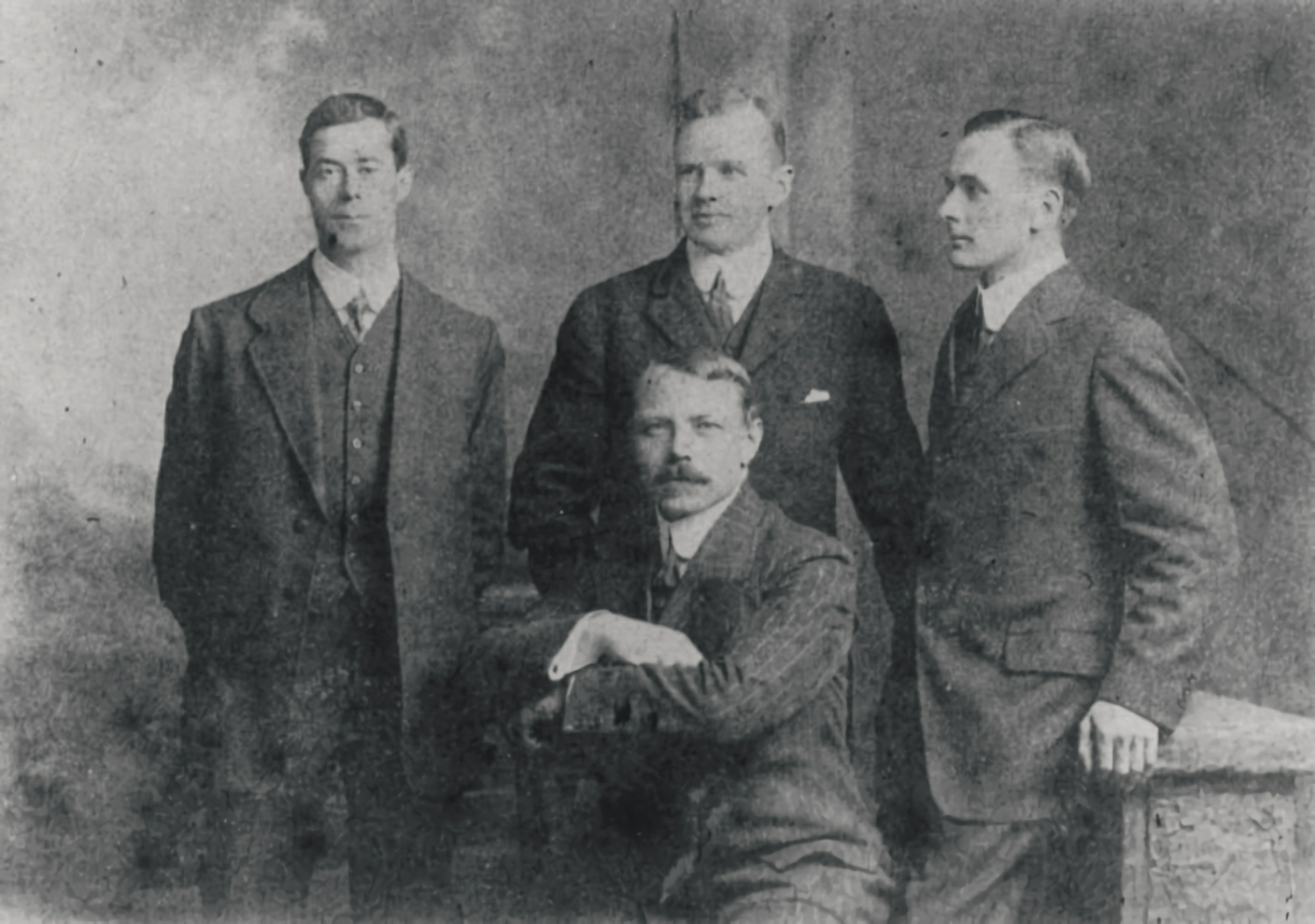
Зліва направо: п'ятий офіцер Гарольд Лоу, другий офіцер Чарльз Лайтоллер, четвертий офіцер Джозеф Боксголл і третій офіцер Герберт Пітман (сидить)
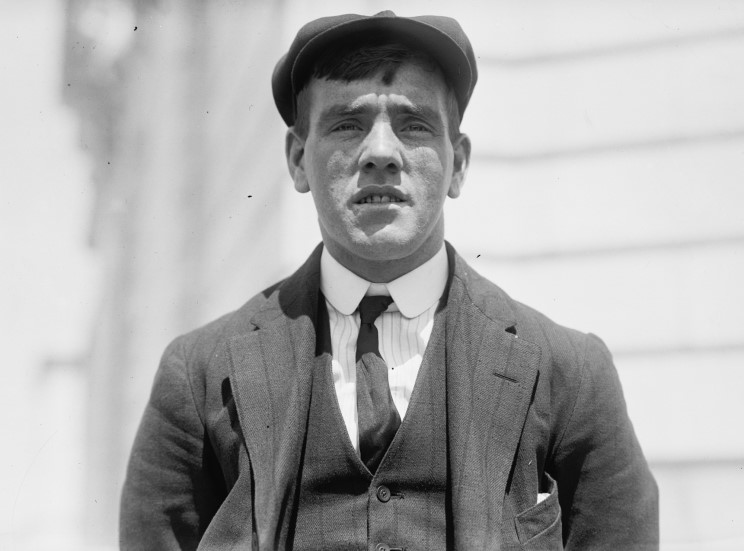
Впередглядач Фредерік Фліт
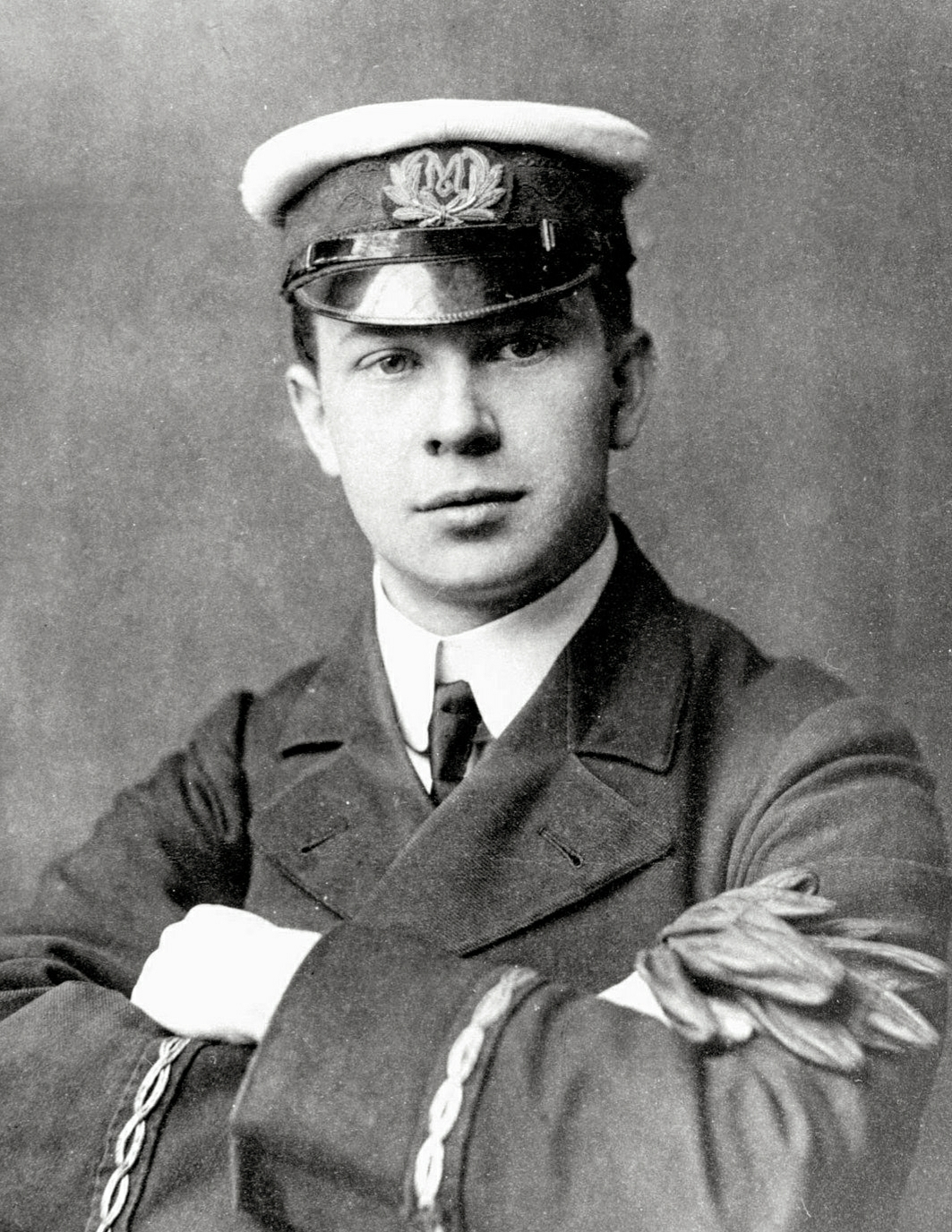
Старший радист Джек Філліпс

### Пасажири
У Саутгемптоні на борт «Титаніка» піднялося 943 пасажири (195 першого класу, 255 другого класу та 493 третього класу). У Шербурі з корабля зійшло 24 людини, а піднялося 272, у Квінстауні зійшло 7 пасажирів і піднялося 123 особи (113 з них — пасажири третього класу). На трансатлантичну трасу «Титанік» вийшов із 1317 пасажирами на борту (включаючи 124 дитини), з них 324 особи здійснювали подорож у першому класі, 285 — у другому, 708 — у третьому. Максимальна пасажиромісткість «Титаніка» становила 2439 чоловік (739 місць у першому класі, 674 у другому та 1026 у третьому), але у квітні попит на трансатлантичні рейси був традиційно низький, тому «Титанік» був завантажений лише наполовину. На темпі продажу квитків згубно позначився і шеститижневий страйк британських вугільників, який закінчився лише за чотири дні до відплиття із Саутгемптона. Страйк викликав перебої з постачанням вугілля, порушивши графіки відправлення в рейсах пароплавів, і потенційні пасажири «Титаніка» були змушені змінити свої плани. Щоб не зміщувати дату відправлення лайнера в перший рейс, керівництво «Уайт Стар Лайн» ухвалило рішення поповнити вугільні бункери «Титаніка» за рахунок інших кораблів компанії, пришвартованих в Саутгемптоні. Деякі пасажири затриманих рейсів погодилися пересісти на «Титанік», причому зі зниженням класу, оскільки квитки на новий лайнер коштували дорожче.
У першому класі «Титаніка» в подорож за океан вирушили багато відомих людей того часу, представники вищого суспільства. Серед пасажирів першого класу були американський мультимільйонер Джон Джейкоб Астор IV зі своєю вагітною дружиною Мадлен, промисловець і мультимільйонер Бенджамін Ґуґенхайм зі своєю коханкою Леонтіне Обар, світська левиця та філантроп Марґарет Браун, власник мережі універмагів «Macy's» Ісідор Штраус разом з дружиною Ідою, модельєр і власниця лондонського будинку мод «Maison Lucile» Люсі Дафф Ґордон із чоловіком Космо, віце-президент залізниці штату Пенсільванія Джон Тайєр із дружиною Маріан та 17-річним сином Джеком, журналіст і громадський діяч Вільям Стед, американський письменник та полковник Арчібальд Ґрейсі, акторка німого кіно Дороті Ґібсон, військовий помічник президента США Арчібальд Батт, журналістка та феміністка Хелен Черчілль Кенді, письменник-фантаст Жак Фатрелл і багато інших. У першому класі пливли також чотири з десяти членів гарантійної групи корабельні «Гарленд енд Вульф», очолюваної головним конструктором Томасом Ендрюсом. Глава «Уайт Стар Лайн» Джозеф Брюс Ісмей займав розкішні люкс-апартаменти на палубі B. Спочатку вони призначалися для президента тресту «IMM» Джона Пірпонта Моргана, але він відмовився від подорожі в останній момент, пославшись на поганий стан свого здоров'я. Також не зміг взяти участь у першому рейсі за станом здоров'я голова корабельні «Харленд енд Вульф» Вільям Піррі. Мультимільйонер Альфред Вандербільт із дружиною вирішили не вирушати на «Титаніку» перед самим відплиттям, коли їхній камердинер, покоївка й багаж вже перебували на борту.
Другий клас переважно був зайнятий представниками середніх шарів. У першому плаванні «Титаніка» це були насамперед британські інженери, торговці, представники духовенства, журналісти, лікарі. Серед пасажирів другого класу опинився співробітник Міністерства шляхів сполучення Японії Масабумі Хосоно. Третім класом подорожували переважно бідні емігранти, які переїжджали до США з Ірландії, Англії, Італії, Норвегії, Швеції, Російської імперії та інших країн. Серед них зустрічалися і безробітні, і представники найрізноманітніших професій: кваліфіковані та некваліфіковані робітники, ремісники, дрібні службовці, офіціанти, лісоруби, селяни, садівники, кравчині, економки, медичні сестри, санітари тощо, а також учні семінарій та шкіл.

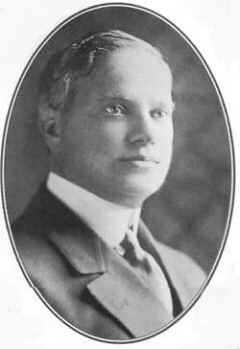
Власник шахт і сталеливарних заводів Бенджамін Ґуґенхайм
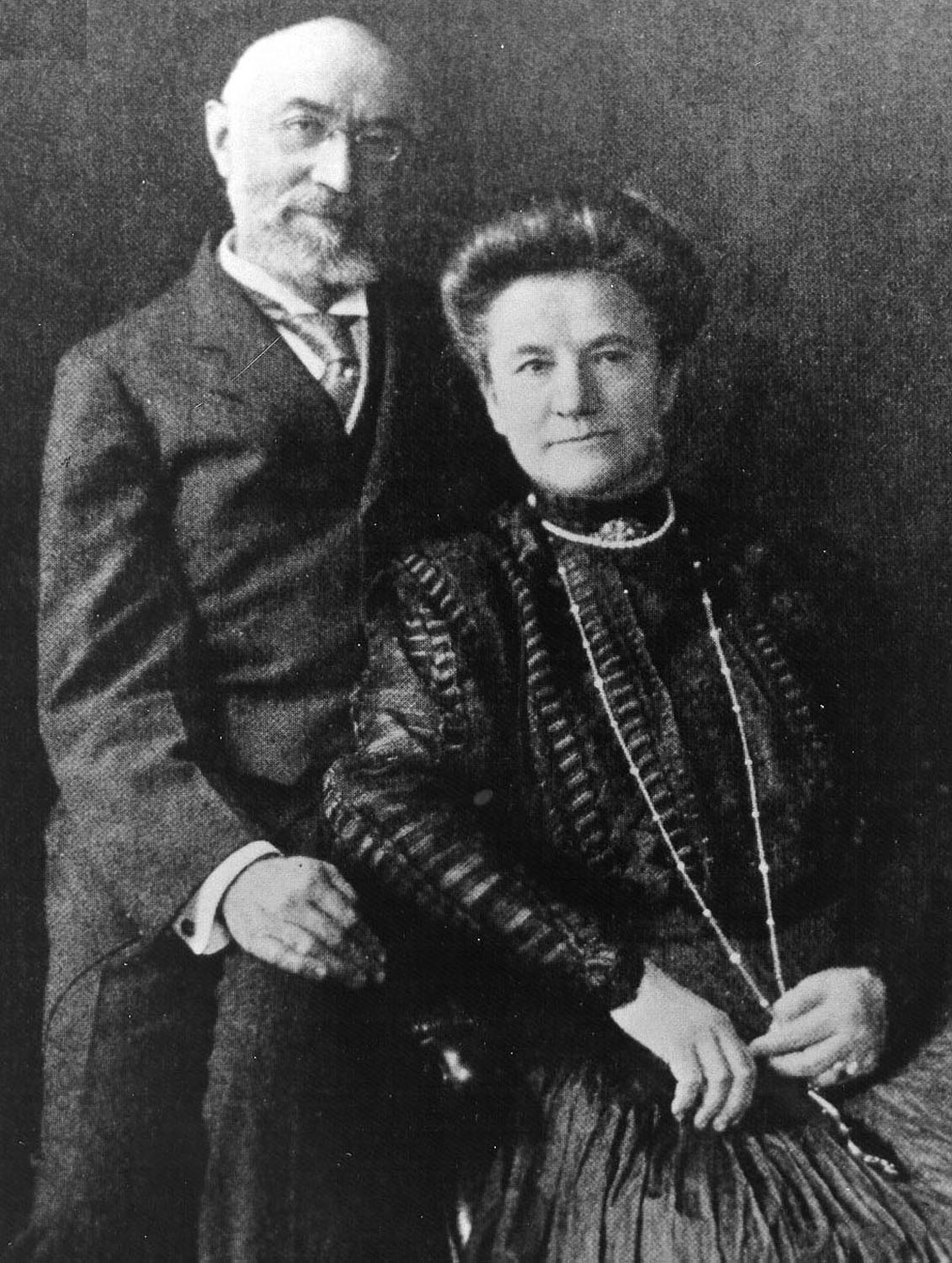
Подружжя Ісідор та Іда Штрауси
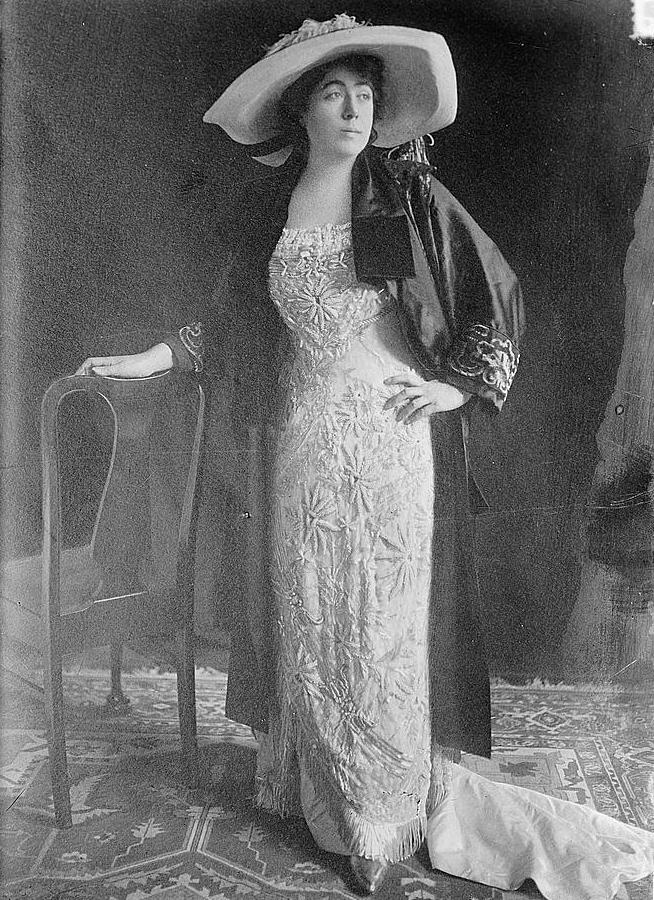
Марґарет Браун
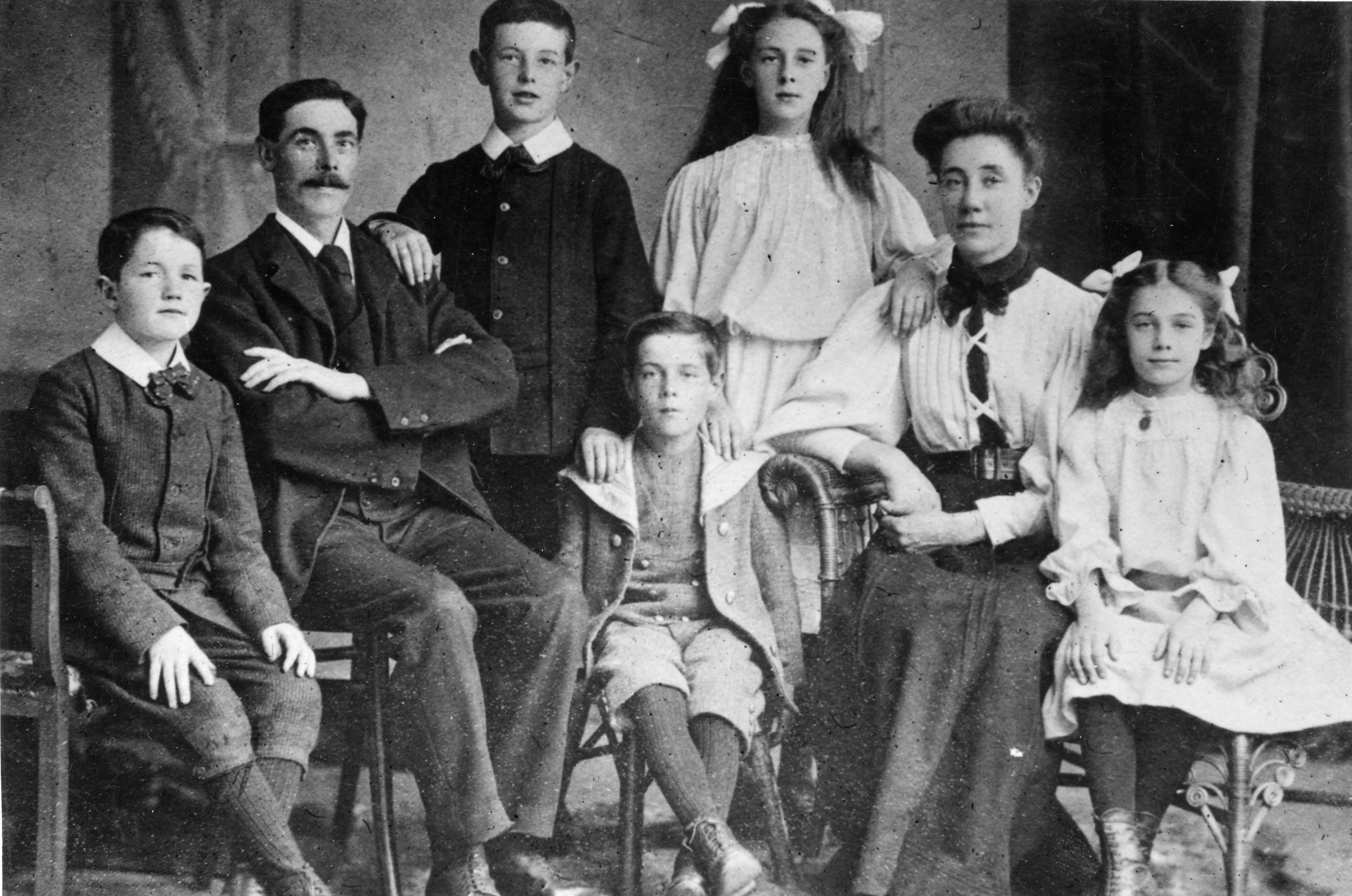
Сім'я Ґудвінів із восьми чоловік (на фото відсутня молодша дитина — Сідней Леслі Ґудвін), що подорожувала третім класом і загинула в повному складі під час загибелі «Титаніка»

### Вантажі, пошта

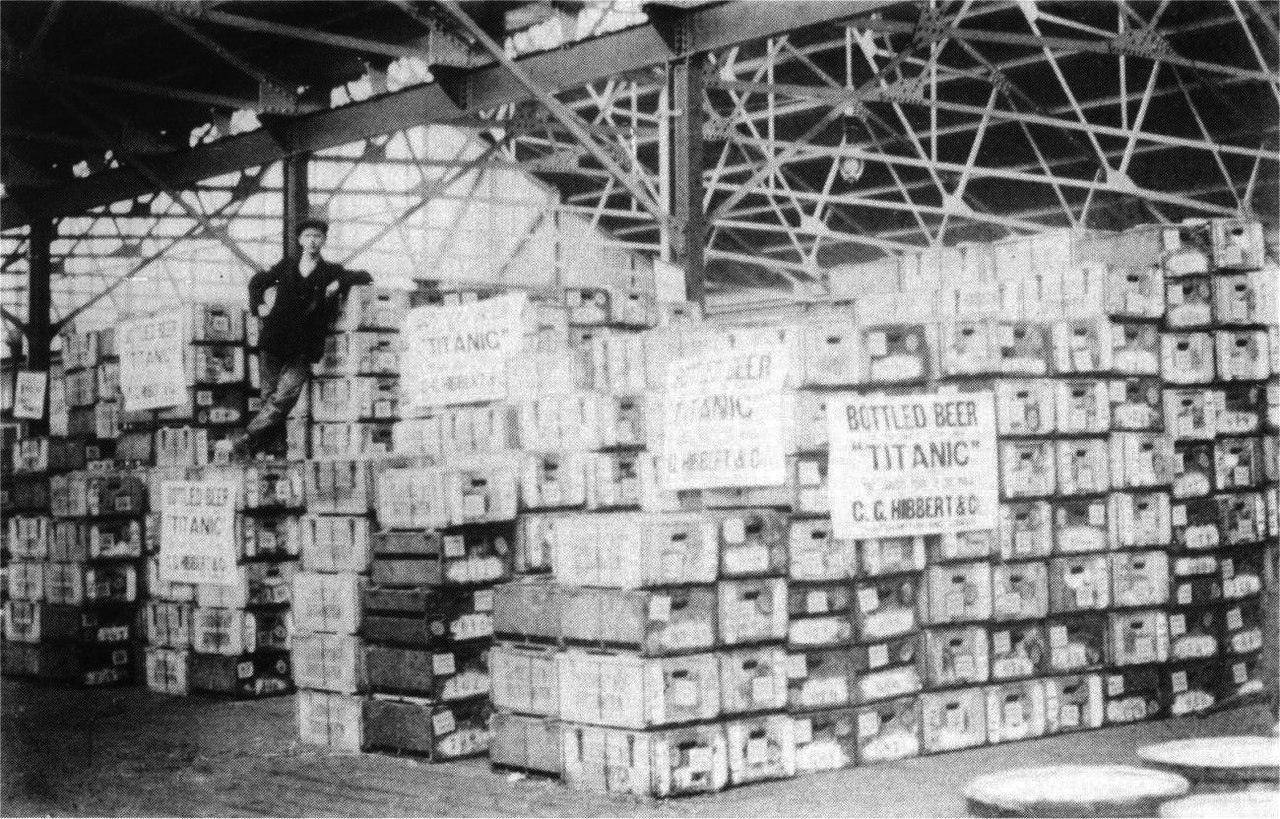
Ящики з 20 000 пляшок пива перед завантаженням на «Титанік»

6 квітня в порту Саутгемптона почалося завантаження на борт усіляких вантажів, призначених для одержувачів у США. Їх опускали в перший та другий вантажні відсіки за допомогою кранів через люк, розташований на півбаку. Серед експортованих на «Титаніку» товарів були хутра, вина, шампанське, лінолеум, м'ячі для гольфу, книги (зокрема рідкісна копія рубаї Омара Хаяма), хірургічні інструменти, дві бочки ртуті, картопля, сири, горіхи та багато іншого. Того ж дня з барж до вугільних бункерів пароплава було завантажено 4427 т вугілля на додачу до 1880 т, з якими лайнер прибув із Белфасту.
8 квітня на склади в кормовій частині палуби G почали вантажити продовольство, у тому числі 40 т картоплі, 34 т м'яса, 5 т свіжої риби, 4,5 т цукру, 2,8 т помідорів, 1,8 т в'яленої риби, 40 000 яєць, 200 барелів борошна, 1,1 т ковбаси, 1 т кави, 7000 л молока, 2700 л згущеного молока, 2000 л морозива, 1800 л вершків, 500 кг варення, 450 кг родзинок, 15 000 пляшок мінеральної води, 1000 пляшок вина, 8000 сигар, 95 пачок опіуму.
Для багажу пасажирів першого та другого класів відводилося місце у третьому вантажному відсіку. Багажного відділення третього класу на «Титаніку» не було. Серед вантажів, що перевозилися пасажирами, були частково розібраний автомобіль Renault Туре СВ 12CV Coupe de Ville 1912 року випуску, що належав Вільяму Картеру, мармеладна машина Едвінни Трут, картина Меррі-Жозефа Блонделя, що належала Моріцу Стеффансону, три ящики з єгипетськими фігурками, що транспортувались для Денверської художньої галереї Марґарет Браун, та інші.
«Титанік» був Королівським поштовим судном, про що свідчив префікс RMS (Royal Mail Ship). Перед виходом у рейс до поштового відсіку через люк на носовій міжнадбудовній палубі лайнера було завантажено 3364 50-кілограмових мішки з поштою. За вісім днів плавання поштовим клеркам належало відсортувати близько 40 000 листів і бандеролей по штатах і містах США.

### Відправлення
9 квітня на «Титанік» із заключною інспекцією піднялася комісія Міністерства торгівлі Великої Британії на чолі з Моррісом Кларком. Чиновники оглянули аварійне спорядження судна. Кларк наказав продемонструвати колективні рятувальні засоби у дії. На воду було спущено дві шлюпки з екіпажем, після чого головний інспектор підписав дозвіл на вихід у рейс. Від Кларка було приховано, що вже тиждень на борту відбувалось тління вугілля. Ще 2 квітня у вугільному бункері п'ятої котельні з правого борту сталося займання палива. Швидко локалізувати пожежу не вдалося, і вже після виходу в рейс капітан наказав частину вугілля з бункера перенести на лівий борт та спалювати в котлах у першу чергу тліюче вугілля. Після завершення цієї операції «Титанік» придбав невеликий крен на лівий борт. Вугілля всередині бункера продовжувало тліти ще протягом 4 днів плавання і остаточно локалізувати наслідки пожежі членам трюмної команди вдалось тільки вранці 13 квітня.
Посадка пасажирів на борт «Титаніка» розпочалася 10 квітня 1912 року о 9:30 ранку. О 9:45 з лондонського вокзалу Ватерлоо вирушив спеціальний поїзд компанії «Уайт Стар Лайн», який доставляв пасажирів 1-го класу до порту Саутгемптона. У цьому поїзді їхали Джон Джейкоб Астор IV, подружжя Штраусів, Арчібальд Батт, Арчібальд Ґрейсі та інші. Близько 11 години поїзд прибув до доку Саутгемптона, де був пришвартований «Титанік». 245 пасажирів другого та 497 пасажирів третього класу з Лондона доставив ранніший поїзд, що вирушив о 7:30 і прибув о 9:30.
Люди піднімалися на борт «Титаніка» широкими сходнями. Посадкові входи розташовувались на палубах E, D, С і B. Там їх зустрічали два стюарди, один перевіряв квиток, а інший вписував ім'я пасажира до журналу. Пасажири третього класу перед посадкою проходили обов'язковий санітарний контроль. Людей, у яких виявляли вошей чи бліх, на борт не допускали.
Об 11:50 судновий гудок повідомив, що «Титанік» через 10 хвилин вирушає. Борт лайнера залишили журналісти, портові чиновники та люди, що проводжали своїх родичів чи знайомих у путь. В цей час на «Титанік» піднявся лоцман Джордж Боуєр. Все було готове до виходу в рейс: старший і другий помічники капітана, Генрі Вайлд і Чарльз Лайтоллер відповідно стояли на баку, перший помічник Вільям Мердок на кормі, третій Герберт Пітман на кормовому містку, четвертий Джозеф Боксголл на ходовому містку біля машинного телеграфу, готовий передавати команди лоцмана та капітана в машинне відділення, п'ятий помічник Гарольд Лоу на ходовому містку біля телефону. На причалі для віддачі швартових приготувалася бригада з 15 чоловік біля носа та 15 біля корми «Титаніка».
Щойно було прибрано сходні, лоцман віддав команди «Подати буксири» та «Віддати швартови». На причалі віддали швартови, що кріпили ніс і корму до потужних берегових тумб, і матроси швидко прибрали їх, намотавши на валики. Потім троси прийняли 6 буксирів, які почали відтягувати «Титанік» від причалу та виводити у фарватер річки Тест. Після буксири скинули троси, лоцман скомандував «Малий вперед», і «Титанік» пішов повз розташовані за океанським доком причальні стінки своїм ходом. У цей час там стояли пароплави «Оушенік» та «Нью-Йорк», останній був пришвартований до борту «Оушеніка». У той момент, коли «Титанік» порівнявся з «Нью-Йорком», 6 сталевих тросів, якими був пришвартований пароплав, обірвались, і корма «Нью-Йорка», що потрапила в небезпечну зону зовнішнього гідродинамічного тиску, створеного рухом більшого судна, стала наближатися до «Титаніка». Капітан Сміт одразу наказав зупинити машини. Один з буксирів, що супроводжували «Титанік», обійшов «Нью-Йорк», закріпив трос, кинутий йому з палуби, і всією міццю машин став відтягувати судно назад до берега. «Титанік» розійшовся з «Нью-Йорком» лише у кількох десятках сантиметрів. Два буксири перемістили «Титанік», який ледве уникнув зіткнення, назад, аби дати двом іншим буксирам перевести «Нью-Йорк» до нового місця стоянки.
Після інциденту з «Нью-Йорком» «Титанік» з годинним запізненням продовжив свій шлях на малому ходу та з опущеними до рівня ватерлінії якорями, щоб у разі небезпеки лайнер міг швидше зупинитися. З Саутгемптонської затоки «Титанік» вийшов у протоку Те-Солент, огинаючи острів Вайт зі східного боку. Досягши східного краю острова Уайт, судно знову зменшило хід. Лоцман спустився штормтрапом в катер, що чекав його, і повернувся на ньому назад в Саутгемптон. З містка до машинного відділення передали наказ збільшити швидкість, і «Титанік» взяв курс на південь, до берегів Франції.
|                                                                                          |                                    |                                  |                                        |
| Борт «Титаніка», знятий зі сходнів перед посадковим входом на палубі B (вид в бік корми) | «Титанік» відчалює із Саутгемптона | Інцидент з пароплавом «Нью-Йорк» | «Титанік» виходить в протоку Те-Солент |

### Шербур, Квінстаун
Відстань у 147 км «Титанік» подолав за 6,5 годин (з урахуванням затримки в порту Саутгемптона) і прибув до Шербура близько 18:30. Порт Шербура не мав придатного для стоянки «Титаніка» причалу, тому лайнер став на якір посеред бухти. Пасажирів та вантажі на борт доставили допоміжні судна «Номадік» та «Траффік». До морського вокзалу Шербура багато хто добирався спеціальним поїздом, узгодженим з розкладом пароплава, який о 9:40 вирушив з паризького вокзалу Сен-Лазар. Значну частину нових пасажирів склали багаті американці, які закінчили свій зимовий сезон у Монте-Карло, Ніцці, Каннах та інших курортах Рив'єри, модних серед міжнародних снобів у ті роки. Інші поверталися з європейських столиць — Парижа, Риму, Відня, Берліна, Санкт-Петербурга. Серед пасажирів першого класу, що прибули на борт, були Бенджамін Ґуґенхайм, Марґарет Браун, сім'я Тайєрів, подружжя Дафф Ґордон та інші. Стоянка в Шербурі тривала півтори години, о 20:00 «Титанік» знявся з якоря і вирушив у Квінстаун. Вітряна та холодна погода зберігалася.
Зранку 11 квітня «Титанік» вже наближався до узбережжя Ірландії. За кілька кілометрів до порту на борт піднявся лоцман. Велику небезпеку для суден у цьому районі являли мілини, тому на підході до острова лотом безперервно замірялася глибина. Об 11:55 «Титанік» кинув якір у гавані Корка, за 6,5 км від Квінстауна. Допоміжні судна «Америка» та «Ірландія» доставили на «Титанік» пасажирів (переважно молодих ірландських емігрантів, пасажирів третього класу), вантажі та пошту. Крім пасажирів, на борт, за дозволом капітана, піднялися журналісти, фотографи та місцеві торговці. О 13:30, після того, як всі гості покинули лайнер, було піднято якір, і «Титанік» вирушив до Нью-Йорка з 2208 людьми на борту. Тим часом на кормовій надбудові музикант Юджин Дейлі з третього класу давав невеликий імпровізований концерт для емігрантів, багато з яких назавжди прощалися зі своєю батьківщиною. Розчуленої до сліз публіці він зіграв на волинці меланхолійну мелодію «Плач по Ірландії».
|                                                                               |                          |                                           |                                                                                              |
| Допоміжні судна «Америка» та «Ірландія» вирушають до місця стоянки «Титаніка» | «Титанік» в гавані Корка | Вид на корму «Титаніка» з борту «Америки» | «Титанік» покидає гавань і виходить в Кельтське море (остання прижиттєва фотографія лайнера) |

### В Атлантиці (11—14 квітня)
Коли «Титанік» досяг маяка Фастнет, що позначав початок трансатлантичної траси, капітан віддав команду «Повний вперед», і пароплав розвинув швидкість 21 вузол (39 км/год). 1898 року судноплавні компанії, кораблі яких забезпечували зв'язок між Європою та Північною Америкою, уклали угоду з обслуговування декількох ліній, що використовувались у різні пори року. Насамперед, це мало дозволити суднам уникати, особливо у певні місяці, районів, де існувала загроза льодів та туманів. Крім того, точно визначені курси при русі зі сходу на захід і назад мали допомогти максимально знизити небезпеку зіткнень суден, що йдуть назустріч один одному. І нарешті, у випадку аварії встановлені коридори у плаванні по Північній Атлантиці дозволяли розраховувати на швидку допомогу іншого судна, яке йшло тією самою трасою. З 15 січня по 14 серпня 1912 року суднам наказувалося рухатися південною трасою, точка повороту на Нью-Йорк розташовувалась приблизно за 750 км на південний схід від острова Ньюфаундленд. Робилося це для того, щоб обійти район Великої Ньюфаундлендської банки, де накопичувалася велика кількість айсбергів та крижаних полів.
Айсберги, що становлять загрозу судноплавству в Північній Атлантиці, відколюються від льодовиків на західному узбережжі Гренландії. Там їх підхоплює холодна Лабрадорська течія і несе по морю Баффіна спочатку на північ до островів Королеви Єлизавети, потім на південь повз острів Баффінова Земля в морі Лабрадор, і біля узбережжя Ньюфаундленду більшість айсбергів застрягає. Високі припливи, викликані рекордним зближенням Місяця і Землі у грудні 1912 року, сприяли тому, що айсберги досягли Великої Ньюфаундлендської банки на місяць раніше. У квітні 1912 року над Атлантикою відбулася регенерація двох антициклонів, у результаті там панував північно-північно-західний вітер. Збіг напрямків вітру та океанської течії спричинив проникнення айсбергів на південь далі звичайного.

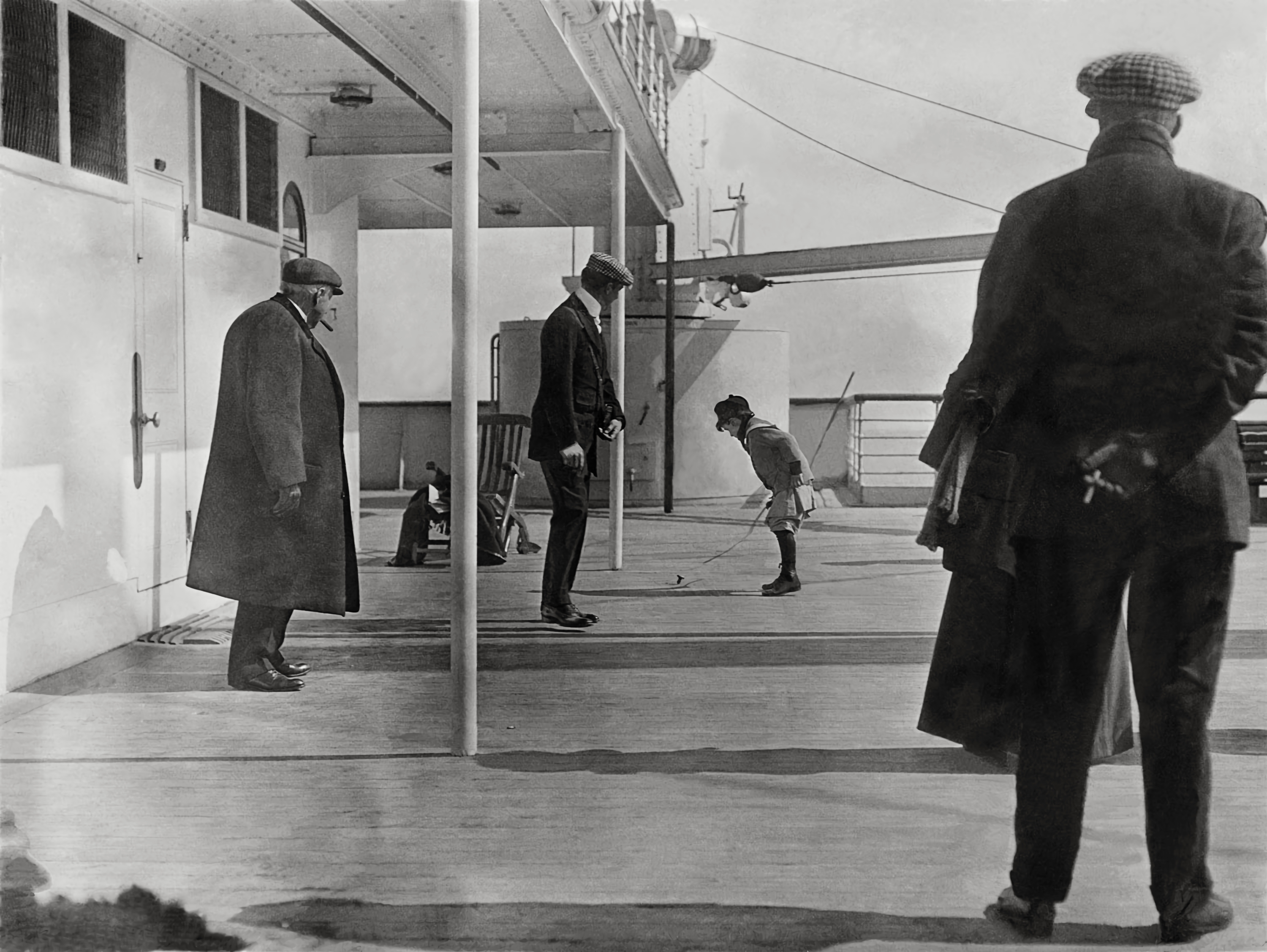
Пасажири першого класу гуляють на палубі А: 6-річний Роберт Спедден запускає дзиґу, поруч стоїть його батько Фредерік (обидва врятувались)

Щойно «Титанік» залишив Ірландію, небо прояснилося, протягом усього рейсу стояла гарна для цієї пори року погода. Пасажири багато часу проводили на відкритих палубах. Вранці деякі з них робили пробіжки просторими променадами. На борту пасажири розважалися танцями, співом, грою у бридж, покер, доміно, шахи. На відкритих палубах популярністю користувалися міні-гольф, шаффлборд, накидання кілець на жердину та скакалка. Завдяки спокійному морю хитавиця на борту майже не відчувалася. На «Титаніку» видавалася суднова газета «Atlantic Daily Bulletin», в якій публікувалися статті на теми науки, літератури та мистецтва, підготовлені заздалегідь до відплиття, а також останні новини політики, торгівлі, біржова інформація, відомості про кінні перегони, отримані з континенту через радіотелеграф.
За 5 днів плавання було зафіксовано лише чотири випадки, коли пасажирам була потрібна медична допомога. Пасажирка 2-го класу Селен Кук звернулася до медпункту із сильним зубним болем, і лікар О'Лафлін видалив їй зуб. Пасажирка першого класу Рене Харріс дорогою до своєї каюти послизнулася на сходах і зламала руку. Лікар Сімпсон обробив рану і наклав гіпс. Два інші пасажири були хворі ще до відплиття. Пасажир Джон Росс переносив важку форму дизентерії. Самопочуття підприємця було таке погане, що в каюту першого класу його пронесли на ношах. До фатальної ночі з 14 на 15 квітня стан Росса помітно не покращав, він не знайшов у собі сил покинути каюту, і, ймовірно, загинув прямо у своєму ліжку. Іманіта Шелії з другого класу хворіла на ангіну, лікар Сімпсон відвідував її 3—4 рази на день. Крім того, відразу після посадки в Саутгемптоні вона разом із матір'ю висловила невдоволення тіснотою каюти. Жінки наполегливо вимагали старшого стюарда переселити їх в іншу. Як виняток, враховуючи стан пасажирки, після виходу з Квінстауна їх прохання було задоволено.

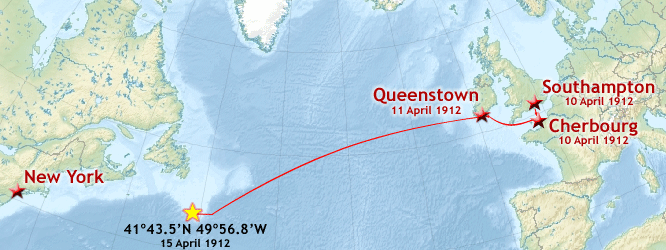
Курс «Титаніка»

Щоранку капітан у супроводі старшого помічника, розпорядника рейсу, старшого механіка, старшого лікаря здійснював повний обхід судна, оглядаючи все від пасажирських приміщень до машинного відділення. За другу добу (від полудня 11 квітня до полудня 12 квітня) «Титанік» подолав 715 км, за третю добу — 962 км, за четверту — 1012 км . Оскільки корабель йшов західним курсом, щопівночі годинники на борту переводилися на 45—59 хвилин назад.
У неділю 14 квітня пароплав йшов вже зі швидкістю 22,75 вузла (42 км/год), але вранці, з ініціативи капітана, можливо, під тиском Брюса Ісмея в котельні № 5 було запущено ще два котли. Зранку погода була похмурою, йшов дрібний дощ, віяв західний вітер до 7 м/с. Опівдні небо прояснилося, проте порівняно з попередніми днями плавання стало холодним. Температура повітря становила +6 °С . За спогадами багатьох пасажирів, система парового опалення на борту не працювала належним чином. Через сильне похолодання приміщення лайнера промерзали, і люди були змушені кутатися в пальто і хутра, а пасажири першого класу, в каютах яких були додаткові обігрівачі, не зволікали скористатися ними. Об 11 годині всі охочі могли взяти участь у богослужінні тривалістю 45 хвилин. У першому класі його провів капітан, який був представником англіканської церкви на борту, у другому — шеф-інтендант. Компанія «Уайт Стар Лайн» мала правило, за яким на її суднах щонеділі проводилися шлюпкові навчання, але під приводом сильного вітру (який більше створювався рухом лайнера) їх скасували.
З 9:00 14 квітня радисти «Титаніка» почали отримувати повідомлення про айсберги та крижані поля з їх координатами. З семи льодових попереджень на місток було передано лише чотири. Ознайомившись із ними, капітан вирішив скоригувати маршрут. Курс на косу Санді-Гук «Титанік» узяв за годину після проходження точки повороту, де трансатлантичні судна зазвичай брали курс на Нью-Йорк. Лайнер продовжував йти на південний захід і пройшов близько 40 км у цьому напрямку, перш ніж о 17:50 старпом Уайлд скомандував стерновому: «Право керма 47 градусів», і «Титанік» з курсу 242° ліг на курс 289°. Зроблено це було для того, щоб напевне уникнути зустрічі з айсбергами. Увечері сильно похолоднішало, за дві години температура повітря впала з +6 до 0 °С, встановився повний штиль, на поверхні води була відсутня навіть зиб. Ніч з 14 на 15 квітня була безвітряною, холодною, ясною і безмісячною. «Титанік» йшов майже на граничній швидкості, понад 22 вузли.

### Загибель

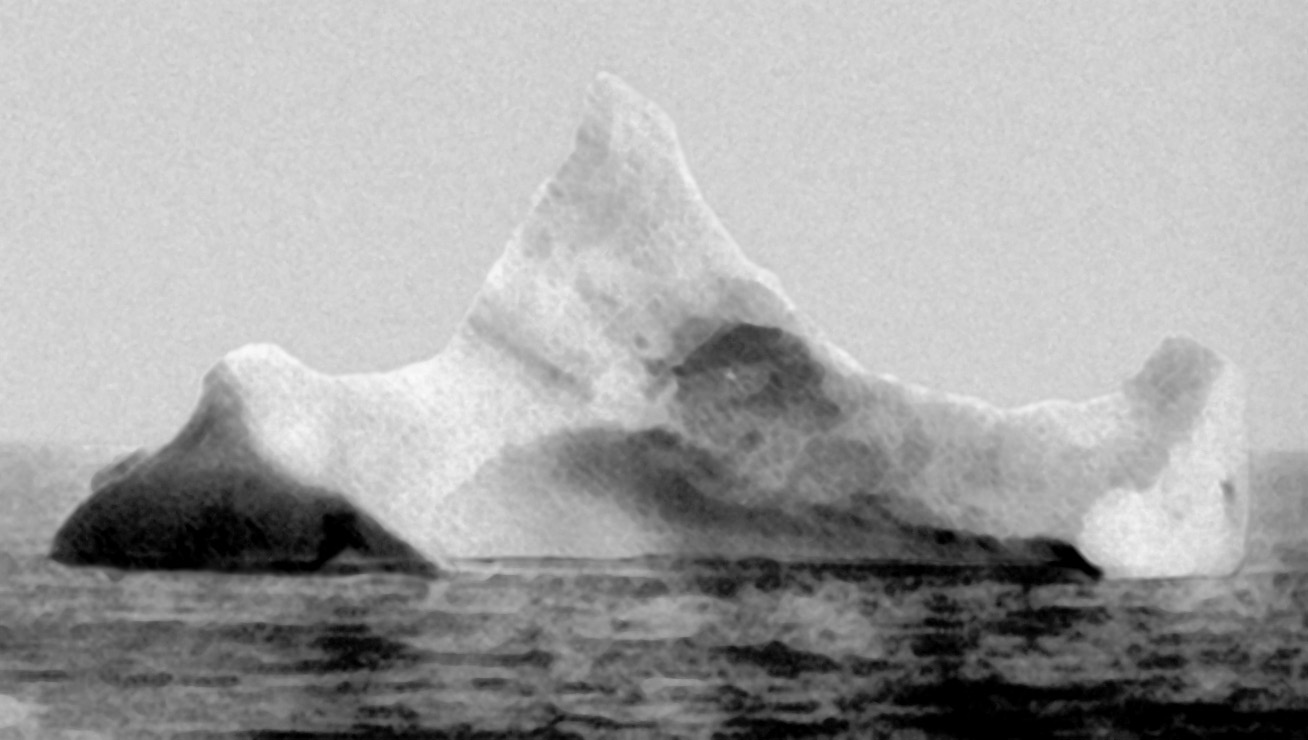
Айсберг, з яким, імовірно, зіткнувся «Титанік»

О 23:39 14 квітня впередглядач Фредерік Фліт помітив прямо по курсу приблизно в 650 м айсберг. Вдаривши тричі в дзвін, він доповів по телефону на місток, де несли вахту шостий помічник Джеймс Муді та перший помічник Вільям Мердок. Мердок скомандував стерновому Роберту Гіченсу «право на борт» і перевів рукоятки машинних телеграфів у положення «стоп машина»  (можливо, «повний назад»). Трохи згодом, щоб лайнер не зачепив айсберг кормою, він скомандував «ліво на борт». Проте «Титанік» був надто великий для швидкого маневру, пароплав продовжував рухатися за інерцією ще 25—30 секунд перш ніж його ніс почав повільно відхилятися вліво. О 23:40 «Титанік» по дотичній зіткнувся з айсбергом. На верхніх палубах люди відчули слабкий поштовх і легке тремтіння корпусу, на нижніх палубах удар був трохи відчутнішим. В результаті зіткнення в обшивці правого борту утворилося шість пробоїн сумарною довжиною близько 90 м. В результаті контакту з айсбергом пошкодженими виявилися п'ять (можливо, шість) носових відсіків, на це система непотоплюваності лайнера не була розрахована. Конструктор Томас Ендрюс, викликаний капітаном для консультації, заявив, що корабель може залишатися на плаву не більше ніж півтори години.
О 00:05 капітан Сміт наказав екіпажу готувати рятувальні шлюпки до спуску, потім зайшов у радіорубку і наказав радистам передавати в ефір сигнал лиха. Посадка перших пасажирів у шлюпки почалася близько 0:20, у них за наказом капітана садили насамперед дітей та жінок. Оскільки пасажирами зіткнення практично не відчувалося, вони неохоче залишали корабель, на якому зовні було все гаразд: перебоїв з електрикою не виникало, диферент на ніс протягом першої години зростав доволі повільно. Щоб не почалася паніка, члени екіпажу повідомляли, що евакуація проводиться як запобіжний засіб. Посадкою пасажирів у шлюпки керували помічники капітана. Протягом першої години було евакуйовано лише 180 осіб, шлюпки спускалися напівпорожніми, члени команди лайнера навіть не були обізнані про їхню місткість.
О 01:20 вода почала затоплювати півбак. У цей час з'явилися перші ознаки паніки. Евакуація пішла швидше. До шлюпок почали сідали люди, котрі ще недавно категорично відмовлялися. Тим часом пасажири третього класу не скрізь могли піднятися нагору через непоінформованість стюардів про згубне становище судна.
На сигнал лиха відгукнулися та вирушили до місця катастрофи 7 суден. З них найближче (приблизно за 93 км) знаходився пароплав «Карпатія». Прямуючи до «Титаніка», він розвинув граничну для себе швидкість у 14 вузлів. З містка «Титаніка» по правому борту офіцери помітили вогні судна, що дрейфувало вдалині, але воно не відповідало на сигнал лиха, тому капітан наказав пускати білі сигнальні ракети. Згодом виявилося, що це був британський пароплав «Каліфорнієн». Вахтові на «Каліфорнієні» бачили всі 8 ракет, випущених з «Титаніка», але вважали, що якесь судно без радіотелеграфа інформує про те, що зупинилося у льодах, а єдиний радист «Каліфорнієна» тим часом спав.
Після 01:30 диферент на ніс став швидко зростати, на борту почалася паніка. Шлюпки на кормі з правого борту лайнера були спущені переповненими. Екіпаж усіма силами намагався стримати тиск натовпу і пропустити в шлюпки першими жінок і дітей. П'ятий помічник Гарольд Лоу був змушений зробити три попереджувальні постріли в повітря для утихомирення збожеволілої юрби. Члени машинної команди не припиняли роботи. Зусиллями котельників, машиністів, механіків у системі підтримувався тиск пари, необхідний для виробництво електроенергії та роботи насосів, що відкачували воду.

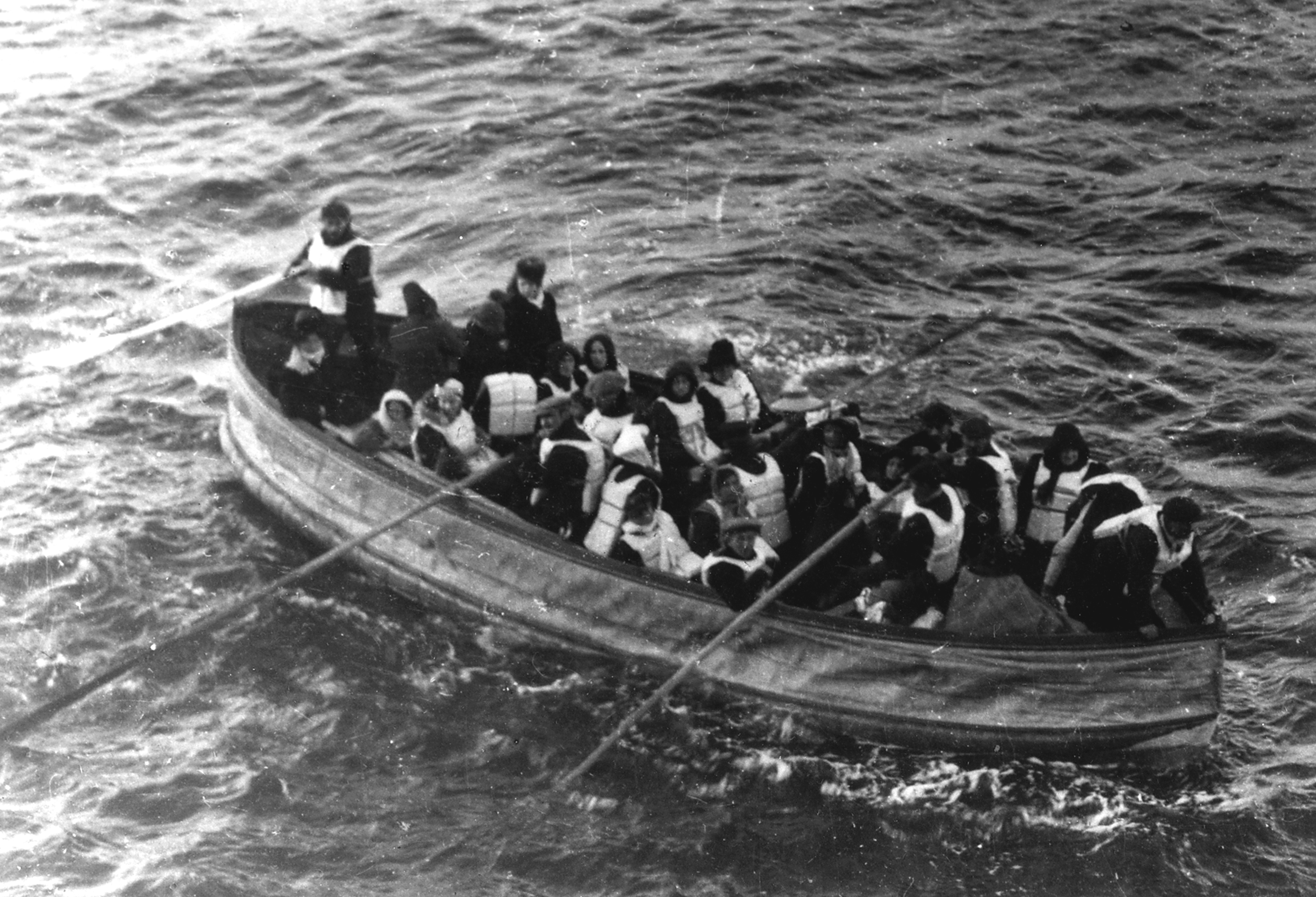
Складна шлюпка D підходить до «Карпатії»

Після 02:05 було спущено останню шлюпку, о 2:10 вода почала затоплювати шлюпкову палубу та капітанський місток. Близько 1500 чоловік, що залишились на борту судна, ринулись у бік корми. Диферент став рости на очах, о 2:15 обвалилась перша димова труба. У цей час серед уцілілих пасажирів вже почалася паніка — меблі, незакріплене устаткування почали перевертатися. Навіть масивні котли внизу не витримали навантаження і, відірвавшись, проломили декілька перегородок трюму. О 2:16 вимкнулась електроенергія. О 2:18 при диференті на ніс близько 23° корпус корабля, не витримавши навантаження, розламався навпіл. Носова частина, відвалившись, одразу пішла на дно, а кормова частина, поступово заповнюючись водою, затонула через дві хвилини. О 2:20 «Титанік» повністю зник під водою.
Сотні людей випливли на поверхню, однак майже всі вони невдовзі загинули від переохолодження: температура води становила −2 °С. На двох складних шлюпках, які не встигли спустити з лайнера, врятувалось близько 45 людей. Іще 8 було врятовано двома шлюпками, що повернулись на місце аварії (№ 4 й 14). Через півтори години після повного занурення «Титаніка», близько 4 години ранку на місце катастрофи прибув пароплав «Карпатія», який підібрав 712 осіб, що вижили в аварії. Загибель «Титаніка» забрала меншою мірою 1496 життів.

## Наслідки і висновки
Історія про те, як затонув такий досконалий корабель як «Титанік», та загибель такої великої кількості людей стала головною новиною ще до прибуття «Карпатії» до Нью-Йорка. Однак новини були спочатку помилковими та з великими неточностями. Тільки з прибуттям врятованих пасажирів почала вимальовуватися справжня картина трагедії: з 1324 пасажирів і 899 членів екіпажу «Титаніка» тільки 712 вдалося врятуватися. Пізніше 320 тіл було знайдено на поверхні океану; загиблих підбирало спеціальне судно, зафрахтоване компанією White Star Line. Їх поховали теж коштом компанії в місті Галіфаксі.
Розслідування обставин трагедії почали відразу дві урядові комісії — США і Великої Британії. Майже одразу після прибуття до Нью-Йорка, 19 квітня почалося засідання сенатської підкомісії США, яка розслідувала обставини аварії. Голова підкомісії сенатор Вільям Сміт хотів провести розслідування якнайшвидше, поки обставини аварії ще були свіжими в пам'яті свідків. Брюсові Ісмею тричі забороняли виїжджати до Великої Британії і декілька разів викликали як свідка на засідання комісії.
Британська сторона обурювалася не лише затриманням британських громадян у США, а й власне фактом розслідування американцями трагедії британського судна в міжнародних водах. Британська слідча комісія була скликана 2 травня 1912 і зосередила свою увагу, крім іншого, на ролі американського корабля «Каліфорніан», який, як виявилося, був весь час поруч і спостерігав за ракетами з «Титаніка», але так і не прийшов на допомогу.
Разом обидві комісії дійшли однакових висновків щодо причин аварії, зокрема, що багато заходів безпеки або були застарілими, або проігноровані. З огляду на це, було рекомендовано впровадити нові вимоги щодо дизайну корпусу кораблів, рятувальних жилетів, тренувань евакуації, сигналів про допомогу тощо. Окремо рекомендувалося, щоб кількість рятувальних човнів відповідала кількості пасажирів на борту судна. У листопаді 1913 року в Лондоні відбулося засідання міжнародної комісії, яка мала на меті заснувати спеціальний морський патруль у складі берегової охорони США для дослідження айсбергів поблизу узбережжя США. Також було вирішено, що радіостанції на морських суднах мають працювати цілодобово, і для них мають бути запасні джерела електроенергії.
Випробування, проведені на «Олімпіку», довели, що на поворот «Титанік» витратив 37 секунд. Також було виявлено, що якби двигуни «Титаніка» працювали на передній хід, то корабель встиг би відхилитися від айсберга (увімкнення заднього ходу значно зменшує керованість корабля). Суднобудівники з Белфаста кажуть, що лайнер не затонув би, якби прийняв весь удар айсберга на форштевень[джерело?], звісно для пасажирів, що перебували в носовій частині судна, це було би миттєвою загибеллю, адже ніс судна увігнувся б на 30 метрів.

## Уламки

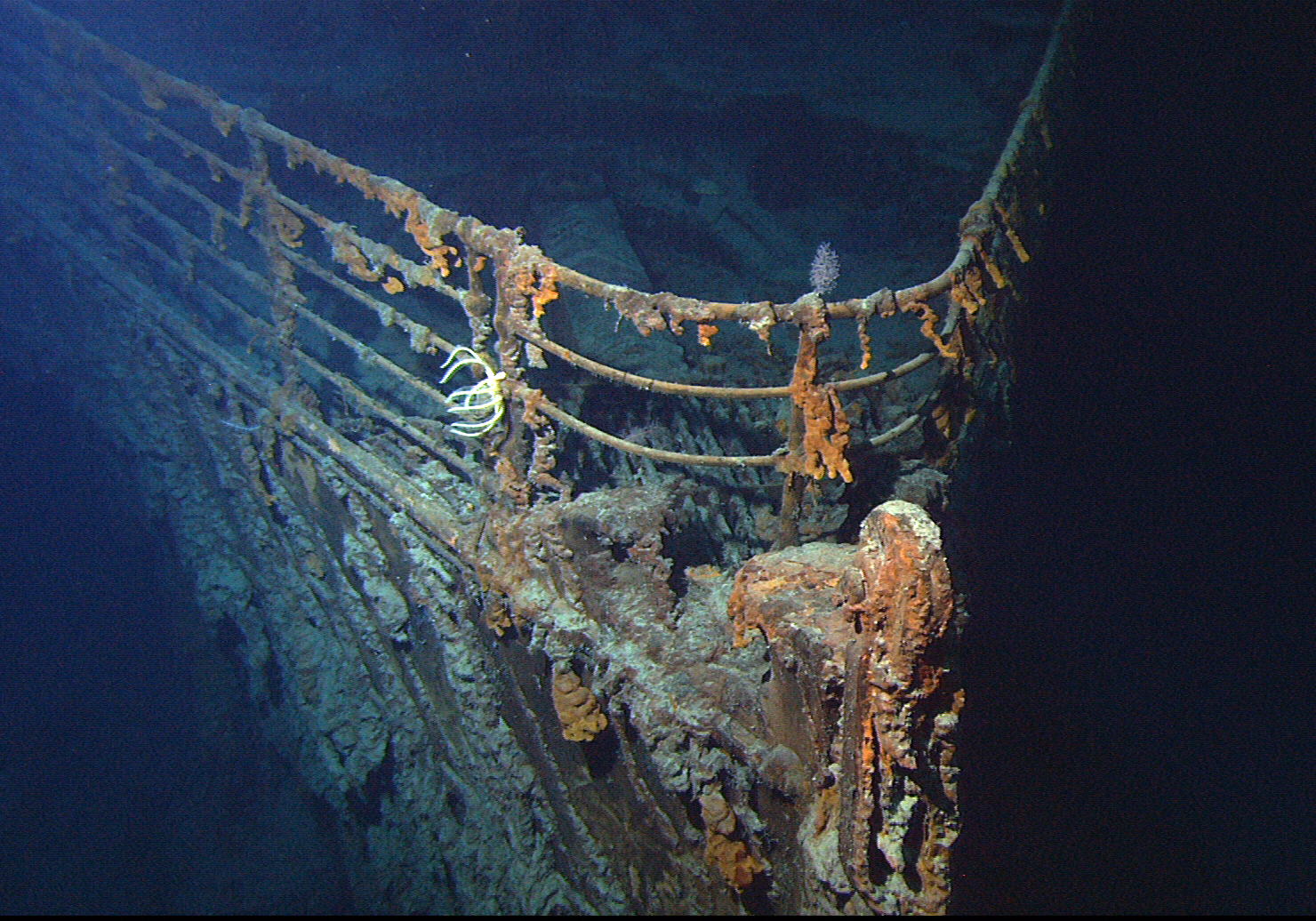
«Ніс» «Титаніка», сфотографований в червні 2004 року

Після занурення уламки «Титаніка» опустилися на глибину 3750 м. Носова частина лежить за 600 м від кормової. Крім двох основних фрагментів лайнера, по дну на площі 4,8 × 8 км розкидані десятки тисяч дрібніших уламків: частини корпусу судна, залишки меблів та оздоблення приміщень, вугілля, посуд, багаж та особисті речі людей. Ніс та корма при падінні на дно сильно деформувалися. Палуби біля місця розламу в носовій частині склалися одна на одну, борти вигнулися назовні, в середній частині остову по обох бортах утворилися великі отвори. Корма спочатку занурювалася гвинтами вгору, але на глибині близько 150 м вибухнули повітряні кишені, і вона почала рухатися спіралеподібною траєкторією. При цьому відлетіла обшивка корпусу, відшарувались палубні настили, відвалилося подвійне дно, повністю зруйнувалися верхні палуби.
Ідея підйому «Титаніка» народилася відразу після загибелі судна. Родичі багатих пасажирів, які загинули в катастрофі, обговорювали можливість підняти затонулий лайнер, однак у 1912 році необхідні для цього технології були відсутні. Також обговорювалася ідея скинути на дно динамітні заряди, щоб унаслідок вибухів на поверхню випливли деякі тіла. Але й від цього, зрештою, відмовилися. З початком Першої світової війни інтерес до «Титаніка» послабшав і лише у 1950-х зріс із новою силою. Тоді ж повернулися до амбітної ідеї пошуку та підйому уламків пароплава. Різними вченими та винахідниками пропонувалося багато оригінальних способів: так, Дуґлас Воллі в 1966 запропонував обкласти корпус пластиковими контейнерами з водою і пропустити крізь них електричний струм, щоб отримані шляхом електролізу гази, за його заявою, підійняли судно. Члени міжнародної експедиції Ласло Саске та Амбріуш Балаш планували отримати за допомогою електролізу на глибині водень та кисень, наповнити ними пластикові резервуари, які мали підняти лайнер на поверхню. Артур Хікі запропонував заморозити корпус судна зсередини, щоб він сплив на поверхню, подібно до кубика льоду. Джон Пірс планував заморозити «Титанік», обклавши його сіткою, наповненою рідким азотом. Пропонувалися й інші незвичайні схеми підйому, включаючи план заповнення корпусу судна кульками для настільного тенісу або 180 000 тонн рідкого воску .
Першу серйозну спробу знайти «Титанік» зробив техаський нафтовий магнат Джек Грімм. Його експедиція вийшла до острова Ньюфаундленд у 1980 році. На борту дослідницького судна була гідроакустична апаратура, яку спускали під воду і буксирували за судном. Але в ході цієї та двох наступних експедицій «Титанік» виявити не вдалося. У 1970-х керівник лабораторії глибоководних досліджень океанографічного інституту в штаті Массачусетс Роберт Баллард став готуватися до експедиції з пошуку уламків «Титаніка» за допомогою батискафів. Розроблені на той час апарати «Елвін» могли занурюватися на глибину до 2000 м, тому Баллард взяв участь у розробці та фінансуванні апаратів «Ясон» та «Арго». «Арго» мав дві акустичні системи та був оснащений п'ятьма відеокамерами. Зібравши дані про район загибелі «Титаніка», 24 серпня 1985 року в області пошуків почали працювати апарати «Ясон» та «Арго». 1 вересня о 0:48 до об'єктивів відеокамер, встановлених на «Арго», потрапив котел «Титаніка», невдовзі було виявлено носову частину. Великою несподіванкою виявилося те, що ніс і корма відстоять одна від одної на 600 м, до цього вважалося, що «Титанік» затонув цілим.
На початку 2023 року, вчені створили першу тривимірну модель затонулого «Титаніка». Сканування проводили влітку 2022 року. Пілотовані підводні апарати понад 200 годин вивчали довжину, ширину та уламки затонулого корабля. Вони зробили понад 700 000 зображень з усіх боків, створивши точну 3D-реконструкцію. Під час цього експерименту вчені змогли зібрати усі уламки, що знаходяться на дні навколо уцілілих частин, і відтворити повний вигляд лайнера. Сканування буквально заморозило уламки в часі та експерти без поспіху можуть вивчати кожну найдрібнішу деталь «Титаніка».

### Теперішній стан
Уламки корабля покриті нальотом, що утворюється продуктами життєдіяльності мікроорганізмів, і багатошаровою іржею, товщина якої постійно зростає. Крім цього, на корпусі та біля нього проживають 24 види безхребетних тварин та 4 види риб, з них 12 видів безхребетних явно тяжіють до уламків корабля, поїдаючи металеві та дерев'яні конструкції. Інтер'єри «Титаніка» майже повністю знищені. Дерев'яні елементи поглинули глибоководні морські черви. Залишки палубних настилів покриває шар із раковин молюсків. Все менше залишається предметів із органічних матеріалів. Їх поступово розщеплюють абісальні сапротрофи. Всі людські тіла цілком розклалися, про них нагадують лише залишки особистих речей та взуття.
З багатьох металевих деталей звисають сталактити іржі. Її горбиста поверхня набуває форм пластинчастих розгалужень, складок і гронів. Під час експедиції 1991 року на поверхню з метою хіміко-біологічного дослідження було піднято кілька фрагментів іржі. 2010 року в цих зразках після проведеного аналізу ДНК фахівцями з Іспанії та Канади було виявлено раніше невідомий вид бактерій, який отримав назву Halomonas titanicae.
Стан уламків стрімко гіршає. У період з 1985 по 2010 рік відвалився і впав у вантажний люк марсовий майданчик, обвалилася частина шлюпкової палуби та палуби А (майже повністю розвалилися офіцерські каюти та гімнастичний зал, частково обвалились фальшборти на променаді палуби А); під час експедиції 2019 року було виявлено, що на міжнадбудовну палубу обвалилась і сама носова щогла, також обвалились апартаменти капітана разом із ванною на шлюпковій палубі. На думку мікробіолога Роя Каллімора, при помірній швидкості зростання іржі корпус повністю розсиплеться на невеликі фрагменти на рубежі XXI і XXII століть. Вціліють лише потужні металеві конструкції - котли, двигуни і якоря.
З 1985 до 2019 року до уламків «Титаніка» було здійснено близько двох десятків експедицій, на поверхню піднято понад п'ять тисяч предметів — від особистих речей пасажирів до 17-тонного шматка обшивки. Наприкінці січня 2020 року газета The Daily Telegraph повідомила, що в ході однієї з таких експедицій, здійсненої в липні 2019 року, «глибоководний підводний апарат з британськими вченими на борту зіткнувся з затонулим лайнером, проте довгий час інцидент тримався в секреті владою США». За даними газети, підводний човен зіткнувся з лайнером, що лежить на океанському дні, внаслідок втрати управління через сильну і вкрай непередбачувану течію, проте збиток, завданий затонулому кораблю, був незначним.
22 серпня 2019 року британська телевізійна компанія Atlantic Productions зафільмувала стан уламків «Титаніка» в якості 4К через 107 років після того, як він потонув в Атлантичному океані.
|          |            |                   |                                                |
| Заклепки | Ілюмінатор | Шлюпбалкові болти | Боковина лавки з однієї із прогулянкових палуб |

## В масовій культурі

«Титанік». Пам'ятна медаль. Аверс.

«Титанік» посідає значне місце у масовій культурі. Протягом десятиліть від дня катастрофи не згасає інтерес до історії лайнера, обставин його загибелі, біографія людей, так чи інакше пов'язаних з «Титаніком». Трагічній долі корабля присвячено безліч книг, фільмів, віршів, пісень, вистав, творів скульптури та архітектури. Назва пароплава часто використовується як загальне ім'я. У суспільній свідомості «Титанік» став символом гордовитості, самовпевненості, та класової нерівності.
На думку британського письменника Дона Фостера, аварія «Титаніка» ознаменувала кінець ери самовпевненості та оптимізму. Він зазначив, що доля, яка спіткала лайнер, схожа з класичними давньогрецькими трагедіями, а епізоди героїзму та сентиментальності поряд з удаванням і парадоксальністю надають історії «Титаніка» характерні для єлизаветинської драми риси. Близькість до сюжетів всесвітньо відомих творів літератури, таких як давньогрецькі міфи про титанів, Ікара і Нарциса або трагедії Макбет, тільки сприяла виникненню сильного суспільного резонансу у зв'язку з катастрофою лайнера. Публіцист Він Вейд зазначав, що трагедія відокремила XIX століття від XX, а, по психологічному впливу на англомовний світ того часу її можна порівняти з убивствами Авраама Лінкольна та Джона Кеннеді. Стефані Барщевські назвала загибель «Титаніка» однією з найзахопливіших подій в історії людства. Незгасаючий інтерес до корабля вона пояснила глибоким символізмом та трагізмом, якими сповнена його історія. «Людська винахідливість може забезпечувати [успіх], але вона безперечно зазнає поразки, коли випадково зустрічається з силами природи», — зазначає Барщевські.
Виділяються чотири хвилі підвищеного інтересу до «Титаніка». Перша почалася відразу після катастрофи, але у 1914 році, коли розігралася Перша світова війна, припинилася. Вдруге сплеск підвищеної уваги спостерігався після виходу 1955 року книги-бестселера Волтера Лорда «Незабутня ніч». Через три роки на екрани вийшов однойменний художній фільм. Третя і найтриваліша хвиля популярності почалася в 1985 після виявлення експедицією Роберта Балларда уламків лайнера на океанському дні. У 1997 року у прокат вийшов художній фільм Джеймса Кемерона «Титанік», який знову посилив громадський інтерес до історії лайнера. Загибель у січні 2012 року круїзного судна «Коста Конкордія» за три місяці до 100-ї річниці катастрофи «Титаніка» та пам'ятні заходи, присвячені трагічній даті, ознаменували останній стрибок інтересу, що продовжується і по сьогодні.

### У літературі

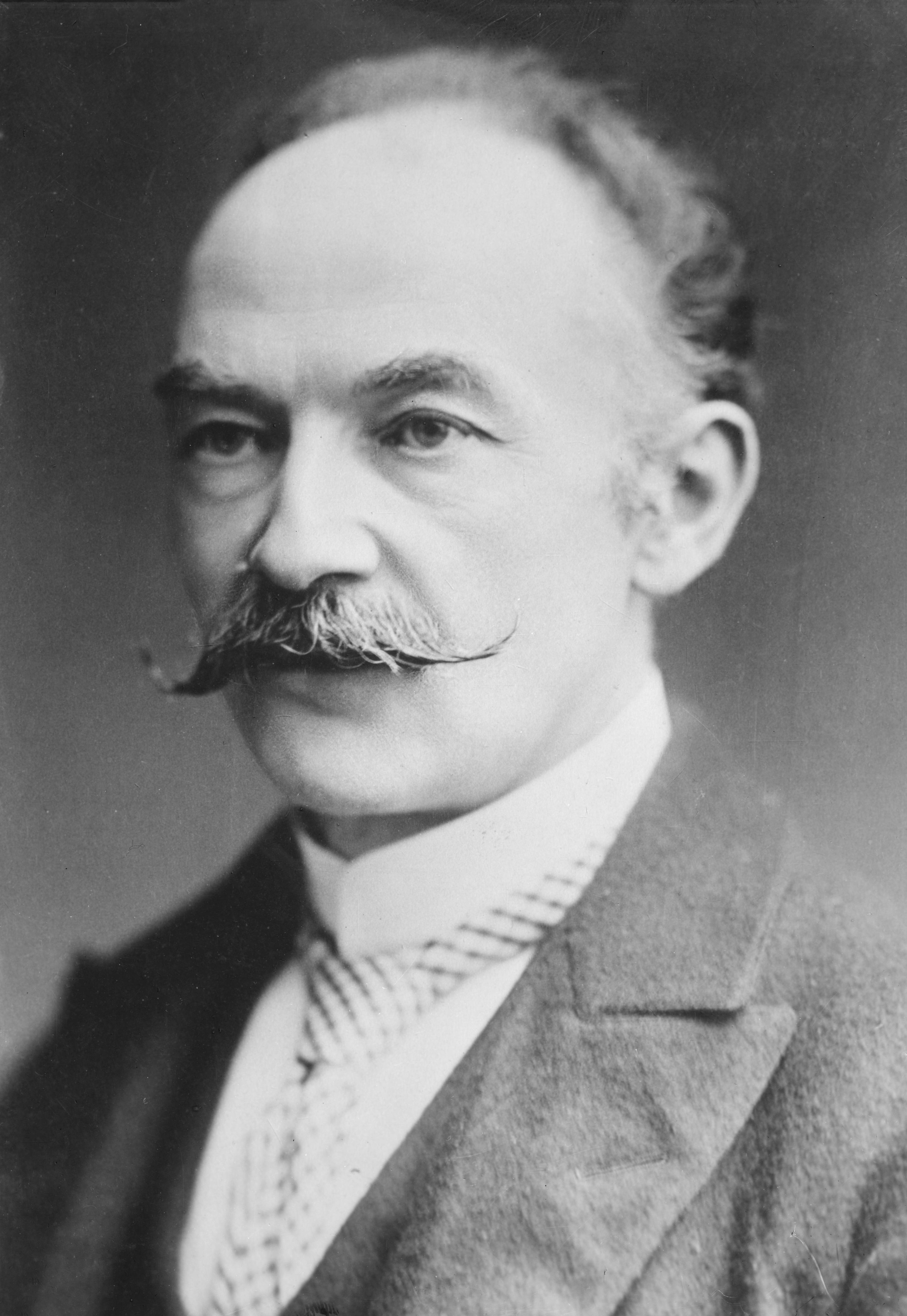
Автор «Схождення двох» Томас Гарді

Першими на катастрофу відреагували поети. Їхні численні елегії, присвячені загибелі «Титаніка», заполонили шпальти газет та сторінки літературних журналів. Едвін Дрю випустив цілу збірку під назвою «Основні події аварії „Титаніка“, розказані у віршах». Вірш «Сходження двох», написаний відомим поетом Томасом Гарді, побачив світ 14 травня — рівно через місяць після катастрофи. У ньому автор засудив прагнення надмірної розкоші, марнославство і властиві людині тієї епохи ілюзії щодо своєї технічної могутності. Тема «Титаніка» отримала дуже широке розповсюдження у науково-популярній літературі, авторами деяких із документальних книжок були самі очевидці трагедії: Арчібальд Ґрейсі, Лоуренс Бізлі, Чарльз Лайтоллер, Артур Рострон. Подвиги пасажирів та членів екіпажу неодноразово опинялися в центрі сюжету художніх творів, наприклад, «Врятована з „Титаніка“» Лії Флемінг або роман «„Титанік“. Псалом наприкінці шляху» Еріка Фоснера Хансена, присвячений судновому оркестру. 1976 року Клайв Касслер опублікував пригодницький роман «Підняти „Титанік“», кульмінацією якого стала сцена підйому затонулого лайнера на поверхню за допомогою танків зі стислим повітрям та подальшого буксирування в Нью-Йорк. 1996 року вийшла книга Вільяма Сейла «Шерлок Голмс і трагедія „Титаніка“», за сюжетом якої всесвітньо відомий детектив, що прямує для виконання важливого урядового завдання в США на «Титаніку», змушений на борту розпочати розслідування крадіжки та вбивства.

### У живописі
«Титанік» і його інтер'єри неодноразово надихали художників різних напрямів живопису. Джиммі Ломбардо зобразив внутрішнє оздоблення пароплава у стилі експресіонізм. Значний цикл робіт, присвячених «Титаніку», написав американський художник та історик Кен Маршалл. З фотографічною точністю Маршалл зобразив лайнер із безлічі ракурсів, а також деякі його інтер'єри. У його картинах «Титанік» зображений на ходових випробуваннях, що вирушають із Саутгемптона, під час рейсу, на різних стадіях затоплення та на океанському дні. Крім того, для книги «Inside the Titanic» художником були написані кілька ілюстративних розрізів, що наочно показують внутрішнє облаштування судна.

### В музиці

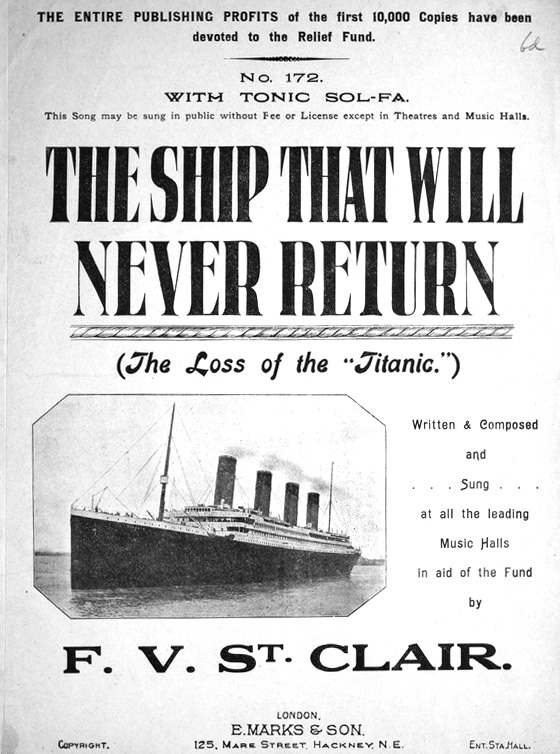
Обкладинка нот до пісні «Корабель, що ніколи не повернеться»

Багато пісень було написано відразу після катастрофи. На думку американського фольклориста Дональда Вілгуса, «Титанік» надихнув на створення «мабуть, найбільшої кількості пісень, ніж будь-яка інша катастрофа, і, можливо, і будь-яка подія в американській історії». Перша пісня про «Титанік» була написана лише через 10 днів після катастрофи. За 1912—13 роки вийшло понад 100 пісень, присвячених лайнеру. У текстах музичних творів поруч із вираженням скорботи піднімалися наболілі моральні, соціальні, політичні та релігійні проблеми. Робився акцент на уроках трагедії, зокрема, на пом'якшенні соціальної нерівності. У той же час багатьом пісням раннього періоду було властиве прославлення винятково заможних пасажирів, які пішли на дно разом із кораблем. Їхня хоробрість і самопожертва безпосередньо пов'язувалися з високим соціальним статусом і багатством, як в одній із популярних пісень 1910-х:
|  | Були мільйонери з Нью-Йорка, А інші із міста Лондона. Вони всі були сміливцями, і чоловіків, і жінок рятували, Коли великий «Титанік» тонув. |

Екіпаж та пасажирів низького достатку оспівували рідше. Загибель мультимільйонера, найбагатшого пасажира «Титаніка», Джона Астора була неодноразово відзначена у піснях як яскравий приклад великодушності та честі. У пісні «Герой зазнає невдачі через Царя морів» Астор названий «прекрасним принцем багатства», йому приписувалися такі якості, як благородство, сміливість, чесність, самопожертву не лише заради порятунку коханої жінки, але й заради людей нижчого соціального статуса.

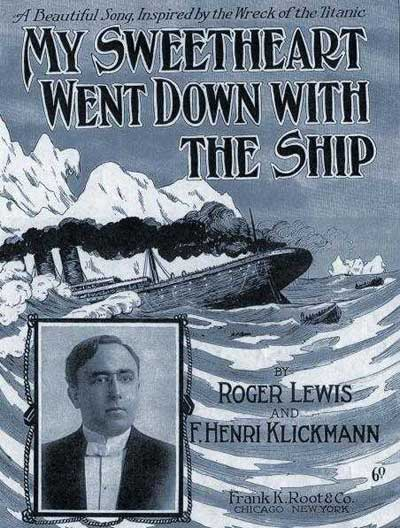
Обкладинка нот до пісні «Мій коханий затонув з цим кораблем», присвяченій загибелі «Титаніка»

Після закінчення Першої світової війни градус цинізму знизився. 1924 року американським кантрі-виконавцем Ернестом Стонманом була випущена пісня The Titanic, що стала одним з найпопулярніших вокальних творів 20-х років. Автору вдалося продати близько мільйона копій. Кораблю також присвячували свої пісні співаки Карсон Робісон, Реббіт Браун, Френк Гатчінсон, Віллі Джонсон, Дорсі Діксон, Боб Ділан та інші.
У перші тижні після катастрофи було організовано безліч благодійних музичних концертів, отримані кошти йшли сім'ям загиблих та постраждалих. У лондонському Альберт-голі під керівництвом британського композитора Едварда Елгара відбувся благодійний концерт за участю 500 музикантів. Захід мав великий успіх, отриманий прибуток відправили сім'ям загиблих на борту «Титаніка» музикантів.
Історія «Титаніка» лягла в основу кількох мюзиклів. Один із найвідоміших із них — «Непотоплювана Моллі Браун», знятий із опорою на біографію пасажирки першого класу Марґарет Браун, вийшов у 1960 році. 1997 року мюзикл «Титанік» був удостоєний п'яти премій Тоні, включаючи приз за найкращий мюзикл. Мюзикл ставився на Бродвеї протягом двох років, а також у Німеччині, Японії, Канаді та Австралії.
1997 року Джеймс Горнер випустив саундтрек до фільму «Титанік» Джеймса Кемерона, який налічує 15 композицій. Музичний супровід до драми отримав низку престижних нагород, у тому числі премії Оскар, Золотий глобус та Греммі.

### У кінематографі
«Титанік» показаний у багатьох фільмах найрізноманітніших жанрів: від мультиплікаційних та короткометражних пародій до документальних та фільмів-катастроф. Найбільше стрічок на цю тематику було знято у Великій Британії, США, Франції та Німеччині.. Найвідоміші з них:
- «Урятовані з „Титаніка“» (Saved From the Titanic) 1912 р.
- «Серед ночі і льоду» (In Nacht und Eis) 1912 р.
- «Атлантик» (Atlantic) 1929 р.
- «Титанік» (Titanic) 1943 р.
- «Титанік» (Titanic) 1953 р.
- «Незабутня ніч» (A Night to Remember) 1958 р.
- «S.O.S. „Титанік“» (S.O.S. Titanic) 1979 р.
- «Підняти „Титанік“» (Raise the Titanic!) 1980 р.
- «Титанік» (Titanic) 1996 р.
- «Титанік» (Titanic) 1997 р.
- «„Титанік“: Кров і сталь» 2012 р.

Найпопулярнішим серед усіх був фільм 1997 року, знятий Джеймсом Кемероном з Леонардо ДіКапріо та Кейт Вінслет у головних ролях. Цей фільм не тільки здобув декілька Оскарів, але й перевершив усі рекорди щодо кількості глядачів, які прийшли переглянути фільм. Окрім доброї гри акторів, історики зазначили достовірність багатьох подій, зображених на екрані. Для знімання фільму був побудований односторонній повномасштабний макет лайнера без носа і кілька малих макетів. У створенні декорацій, відтворенні інтер'єрів корабля брали участь відомі історики та дослідники «Титаніка», такі як Дон Лінч, Паркс Стівенсон та Кен Маршалл. Цікавим моментом фільму було використання імені головного героя Джека Досона, могила якого насправді знайшлася на цвинтарі жертв «Титаніка», однак з'ясувалося, що насправді J. Dawson був не Джек, а Джеймс. Він був кочегаром на судні і насправді загинув під час трагедії.

### У відеоіграх
На тему «Титаніка» випущено багато відеоігор на різних платформах. У більшості з них гра ведеться від імені пасажира приреченого лайнера, який намагається врятуватися, або дайвера, що вивчає уламки, що затонули. 1996 року вийшла гра «Titanic: Adventure Out of Time», що відрізнялася від своїх попередників з цієї тематики більшою точністю відтворення інтер'єрів та екстер'єру корабля. Гра проходить від першої особи від імені британського шпигуна, який намагається отримати цінні артефакти, що перевозяться німецькими агентами. Після зіткнення з айсбергом події у грі починають відбуватися у реальному часі. Розробникам гри вдалося відтворити хронологію катастрофи з досить високою точністю. «Титанік» присутній у кількох судноплавних симуляторах, наприклад, «Ship Simulator 2006», «Ship Simulator 2008», «Virtual Sailor», «Silent Hunter III». 2012 року компанія «Four Funnels Entertainment» анонсувала вихід гри «Titanic: Honor and Glory». За словами розробників, у грі будуть представлені найповніші та історично вірні локації «Титаніка», а також саутгемптонського порту. Наприкінці 2021 року розробники даної гри виклали у вільний доступ демо-версію гри під назвою «Demo 401», у якій для огляду доступно понад 30 % інтер'єрів славетного лайнера.

### Конспірологічні теорії
Навколо «Титаніка» точилося декілька конспірологічних теорій. На початку століття найпоширенішою була теорія, що «Титанік» затопили навмисно аби отримати страхові кошти за нього, або що насправді потонув інший братній корабель «Олімпік», і що громадськість таким чином вводять в оману. Ані ця теорія, ані теорії проклять чи таємничих вантажів на борту «Титаніка» не мають історичного обґрунтування.
Лише одна теорія дотепер залишилася непоясненою, а саме видання (за 14 років до подій) роману Моргана Робертса «Марність» (Futility) 1898 р. Цей роман задовго до ідеї спорудження «Титаніка» описує подорож іншого великого трансатлантичного судна «Титан», який теж описано як «непотоплюваний» і який теж, як «Титанік», зіткнувся з айсбергом і потонув майже за тих же обставин і з такою ж кількістю жертв, що й відомий лайнер 14 років потому. Попри всі теорії, цей доволі дивний збіг обставин, або напрочуд дивовижний збіг назв, місць та подій не вдалося пояснити.

### Відзначення 100-річчя від дня загибелі
2012 року відбулася низка меморіальних заходів з нагоди 100-річчя від дня загибелі лайнера. Так, 1 квітня 2012 у Белфасті, де було побудовано корабель, відкрито музей Титанік Белфаст. 8 квітня із Саутгемптона, звідки «Титанік» почав своє перше та останнє плавання, тим же маршрутом вирушило в меморіальний круїз судно Балморал. Уламки корабля занесено до Світової спадщини ЮНЕСКО як підводна культурна спадщина. Також до річниці було перевидано у форматі 3D фільм Джеймса Кемерона «Титанік» (1997). Крім того, в усьому світі відбувалися численні виставки, аукціони з продажу речей, пов'язаних із «Титаніком», та інші заходи вшанування пам'яті загиблих.